# Силовые вилки и розетки для переменного тока

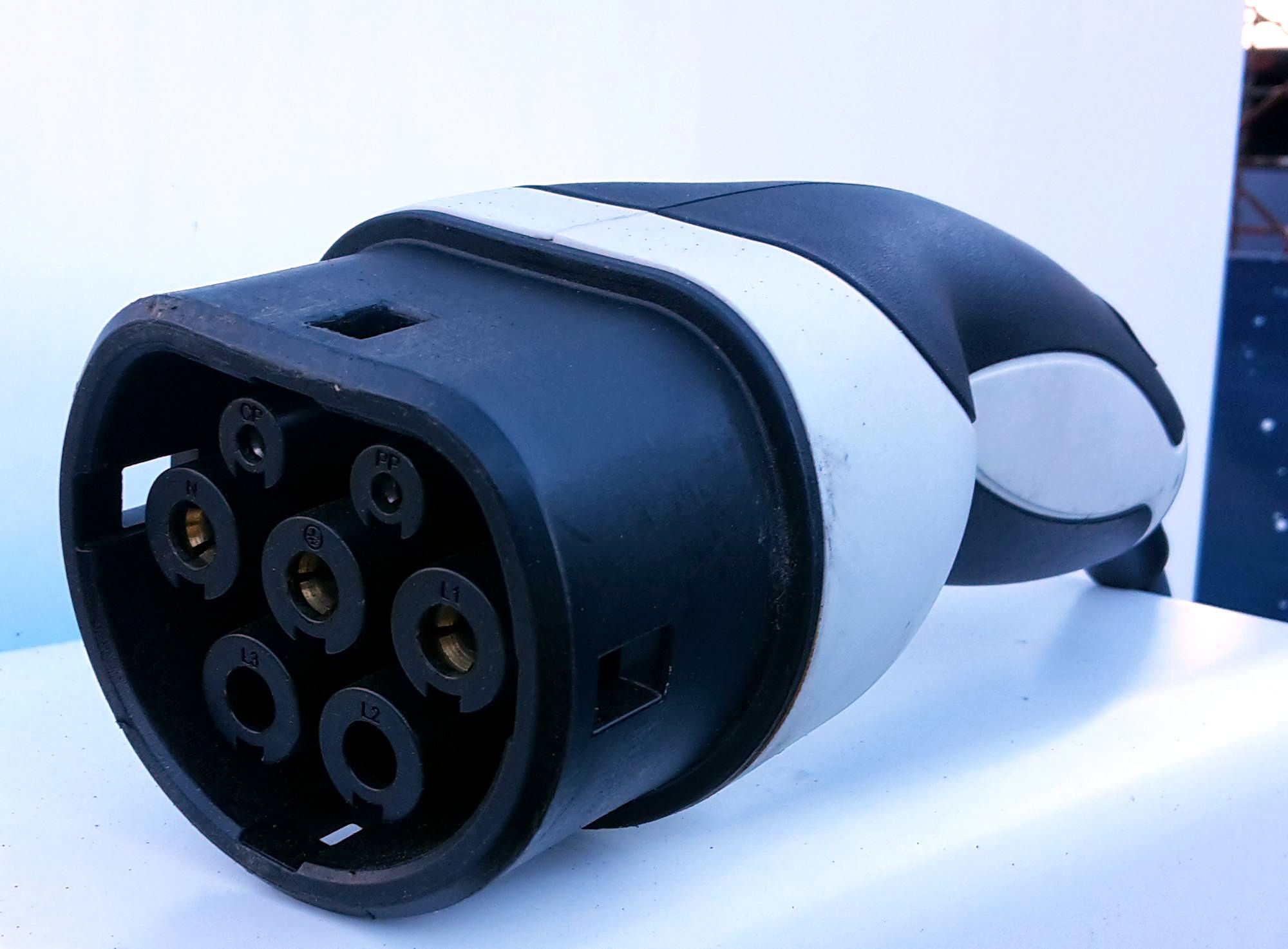
Зарядная вилка автомобиля (type 2).

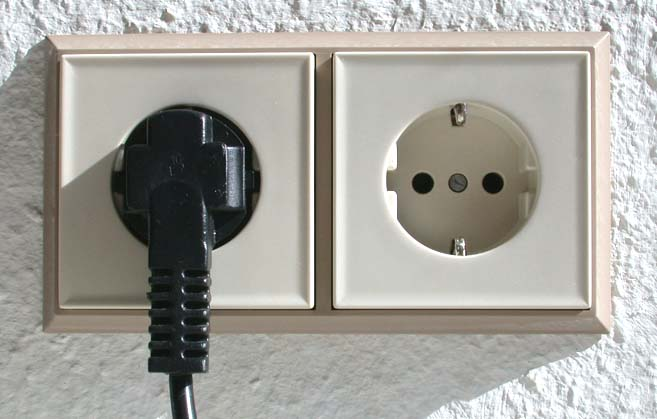
Розетки типа Schuko, в одну из них вставлена вилка

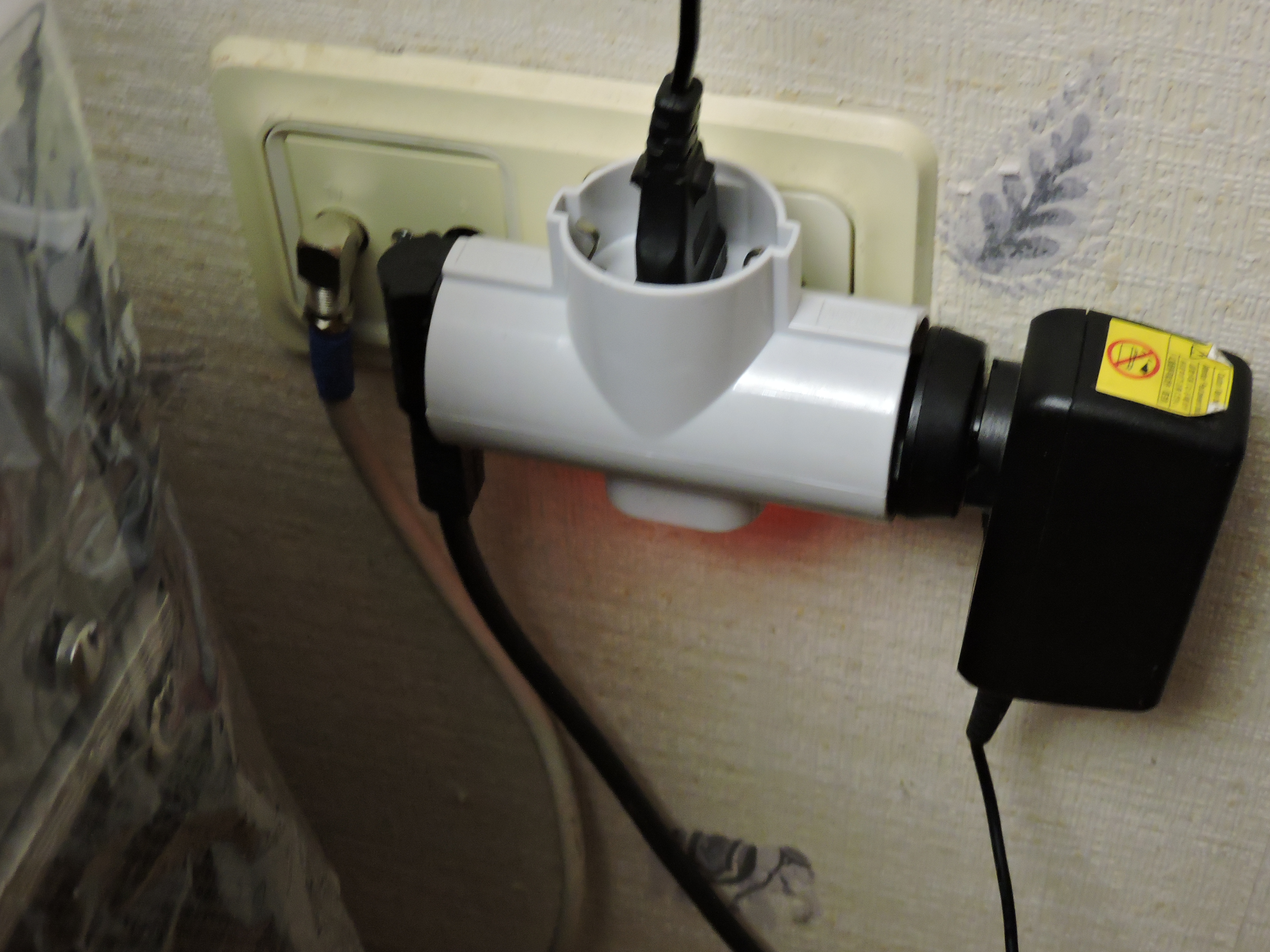
Электротройник типа Schuko с выключателем (виден горящий индикатор)

Штепсельный соединитель (от нем. Stöpsel «пробка, затычка») — комплект, образующийся, когда штепсельная вилка введена в штепсельную розетку.
Штепсельная розетка — часть соединителя, к которому подводится электрическая энергия от источника. Русское название происходит от распространённого украшения. Для предотвращения контакта с посторонними предметами розетка исполняется как гнездовой разъём.
Штепсельная вилка — часть соединителя для подключения потребителя электроэнергии к розетке. Электрические контакты вилки обычно имеют форму штырей, которые придают ей некоторое сходство со столовой вилкой, отчего и произошло русское название. Может соединяться с электроприбором гибким кабелем (шнуром) либо быть неподвижно закреплённой на нём.

## История

### Ранняя история

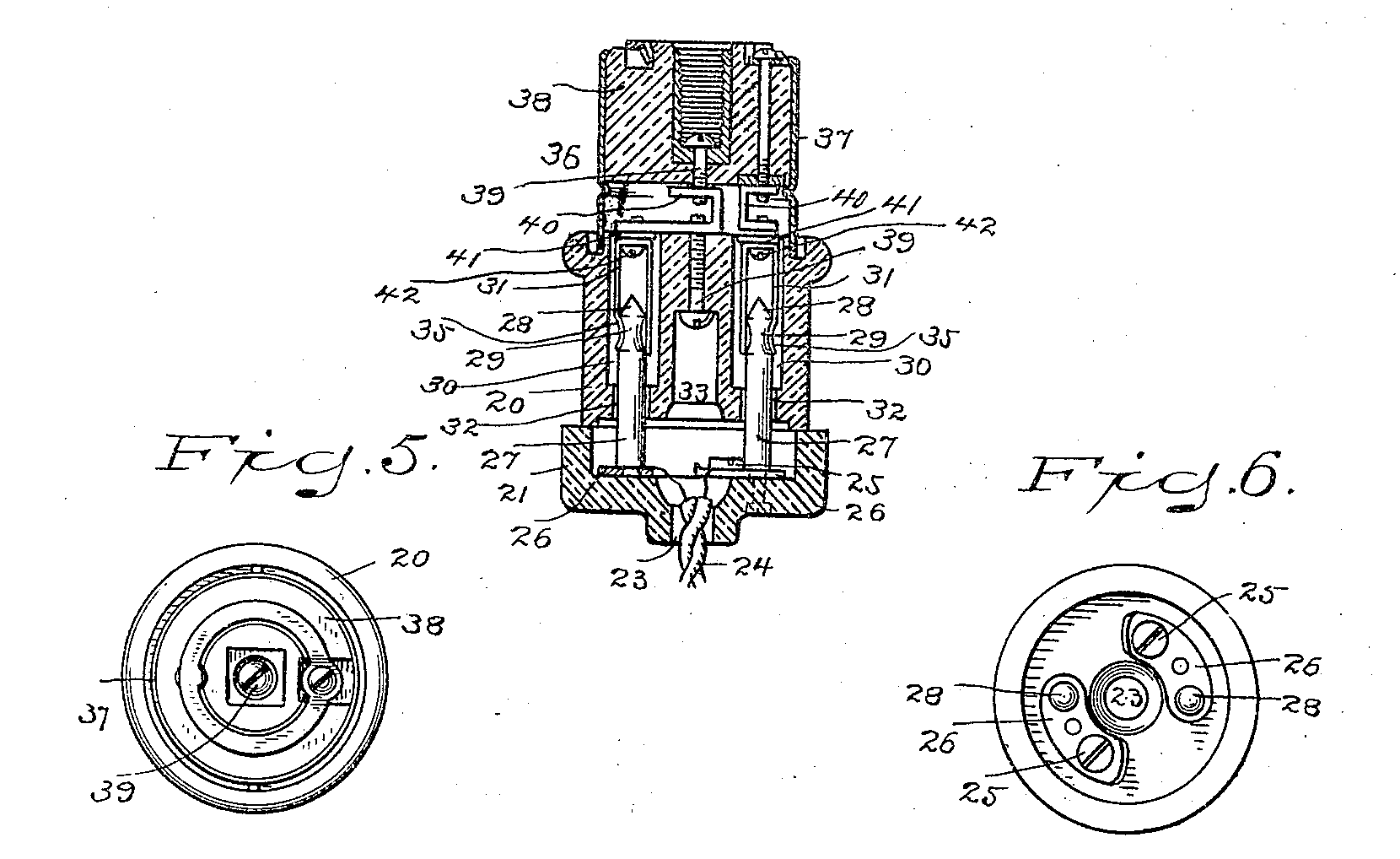
. Первая силовая электрическая вилка и розетка.

Изначально электричество в домашнем хозяйстве использовалось преимущественно для освещения, и бытовые электроприборы обычно включали в патроны ламп. Это было неудобно и небезопасно, поэтому требовалась разработка специальных разъёмов.
В 1904 году розетку и вилку запатентовал Харви Хаббелл (Harvey Hubbell). Производители приняли разъём Хаббелла, и к 1915 году он получил широкое распространение. Вместе с тем в 1920-х годах и даже позднее переходники для патронов Эдисона ещё пользовались популярностью. Хоть и нечасто, но их можно найти в продаже и сегодня.
Систему Schuko с заземлением изобрёл и запатентовал в 1926 году Альберт Бюттнер (Albert Büttner). Когда необходимость заземления бытовых приборов стала очевидна, во многих промышленно развитых странах трёхпроводная система электропитания стала стандартом.

### Распространение стандартов
Широкое применение электричества в быту невозможно без разработки соответствующих стандартов. Стандартизация электроустановочных изделий позволила сделать использование электричества более безопасным, приборы — более надёжными, недорогими и массовыми. Однако нередко стандарты в разных странах разрабатывались независимо друг от друга, что привело к их большому разнообразию и несовместимости. Некоторые не получили широкого распространения и исчезли. Под влиянием экономических и политических факторов отдельные страны меняли их. Гостиницы и аэропорты для удобства путешествующих могут иметь розетки иностранных стандартов. В некоторых странах сосуществует несколько стандартов подключения, напряжения и частоты, что нередко приводит к проблемам.

### Объединение стандартов
В последние годы многочисленные страны согласовали несколько стандартов де-факто и официально приняли их как национальные, хотя во многих до сих пор используются разъёмы устаревших типов. Проводка в некоторых зданиях используется уже около века и устанавливалась до введения современных стандартов.
Предпринимались шаги по объединению стандартов разных стран. Например, вилка CEE 7/7 принята в некоторых европейских странах и является совместимой с типами розеток E и F, в то время как неполяризованная вилка CEE 7/16 (евровилка) совместима с розетками на большей части континентальной Европы, бывшего СССР и во многих других странах. IEC 60906-1предложен как общий стандарт для всех 250-вольтовых вилок и розеток по всему миру, но пока он принят лишь в Бразилии и ЮАР.
Многие производители электроприборов, таких как персональные компьютеры и бытовая электроника, приняли на вооружение практику использования сменного шнура, подключаемого к разъёмам IEC. Для каждой страны прибор комплектуется своим шнуром, в то время как остальные части остаются неизменными. Для выбора стандартов напряжения и частоты устанавливается переключатель, либо прибор рассчитывается для эксплуатации в широком диапазоне напряжений сети, что возможно благодаря импульсным источникам питания. Практическая выгода такого подхода — в упрощении сертификации, а также в выпуске одного устройства, вместо нескольких под каждый стандарт.

### Стандарты разных стран
В мире два основных стандарта напряжения и частоты: американский стандарт 110—127 Вольт 60 Герц с вилками A и B и европейский, 220—240 Вольт 50 Герц, вилки типов C — M.
Большинство стран приняло один из этих двух, хотя иногда встречаются переходные, или уникальные стандарты. На картах показано, в каких странах используются те или иные стандарты.

Напряжение и частота. Синие — 220/50, зелёные — 220/60, жёлтые — 110/50, красные — 110/60

Типы вилок.

## Сравнение стандартных типов вилок и розеток
В данной таблице каждый тип обозначен буквой, согласно публикации международной электротехнической комиссии.
На рисунках розеток зелёным цветом обозначен заземляющий контакт, серым — фаза, белым — ноль.
| Тип | Стандарт                                | Номинал                                            | Заземление | Ориентация | Предохранитель | Изоляция основания штифтов | Внешний вид |
| --- | --------------------------------------- | -------------------------------------------------- | ---------- | ---------- | -------------- | -------------------------- | ----------- |
| A   | NEMA 1-15 неполяризованная              | 15 А/125 В                                         | Нет        | Нет        | Нет            | Нет                        |             |
| A   | NEMA 1-15 поляризованная                | 15 А/125 В                                         | Нет        | Есть       | Нет            | Нет                        |             |
| A   | JIS C 8303, Класс II                    | 15 А/100 В                                         | Нет        | Нет        | Нет            | Нет                        |             |
| B   | NEMA 5-15                               | 15 А/125 В                                         | Есть       | Есть       | Нет            | Нет                        |             |
| B   | JIS C 8303, Класс I                     | 15 А/100 В                                         | Есть       | Есть       | Нет            | Нет                        |             |
| B   | NEMA 5-20                               | 20 А/125 В                                         | Есть       | Есть       | Нет            | Нет                        |             |
| C   | CEE 7/16 (евровилка)                    | 2,5 А/250 В                                        | Нет        | Нет        | Нет            | Есть                       |             |
| C   | CEE 7/17                                | 16 А/250 В                                         | Нет        | Нет        | Нет            | Нет                        |             |
| C   | Советская вилка (ГОСТ 7396.1 Раздел C1) | 6 А/250 В                                          | Нет        | Нет        | Нет            | Нет                        |             |
| D   | BS 546 (2-контактная)                   | 2 А/250 В 5 А/250 В = BS 4573                      | Нет        | Нет        | Нет            | Нет                        |             |
| D   | BS 546 (3-контактная)                   | 2 А/250 В 5А/250В 15 А/250 В = SABS 164 30 А/250 В | Есть       | Есть       | Нет            | Нет                        |             |
| E   | CEE 7/5                                 | 16 А/250 В                                         | Есть       | Есть       | Нет            | Нет                        |             |
| F   | CEE 7/4 (Schuko)                        | 16 А/250 В                                         | Есть       | Нет        | Нет            | Нет                        |             |
| E+F | CEE 7/7                                 | 16 А/250 В                                         | Есть       | Частично   | Нет            | Нет                        |             |
| G   | BS 1363, IS 401 & 411, MS 589, SS 145   | 13 А/230-240 В                                     | Есть       | Есть       | Есть           | Есть                       |             |
| H   | SI 32                                   | 16 А/250 В                                         | Есть       | Есть       | Нет            | В некоторых модификациях   |             |
| I   | AS/NZS 3112                             | 10 А/240 В 20 А/240 В 25 А/240 В 32 А/240 В        | Есть       | Есть       | Нет            | Есть                       |             |
| I   | CPCS-CCC                                | 10 А/250 В                                         | Есть       | Есть       | Нет            | Нет                        |             |
| I   | IRAM 2073                               | 10 А/250 В                                         | Есть       | Есть       | Нет            | Нет                        |             |
| J   | SN 441011                               | 10 А/250 В 16 А/250 В                              | Есть       | Есть       | Нет            | Нет                        |             |
| K   | Секция 107-2-D1                         | 13 А/250 В                                         | Есть       | Есть       | Нет            | Нет                        |             |
| K   | Таиландская TIS 166—2549                | 13 А/250 В                                         | Есть       | Есть       | Нет            | Нет                        |             |
| L   | CEI 23-16/VII                           | 10 А/250 В 16 А/250 В                              | Есть       | Нет        | Нет            | Есть                       |             |
| N   | IEC 60906-1 (2-контактные)              | 10 А и 20 А/250 В                                  | Нет        | Нет        | Нет            | Есть                       |             |
| N   | IEC 60906-1 (3-контактные)              | 10 А и 20 А/250 В                                  | Есть       | Есть       | Нет            | Есть                       |             |

1. ↑  Существуют вилки специальной формы, которые механически поляризованы при использовании розетки типа E (фактически же поляризация отсутствует)
2. 1 2  Вилки можно вставить в розетку типа E только в одном положении, но недостаточно строгие требования к разводке приводят к тому, что на практике поляризация не соблюдается
3. 1 2 3  Необходимости в изоляции основания контактных штифтов нет благодаря заглублённой конструкции розетки

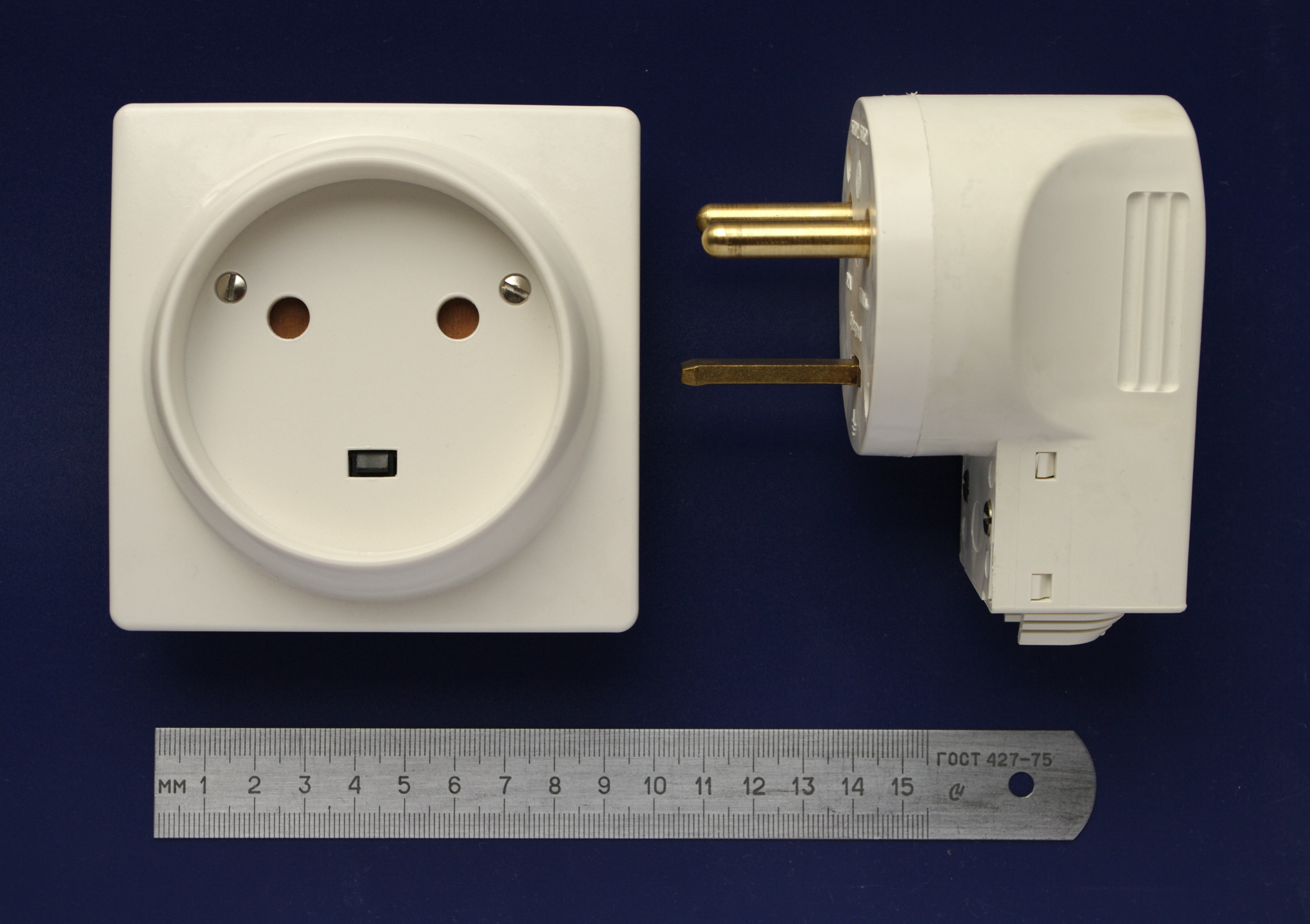
Разъём Legrand для электроплит (400 В, 32 А)

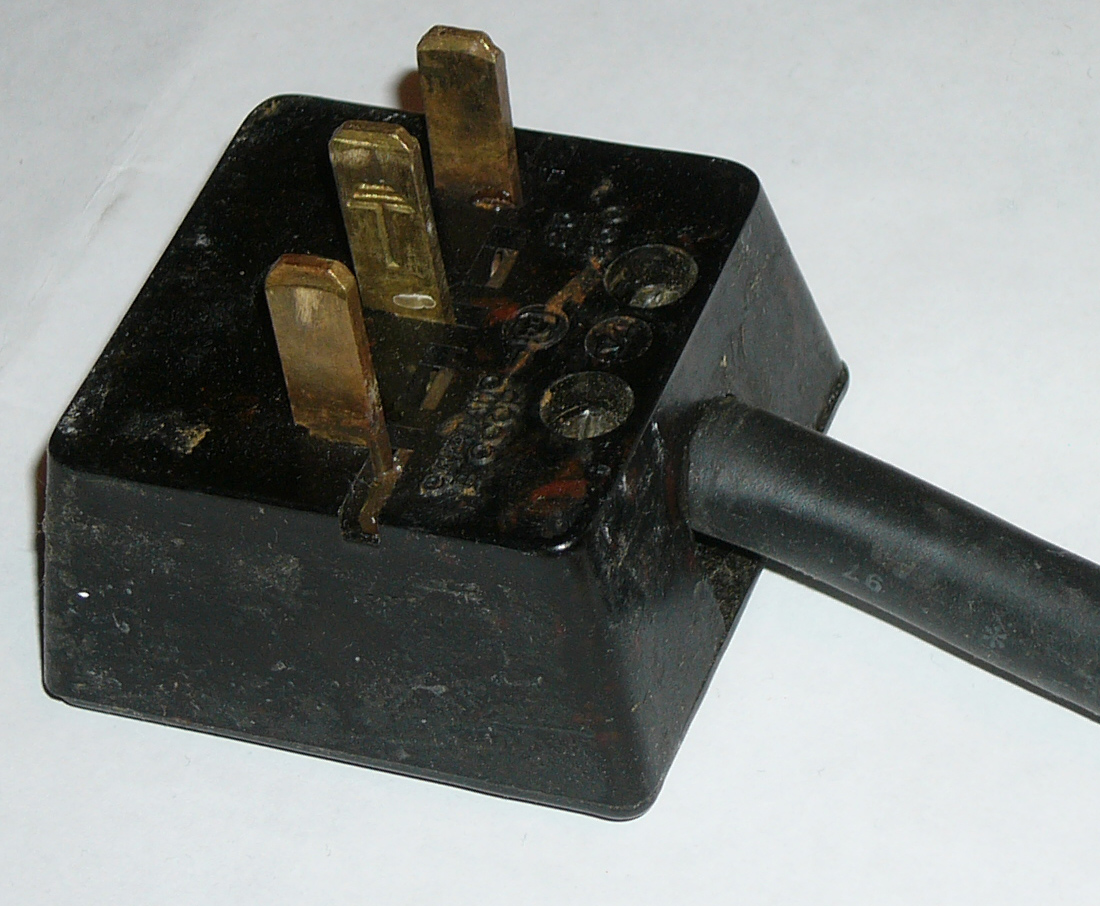
Вилка для электроплиты, выпущенная в СССР. Рассчитана на 25 А

В таблице приведены только наиболее распространённые типы. Кроме них существует множество нестандартных вилок и розеток. Причины их использования различны: иногда производители разрабатывали собственные, несовместимые с другими стандартами конструкции разъёмов, которые по какой-то причине завоёвывали на определённое время популярность, но так и не были вписаны в стандарты. В домах старой постройки до сих пор встречаются розетки устаревших типов, от которых уже отказались. Иногда специально разрабатывались розетки, несовместимые с популярными, чтобы исключить подключение в них приборов общего назначения, или наоборот — вилки, устанавливаемые на приборы, для которых необходима особая электросеть. Примеры, когда это может понадобиться:
- «чистая» земля для использования в компьютерных системах;
- аварийные источники питания;
- источники бесперебойного питания для критических систем или аппаратов поддержки жизнедеятельности;
- изолированное питание медицинских инструментов;
- «сбалансированное» помехозащищённое питание для подключения студийной аппаратуры;
- театральное освещение;
- низковольтное питание в местах повышенной опасности, детских садах, школах и т. д.

Особняком стоят разъёмы для подключения электроплит. Электроплита обычно является одним из самых мощных бытовых электроприборов, в стандартную бытовую розетку могут быть подключены только электроплиты малой мощности (обычно одно- и двухконфорочные без духового шкафа). Установка мощной электроплиты требует специального разъёма. И если в США для электроплит разработан разъём NEMA 14-50, то в большинстве других стран отсутствуют какие-либо стандарты на них. В этих случаях могут использоваться промышленные разъёмы, либо нестандартные разъёмы различных производителей. Разъёмы для подключения электроплит от разных производителей нередко несовместимы между собой и продаются парами «Розетка-вилка»

## Требования к штепсельным соединениям

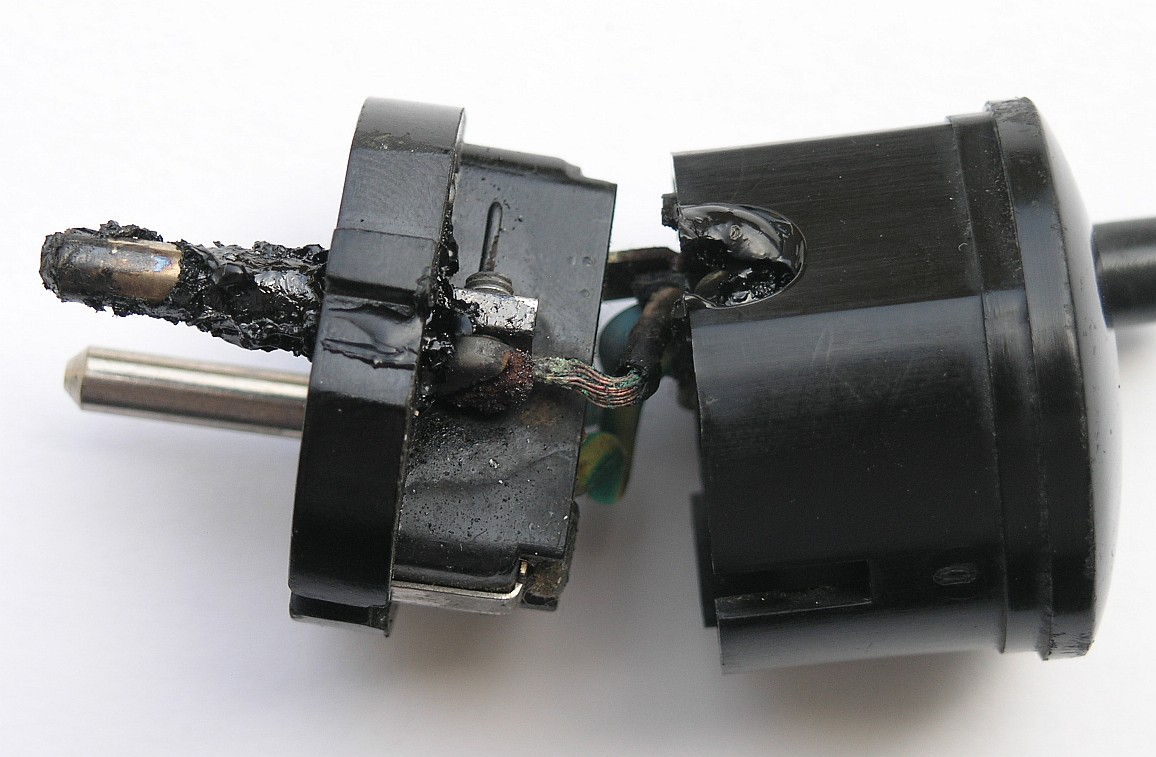
Последствия плохого контакта

Основные требования к розеткам и вилкам:
- Обеспечение надёжного контакта при допустимой величине тока. Недостаточно хороший контакт вызывает потерю энергии и разогрев разъёма, что приводит к ускоренному износу или даже пожару.
- Надёжная изоляция токоведущих частей друг от друга.
- Защита от прикосновения к токоведущим частям посторонними предметами, прежде всего пальцами, как при отключенной вилке, так и при неправильном подключении (например, когда она вставлена в розетку не до конца). Особенно это актуально в детских комнатах: в этом случае на розетке должны быть специальные шторки, чтобы исключить возможность вставить в розетку предмет, подходящий по размеру, например гвоздь.
- Защита от неправильного подключения: например, конструкция розетки не должна допускать включения в неё только одного штыря вилки.
- Электроустановочные изделия должны изготавливаться из негорючих материалов.

Дополнительные требования:
- Поляризация. Хотя для однофазного переменного тока с точки зрения электропроводности сама по себе полярность подключения не имеет значения, поляризованные вилки и розетки целесообразны при наличии фазного и нулевого провода в сочетании с однополюсным выключателем. При применении однополюсного выключателя его ставят так, чтобы он разрывал фазный провод, а случайное прикосновение к нулевому проводу обычно менее опасно. При двухполюсном выключателе поляризация вилки и розетки не имеет смысла. Пункт 14.27 «СП31-110-2003»[11] в кухнях квартир с электроплитами позволяет подключать электроплиты непосредственно к питающей линии, хотя производители часто требуют отдельные автоматы не только для духового шкафа, но и для варочной панели. Допускается подключение через поляризованный штепсельный соединитель, расположенный в плоскости плиты. При соединении первым замыкается РЕ проводник, а потом фазный. Соединитель должен устанавливаться на стене, ниже варочной панели. Но в России обычно применялись неполяризованные штепсельные соединители, что является грубейшим нарушением техники безопасности.
- Подключение заземления. Приборы I класса защиты требуют обязательного подключения защитного заземления.
- Защита от перегрузок по току. При некоторых схемах разводки предохранитель или автоматический выключатель в щите может вовремя не отреагировать на короткое замыкание в шнуре прибора.
- «Защита от дурака» — например, от подключения прибора, рассчитанного на напряжение 110 Вольт в сеть 220 Вольт.
- Соблюдение порядка подключения контактов. Прежде всего это касается заземляющего контакта в трёхконтактных розетках.
- Безопасность в случае повреждения разъёма. При обрыве заземляющий провод должен отсоединяться в последнюю очередь, а в поляризованных разъёмах, например BS 1363, есть требование к обрыву фазного и нейтрального провода.
- Эстетическое восприятие: для некоторых покупателей важен внешний вид розетки.

## Терминология
| Термин                          | Значение |
| ------------------------------- | --- |
| Ввод                            | Провода, входящие в здание, подключённые к предохранителям или автоматам. |
| Бытовая электросеть             | Однофазный ток напряжением 220—240 В либо 100—127 В, используемый в жилых помещениях |
| Заземление (защитное зануление) | Контакт розетки, имеющий в системе TN-C, TN-S, TN-C-S (трехфазная сеть с глухозаземленной нейтралью) соединение с нулевым защитным проводом, а в системе TT и IT — соединение с заземляющим проводом |
| Фазный или линейный провод      | Проводник, на котором имеется переменное напряжение относительно земли |
| Нулевой, или Нейтральный провод | Провод, соединённый со средней точкой в трёхфазной сети. В бытовой электросети должен быть заземлён                                                                                                  |
| Электрический шнур              | Гибкий кабель, по которому электрический ток поступает в электроприбор. |
| Штырь, штифт                    | Контакт вилки цилиндрической формы. В США в применяются плоские контакты, обычно называемые «ножами» («blade»), или «зубьями» («prong»)                                                              |
| Гнездо                          | Отверстие, в которое вставляется штырь (или нож) |

Часто разъёмам приписывают «пол»: штыревому — мужской (в русском языке — «папа», в английском — «male»), гнездовому —  женский (по-русски — «мама», по-английски — «female»). И если в английском подобные названия являются официальными терминами, то в русском считаются сленговыми (в основном их используют электронщики).
В разных странах есть значительные различия в терминологии, например, между американской и британской номенклатурами, касающимися силовых вилок и розеток.
В США фазный контакт может называться live (живой), hot (горячий) или ungrounded (незаземлённый). Нейтральный — cold (холодный), neutral (нейтральный), return (возвратный), the grounded conductor (заземлённый проводник), или (в National Electrical Code) identified conductor. Заземляющий контакт называют ground (земля) или the grounding conductor (заземляющий контакт).
В Великобритании слово line (линия) иногда обозначает фазный конец или провод. В электротехнике line (линейное) напряжение — это напряжение между фазными проводами трёхфазной сети, в то время как phase (фазное) напряжение — это напряжение между фазным и нейтральным проводами.
Фазные провода часто называют просто фазы, когда используется более чем одна фаза. Штыри также часто называют prongs (зубцы), contacts (контакты), blades (ножи), или terminals (окончания).
В Австралии фазный контакт называют active (активный).

## Конструкция розеток и вилок
Контакты розетки, подключаемые к проводам, изготавливаются из стали или меди и могут быть гальванически покрыты цинком, оловом или никелем. В бытовой розетке может быть 2 или 3 контакта:
- Фазный провод (часто просто фаза) поставляет переменный ток от источника к нагрузке.
- Нулевой, или нейтральный провод (ноль, или нейтраль) соединён со средней точкой в схеме трёхфазного питания «звезда». В трёхфазной сети по нулевому проводу течёт значительно меньший ток, чем по линейному (в идеале он вообще не должен течь), но в однофазной сети (в т. ч. в квартирной проводке) токи в фазном и нейтральном проводах в исправной сети равны. Средняя точка обычно заземляется, но контакт нейтрального провода с нетоковедущими частями запрещён, так как при повреждении он через цепи прибора оказывается соединён с фазным проводом.
- Заземляющий контакт (если есть) соединяется с нетоковедущими частями прибора — например, с металлическим корпусом. Он служит в качестве второй, защитной, нейтрали для создания тока утечки на землю, чтобы сработали предохранители или автоматы при замыкании токоведущих частей на корпус. Через заземляющий провод сбрасываются нежелательные электрические заряды фильтров защиты от электромагнитных помех и бросков напряжения, а также статическое электричество.

Розетка в штепсельном соединении является источником электроэнергии, а вилка — приёмником, розетка — гнездовая часть разъёма, вилка — штыревая. Токоведущие части вилки открыты, когда вилка не вставлена в розетку, а значит на ней отсутствует напряжение сети. Однако если вилка вставлена не до конца, существует опасность прикосновения к токоведущим частям вилки при наличии на них напряжения сети. Чтобы избежать этого, либо розетка имеет заглубление, либо штыри вилки имеют изолирующее покрытие на половину длины от основания. Для нетоковедущего проводника — заземления — порядок может быть обратным, так как прикосновение к заземляющему проводнику безопасно. Не требуется для него и частичная изоляция.
Розетки стандартной конструкции устанавливают в сухих и отапливаемых помещениях. Если розетка установлена в ванной или на улице, она должна быть защищена от пыли и влаги. Обычно такие розетки оснащены крышкой, предохраняющей от брызг и пыли.

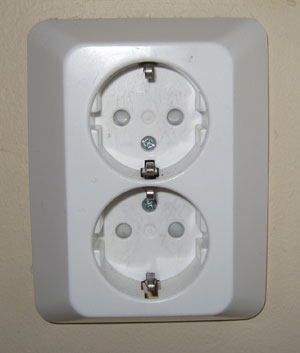
Розетка с защитными шторками

Наибольшую опасность розетка представляет для детей. Ещё не усвоив опасности электричества, они могут из любопытства попытаться вскрыть крышку или вставить посторонний предмет, например скрепку. Во избежание этого применяются розетки с защитными шторками, которые открываются в случае, если вставляется стандартная вилка. Другой вариант решения — использование пониженного напряжения, однако это сопряжено с определёнными проблемами. Третий — использование «электронных шторок», когда розетка содержит управляющую электронную схему, подающую напряжение только в случае подключения электроприбора; распознание подключения может быть произведено различными способами (падение сопротивления между контактами розетки, применение радиочастотной идентификации). Такой способ дорогостоящий, и «электронные шторки» существуют пока только в проекте.
Большое значение имеет надёжный контакт токоведущих частей вилки и розетки, для исключения перегрева, и надёжная фиксация, для предотвращения самопроизвольного отключения. Для этого чаще всего применяются пружинящие контакты в розетке, но в СССР некоторое время эксплуатировалась система, где гнёзда розетки были жесткими, а пружинили штыри вилки, для чего в них делались прорези. Штыри вилки Europlug также пружинят, но не за счёт прорезей, а за счёт установки с некоторым схождением к концу, чтобы обеспечить надёжный контакт с гнёздами розеток различных конструкций, в том числе старой советской.

### Поляризация

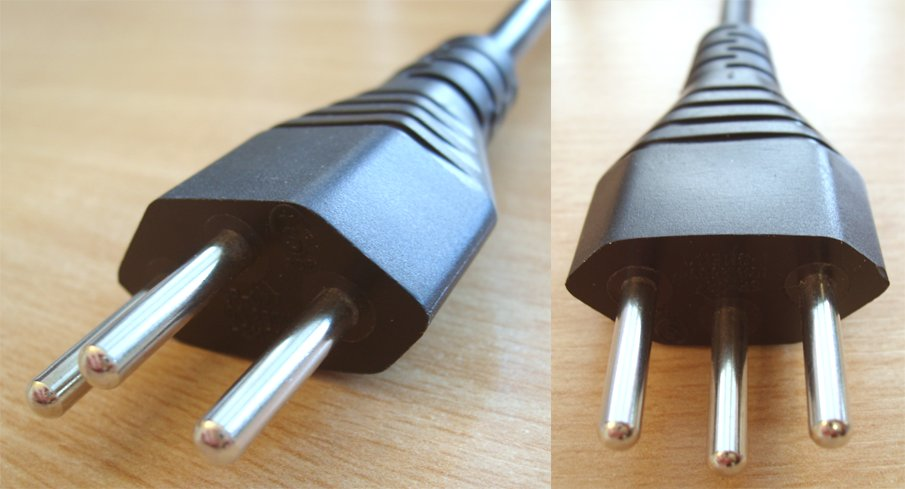
Эта вилка поляризована и вставить её не той стороной невозможно

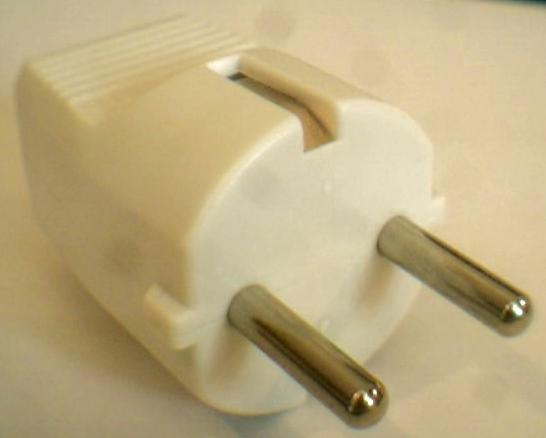
Эта вилка — неполяризованная. Фазный и нулевой провода могут быть подключены произвольно

Поляризованные вилки и розетки устроены так, чтобы их можно было включить только в одном положении: так, что фазный и нейтральный провода розетки соединяются соответственно с фазным и нейтральным проводами устройства. Поляризация вилки нужна в случае, если выключатель или предохранитель разрывает цепь только одного провода, в то время как второй остаётся подключённым. При использовании поляризованной вилки сетевые выключатели и предохранители устанавливаются в разрыв фазного провода. В светильниках с эдисоновскими патронами фазный контакт подключается к центральному контакту патрона.
Форма неполяризованных разъёмов позволяет включить их в любой полярности, фазный контакт подключается произвольно. Неполяризованные вилки стараются применять для устройств, в которых приняты соответствующие меры защиты от поражения электрическим током: сдвоенные выключатели, двойная изоляция и т. д.
Неправильная разводка фазного и нейтрального проводников сводит на нет безопасность поляризованных розеток и вилок. Опасность состоит прежде всего в том, что смена полярности обычно не отражается на работе электроприбора и может проявиться только при его неисправности. Для проверки правильности подключения можно использовать пробник для розеток или неоновый индикатор фазного напряжения, который часто встраивается в отвёртки для электромонтажных работ. Кроме того, на нейтральном проводнике может оказаться значительный потенциал в случае его обрыва, который в некоторых случаях тоже может не быть замечен вовремя. Вне зависимости от того, поляризована вилка или нет, ремонтировать электроприбор, включённый в розетку, небезопасно.

### Приборы, совмещённые с вилкой
Встречаются электроприборы настолько компактные, что не имеет смысла соединять их гибким шнуром с вилкой, а эффективнее разместить их непосредственно внутри вилки. Иногда часть более крупного прибора имеет смысл вынести в отдельный блок, совмещённый с вилкой. Примеры таких приборов:
- источники питания маломощной аппаратуры;
- зарядные устройства для маломощных аккумуляторов;
- ночники;
- фумигаторы;

Обычно такие приборы больше по габаритам, чем стандартная вилка, что иногда приводит к сложностям при подключении в тройники и сдвоенные розетки. Несмотря на это подобные устройства получили широкое распространение.

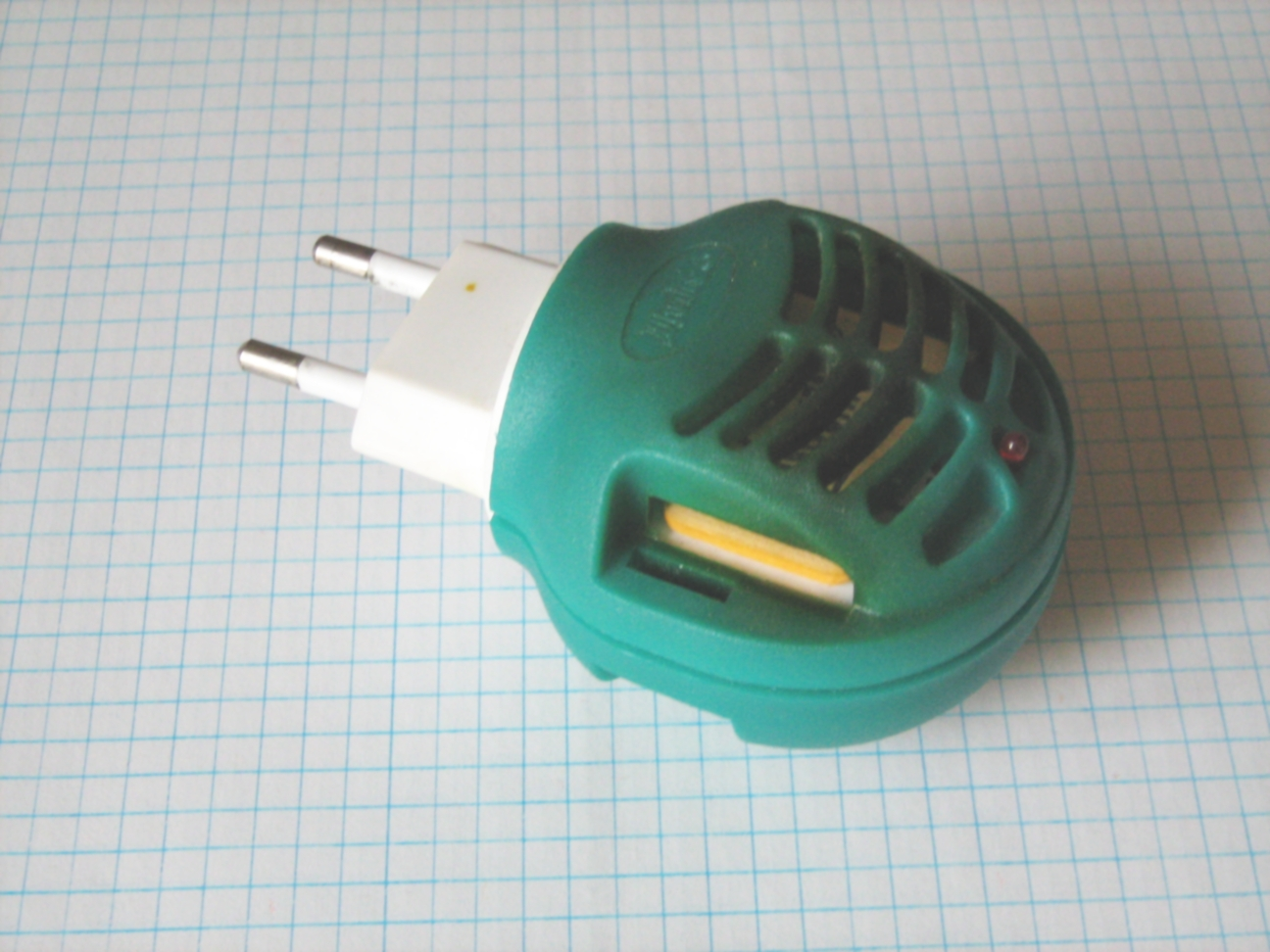
Электрофумигатор настолько компактен, что может быть совмещён с вилкой типа Europlug
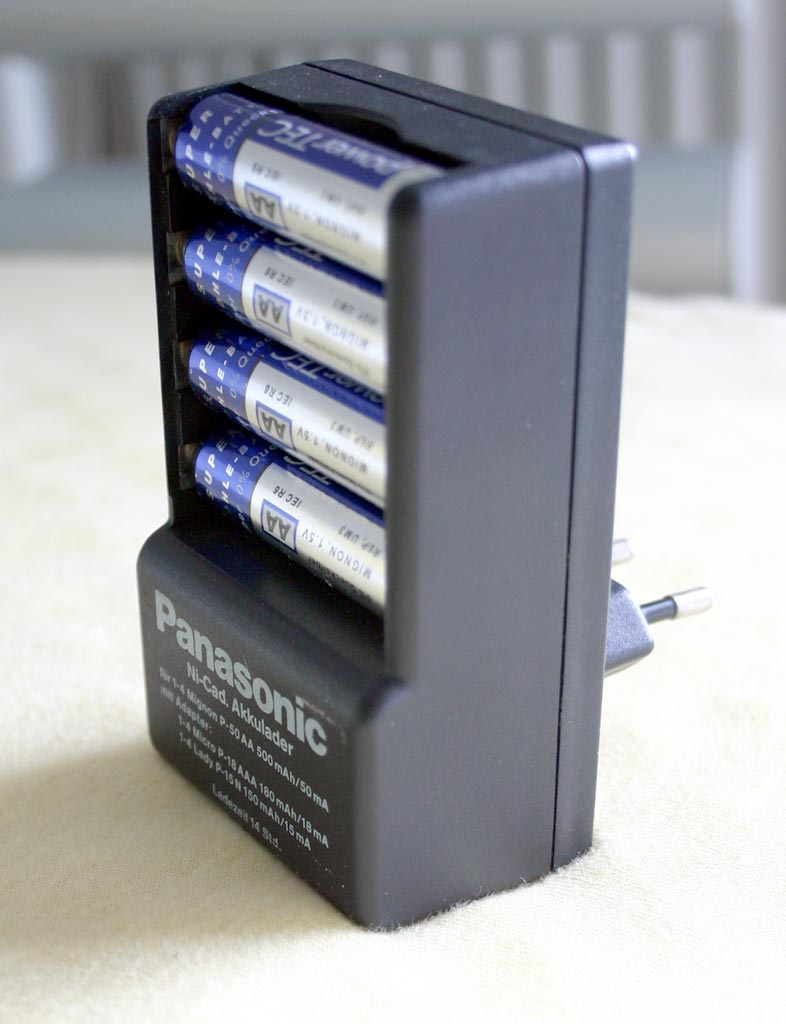
Зарядное устройство аккумуляторов AA значительно больше по габаритам, чем вилка
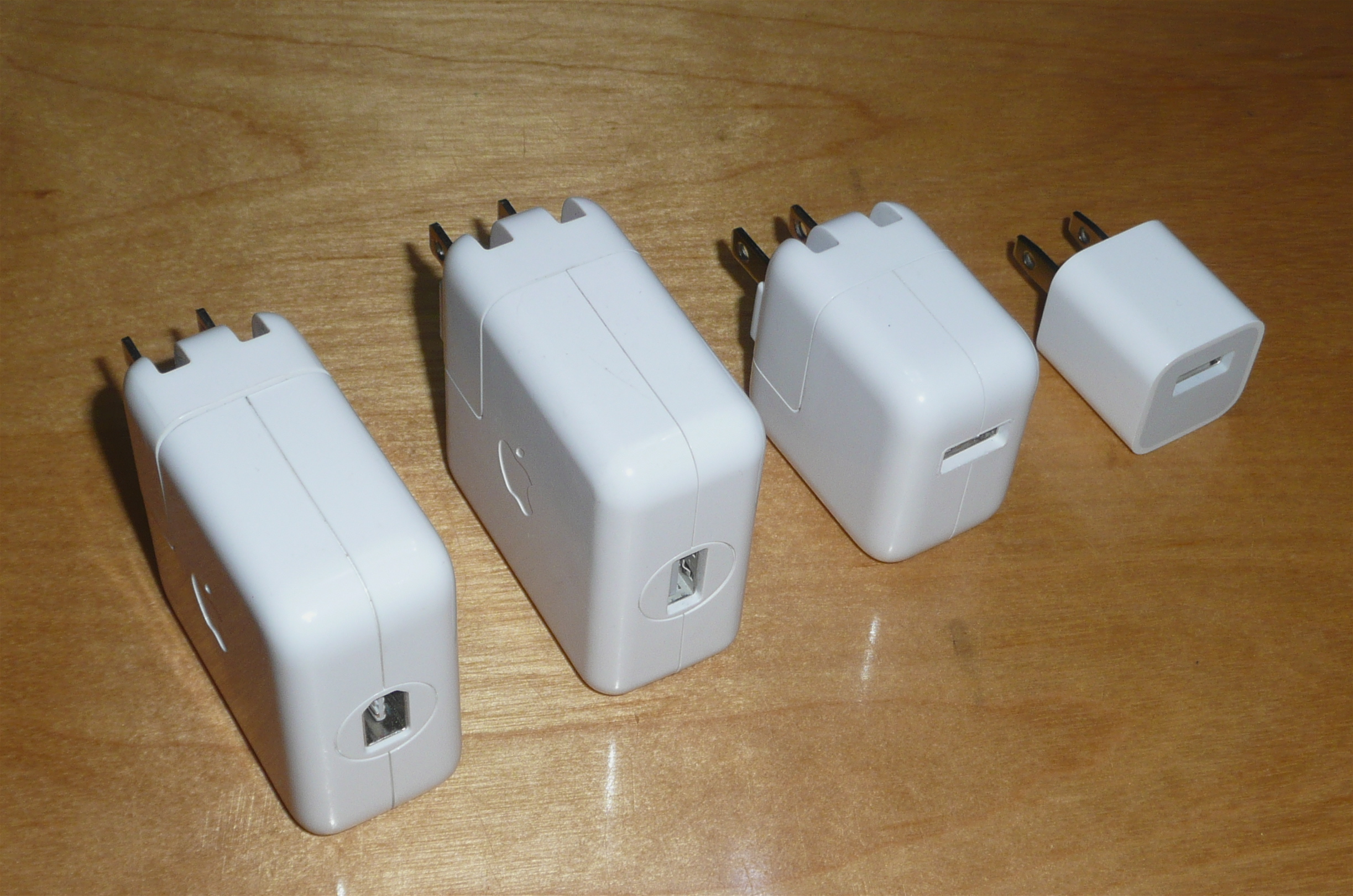
Зарядные устройства для iPod, совмещённые с вилкой типа A (сменные вилки присоединены посредством разъёма C8). Заметен прогресс в миниатюризации
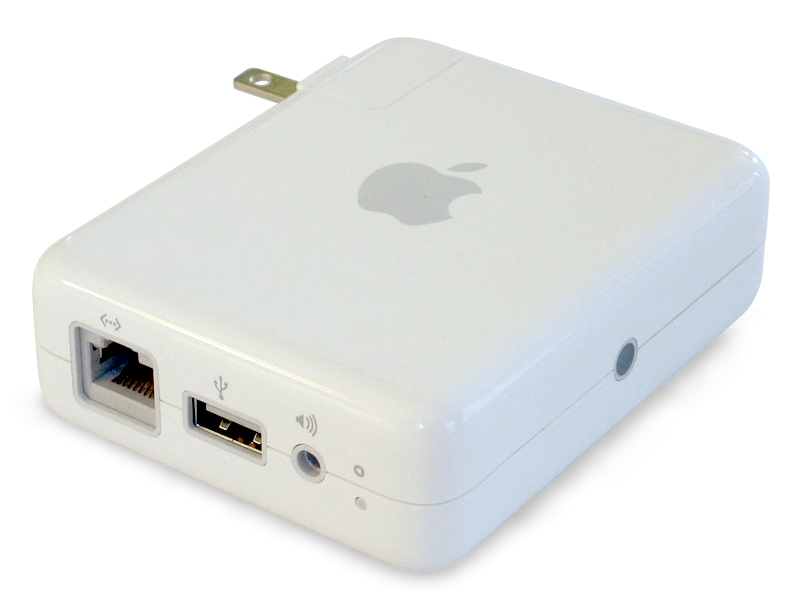
Компактная точка доступа к беспроводной компьютерной сети оснащена сменной вилкой A или C
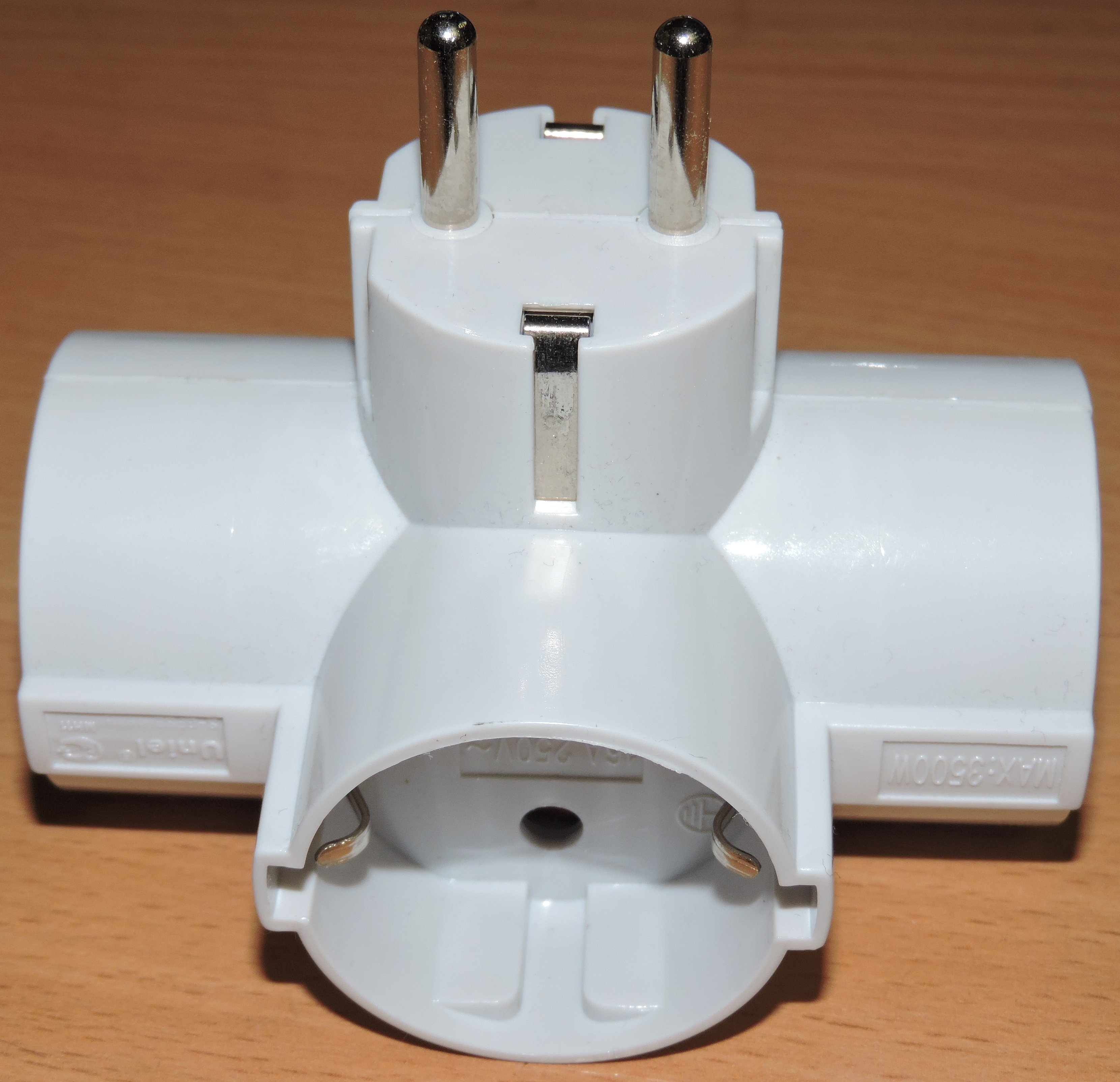
Электрический разветвитель (тройник)

Формально к ним можно также отнести разветвители на несколько гнёзд.

## Типы, используемые в настоящее время

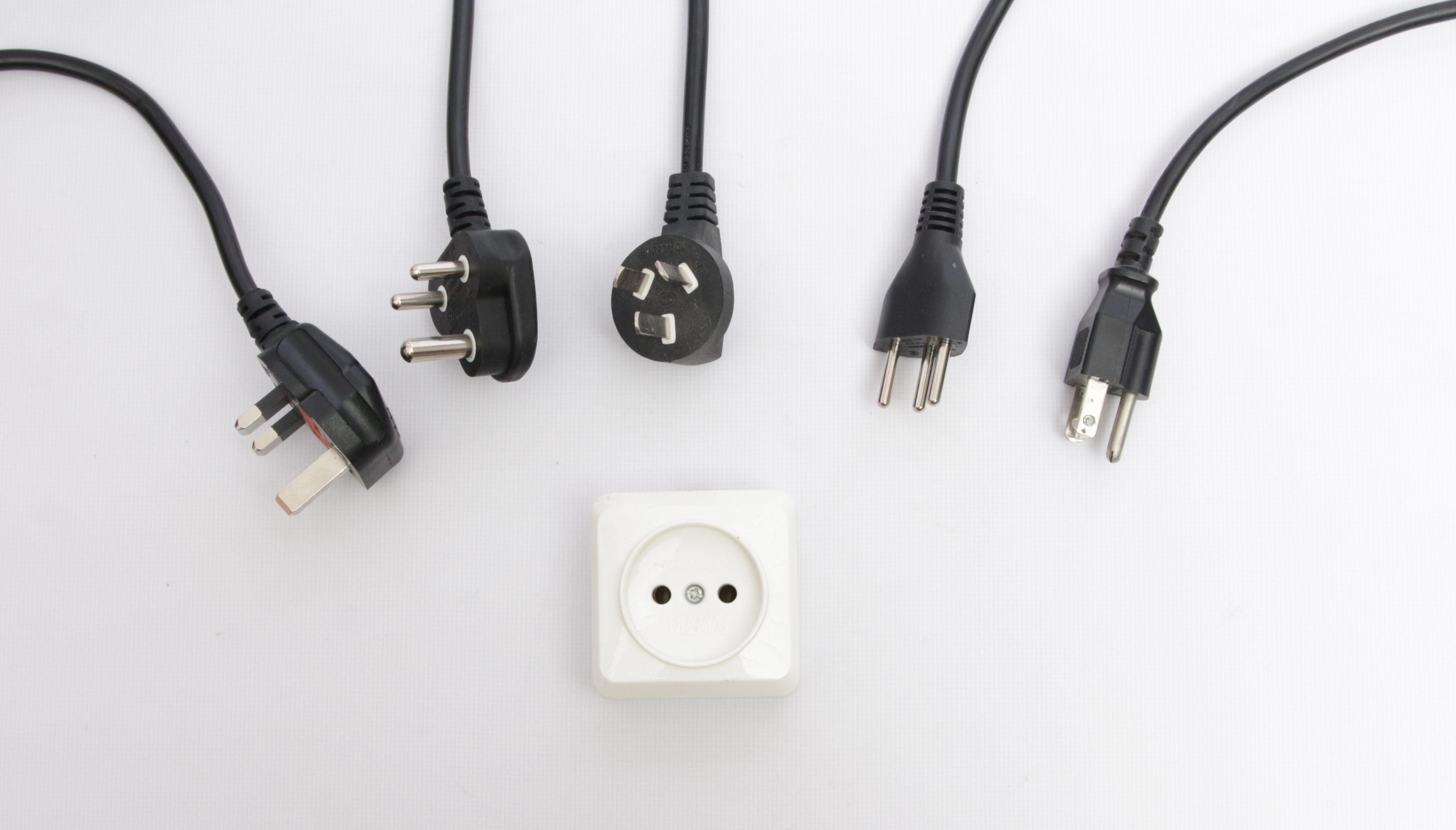
Проблема путешественников — необходимость использовать переходники, даже если напряжение и частота тока совпадают

Вилки и розетки различаются от страны к стране по форме, размеру, максимальному току и др. Тип, используемый в каждой стране, закрепляется законодательно в национальных стандартах. Ниже приведены наиболее распространённые стандарты разъёмов. Каждый тип обозначен буквой из публикации правительства США.

### Тип A

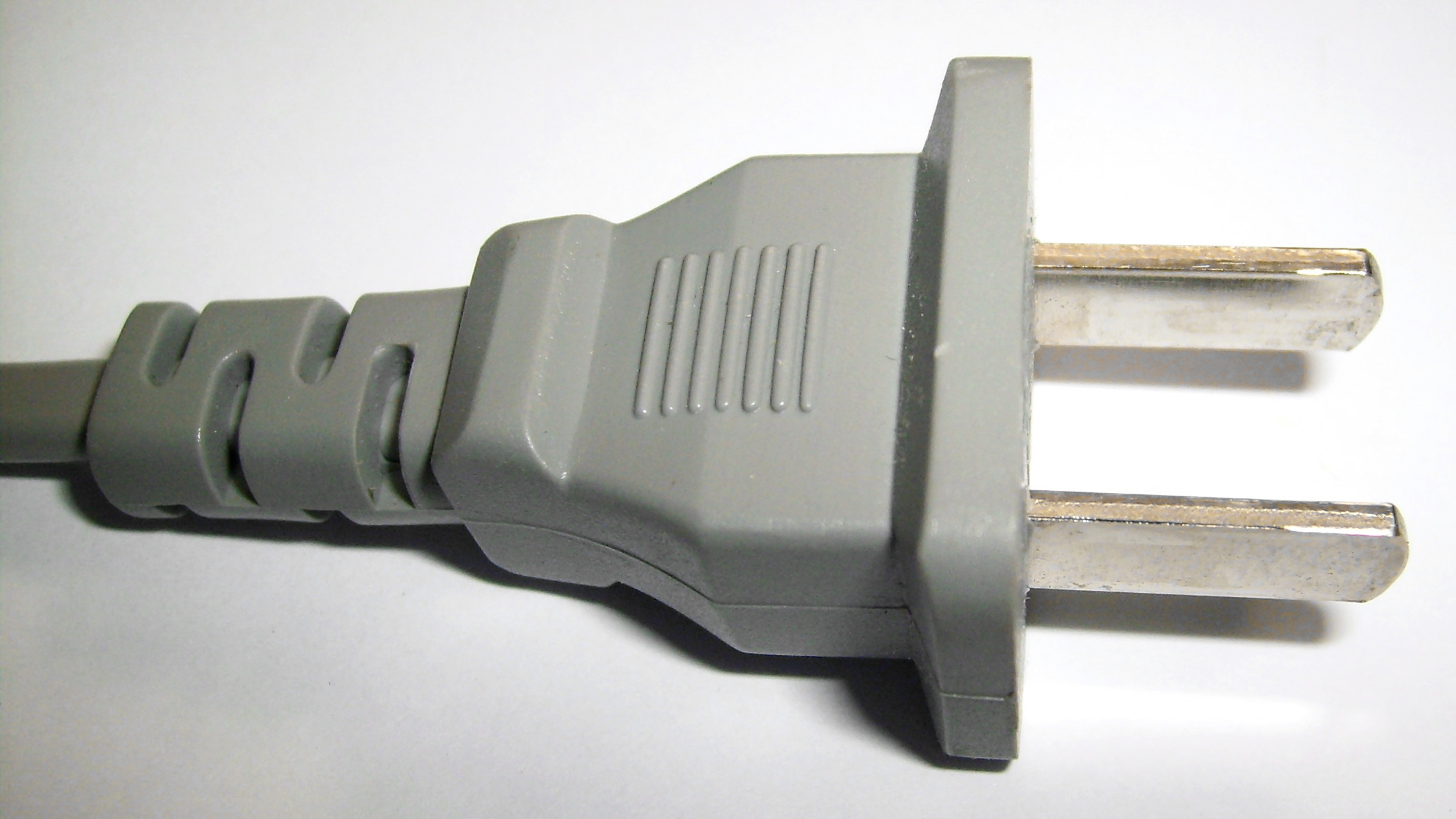
Неполяризованная вилка типа A.

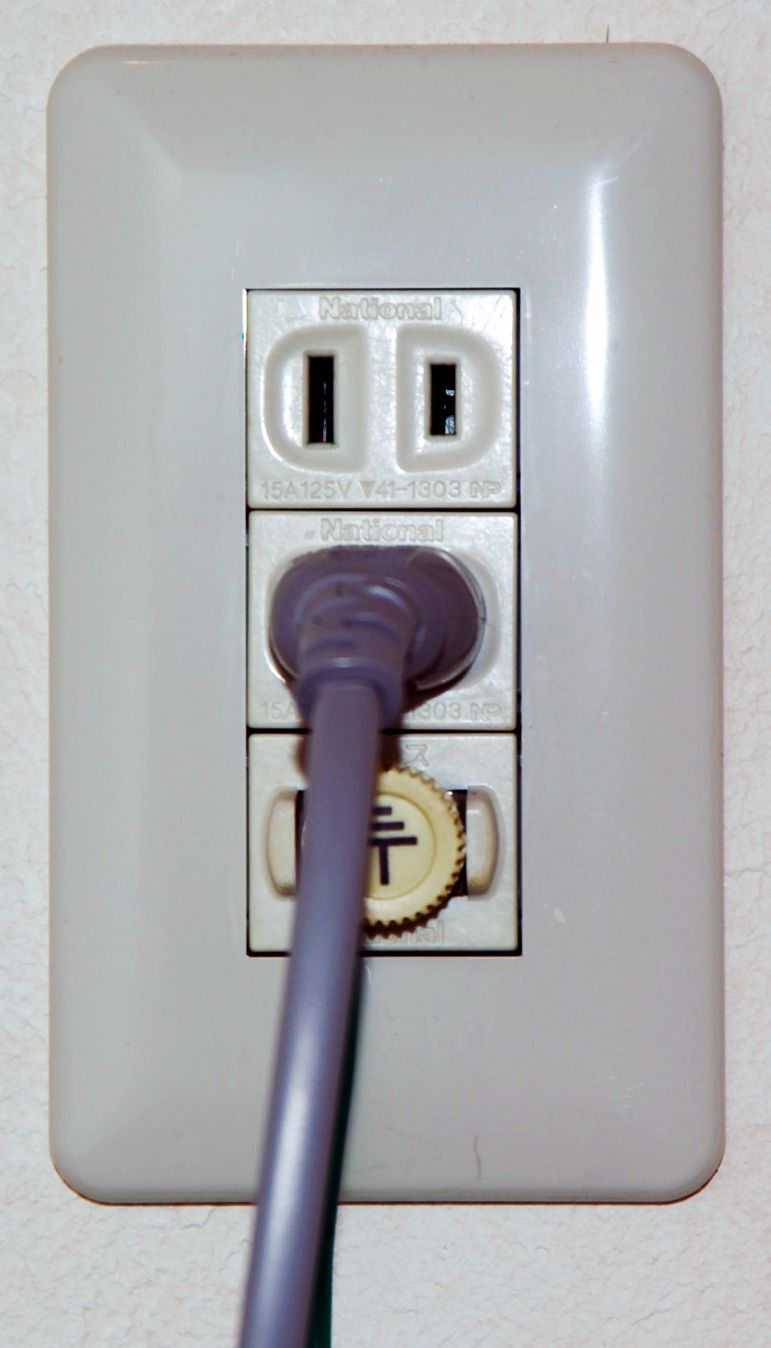
Японская розетка с заземлением (закрыто заглушкой).

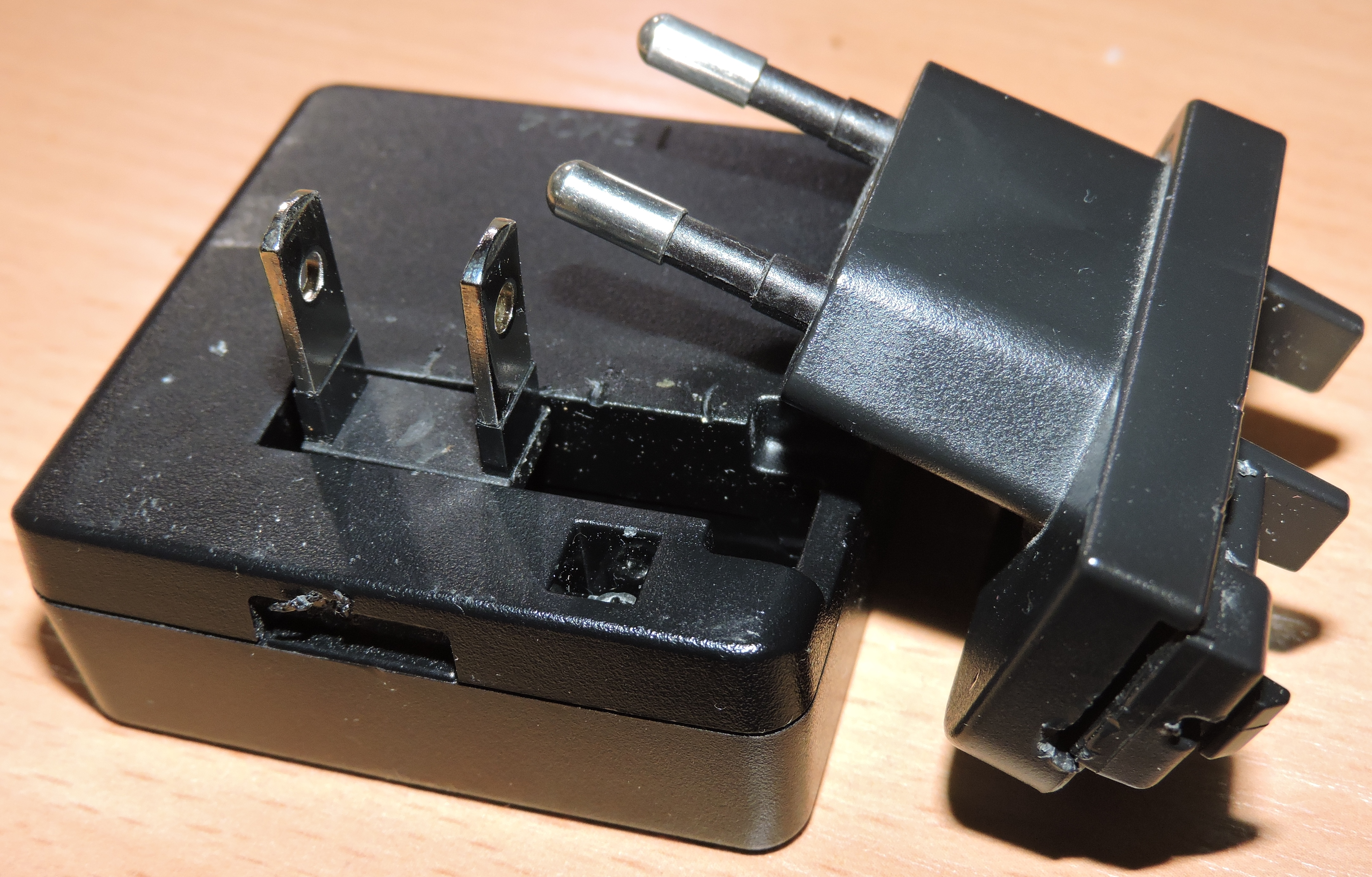
Зарядное устройство Nikon EH-70P с двумя плоскими штырями. К нему прилагается адаптер с вилкой типа Europlug

Тип A — двухконтактный штепсельный разъём без заземления, штырьевая часть которого состоит из пары плоских параллельных контактов-ножей шириной ¼ дюйма (6,35 мм) и толщиной 0,06 дюйма (1,524 мм), расположенных на расстоянии ½ дюйма (12,7 мм). Существует поляризованный вариант разъёма, у которого нейтральный контакт на 1/16 дюйма (1,588 мм) шире. Разъём появился в США и обычно рассчитан на напряжение 100—127 В.

#### NEMA 1-15
Североамериканский 15 А/125 В, незаземлённый,  согласно ГОСТ 7396.1-89 — тип А 1-15
Вилками типа NEMA 1-15P обычно оснащаются маломощные электроприборы на 120 В, не требующие заземления. Вилки типа NEMA 1 совместимы с розетками NEMA 5 (тип B). Установка розеток NEMA 1-15R в новых зданиях в США и Канаде запрещена с 1962 года, но они остаются во многих старых домах и всё ещё есть в продаже. Данный тип стандартизован в США Национальной ассоциацией производителей электроприборов (National Electrical Manufacturers Association, NEMA).

#### JIS C 87878303, Класс защиты II
Японский 15 А/100 В, незаземлённый
Японские вилка и розетка идентичны типу NEMA 1-15. Однако в Японии более строгие требования к размерам корпуса вилки, другие требования по маркировке и обязательно тестирование и утверждение Министерством международной торговли и промышленности (Ministry of International Trade and Industry, MITI) или JIS. Вилки могут иметь отверстия на концах штырей.

В отличие от США, в Японии поляризованные розетки и вилки используются относительно редко, поэтому японские вилки подойдут к большинству североамериканских розеток, но не наоборот. Кроме того, сетевое напряжение в Японии — 100 В, а в восточных областях частота тока в сети не 60, а 50 Гц, поэтому правильная работа приборов, купленных в США, не гарантируется. 

### Тип B

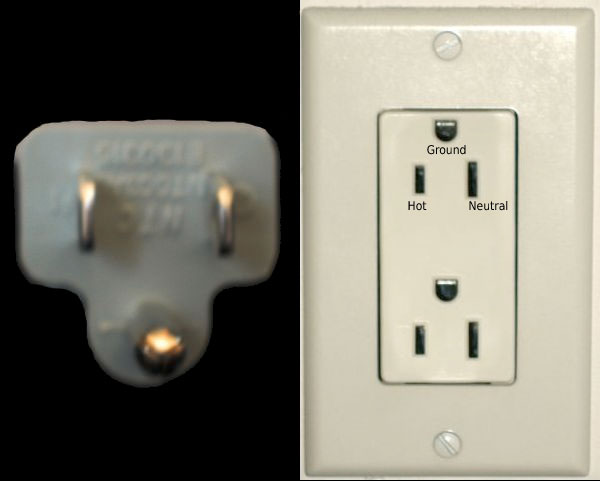
Слева — вилка, справа — двойная розетка NEMA 5-15

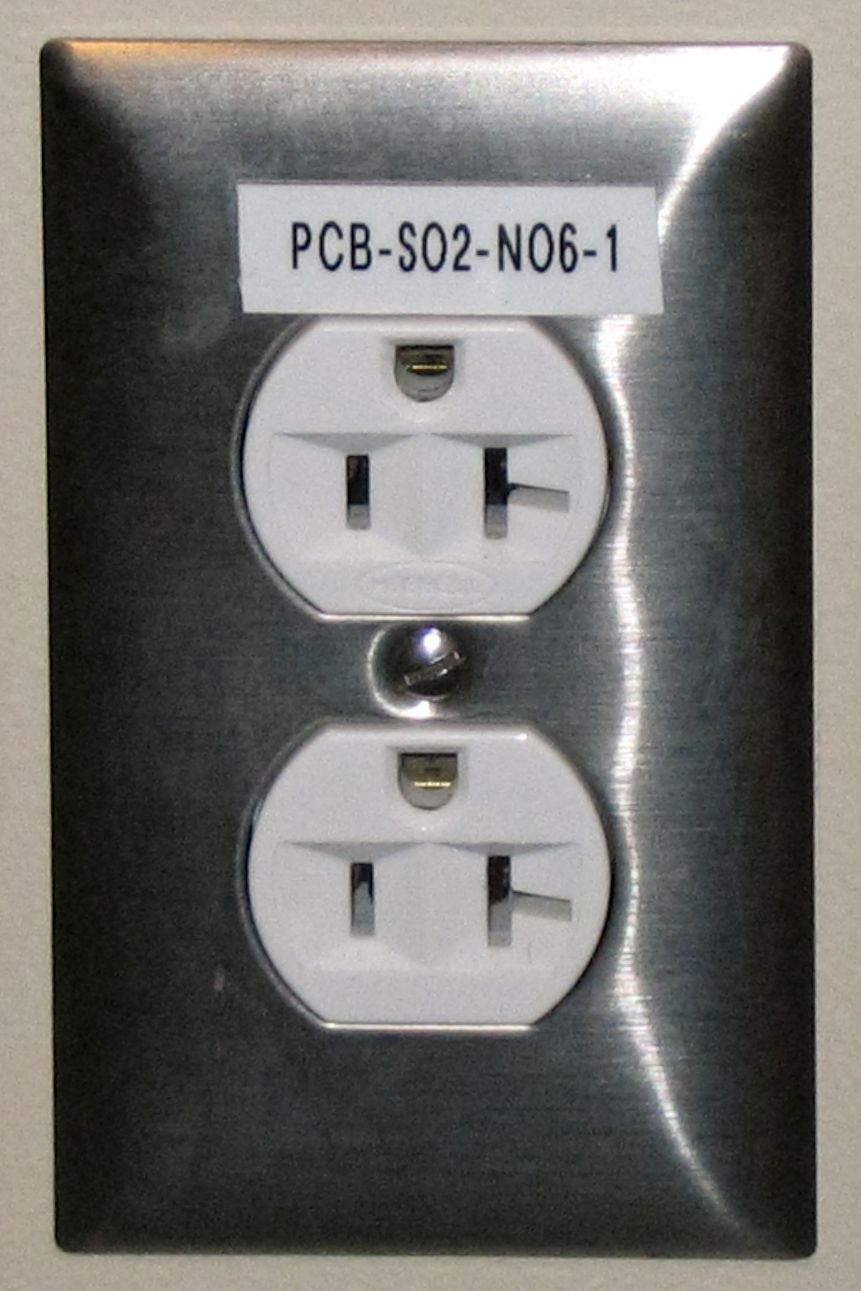
В розетку 5-20R можно включить вилки 5-15P и 5-20P

Вилка типа B похожа на вилку типа A, но имеет ещё один круглый или U-образный заземляющий штырь, для которого в розетке предусмотрено гнездо. Как и тип A, обычно используется при сетевом напряжении 100—127 В. Есть страны, где на розетку типа B подаётся напряжение 220—240 В, но розетки типа B в них встречаются реже.

#### NEMA 5-15
Североамериканская 15 А/125 В, заземлённая, канадский стандарт CSA 22.2, _ 42, ГОСТ 7396.1-89 — тип A 5-15
Разъём рассчитан на ток 15 ампер и напряжение 125 вольт. Заземляющий контакт длиннее, чем токоведущие. Розетка поляризованная; если гнездо заземления расположено снизу — фаза будет справа.

#### NEMA 5-20
Североамериканская 20 А/125 В, заземлённая, согласно ГОСТ 7396.1-89 — тип A 5-20
В новых жилых домах примерно с 1992 года устанавливаются 20-амперные розетки с T-образными щелями. Они позволяют включать как вышеописанные 15-амперные вилки NEMA 1-15P и NEMA 5-15P, так и 20-амперные вилки NEMA 5-20P.

#### JIS C 8303, Класс защиты I
Японская 15 А/100 В, заземлённая
В Японии также используется вилка типа B, подобная североамериканской. Однако она встречается реже, чем тип A.

#### Другие разъёмы стандарта NEMA
Кроме вышеперечисленных разновидностей, в стандарте NEMA предусмотрено множество видов штепсельных разъёмов специального назначения: для электроприборов, питающихся от 240 В (NEMA 2, NEMA 6), для подключения к двум фазам (NEMA 10, NEMA 14), для подключения домов на колёсах (NEMA TT-30) и т. д. Эти разъёмы тоже используются в быту и на производстве, но их применение ограничено конкретными видами электроприборов, в отличие от разъёмов общего назначения.

### Тип C
Под типом C понимается несколько разновидностей двухконтактных вилок и розеток. Все вилки типа C имеют 2 круглых штыря диаметром 4 или 4,8 мм и длиной 19 мм, расположенных на расстоянии 19 мм. Розетки, соответственно, имеют 2 круглых гнезда. Такие разъёмы рассчитаны в основном на 220—250 В. Применяются для электроприборов, не требующих заземления.

#### CEE 7/16
Europlug (евровилка) 2,5 А/250 В, CEI 23-5 (в Италии), ГОСТ 7396.1-89 — тип C5 вариант II

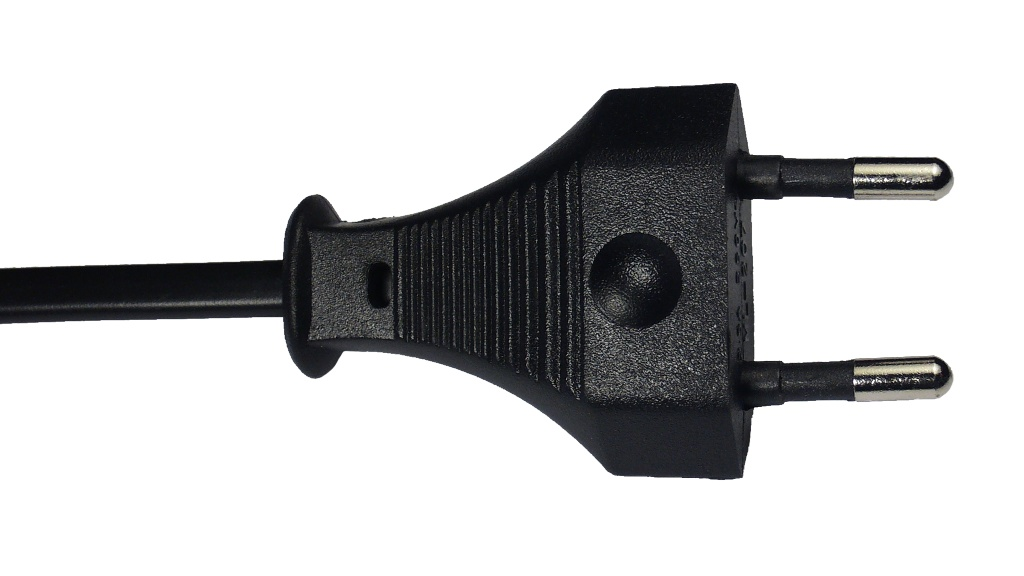
Вилка CEE 7/16

Эта двухконтактная неполяризованная вилка для устройств Класса защиты II известна в Европе как евровилка (Europlug, не путать с Schuko, которую называют евровилкой в России). У неё два круглых штыря диаметром 4 мм, которые обычно слегка сходятся ближе к свободным концам, изолированные на длину 10 мм. Вилка выполняется либо в неразборном варианте как часть питающего шнура, либо располагается непосредственно на корпусе малогабаритного прибора.
Разнос и длина штырей позволяют безопасно включать её в розетки типов E, F, H, J, K, L (10 А) и IEC 60906-1. Возможно также подключение вилки в пятиамперный разъём типа D (с некоторым усилием) и G (после вскрытия защитных шторок), но это не рекомендуется, так как можно повредить розетку или вилку.

#### CEE 7/17
Германо-французская контурная вилка 16 А/250 В, незаземлённая, CEI 23-5 (в Италии), ГОСТ 7396.1-89 — тип C6

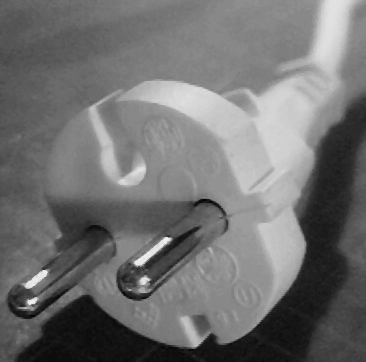
Вилка CEE 7/17

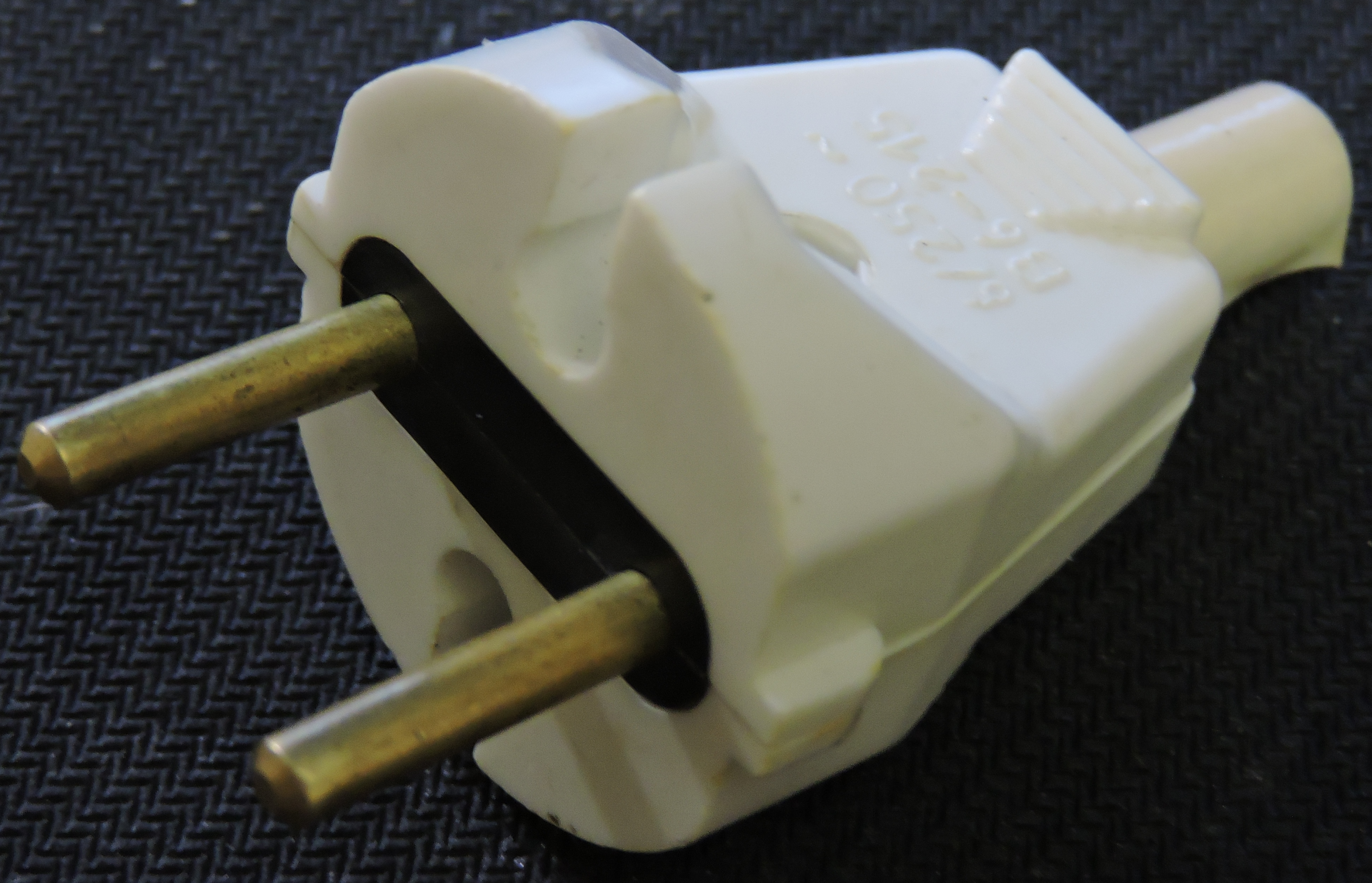
Вилка В6-215 по ГОСТ 7396.1-89

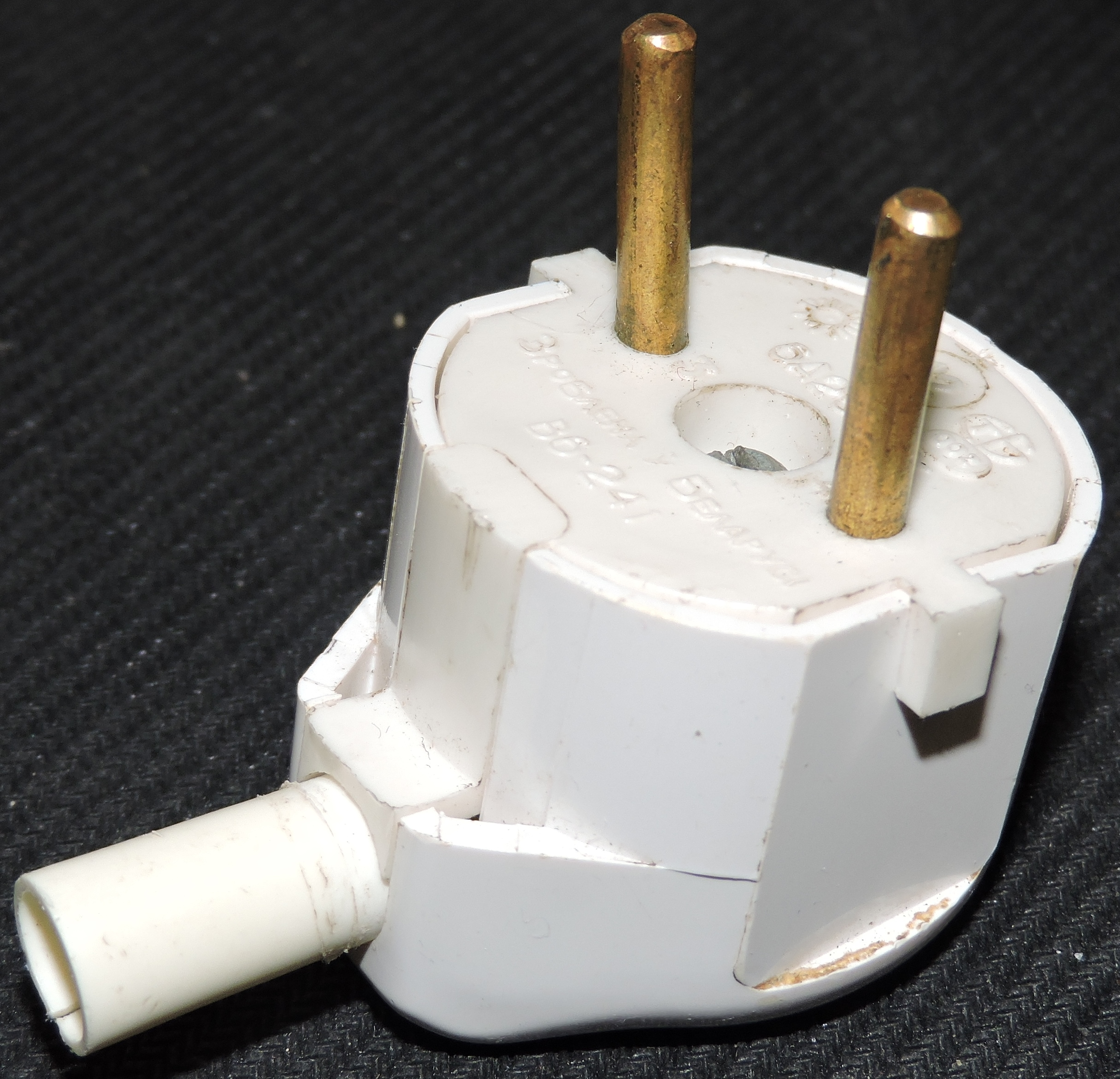
Вилка В6-241 угловая

У этой вилки штыри диаметром 4,8 мм, как у вилок типов E и F, и круглое пластмассовое или резиновое основание, препятствующее её включению в маленькие розетки, предусмотренные только для Europlug, и защищающее пальцы от возможного прикосновения к токоведущим штырям. На вилке есть отверстие, в которое может войти заземляющий штырь французской розетки, и прямоугольные углубления, в которые может войти заземляющая скоба розетки под вилку Schuko. Вилка используется совместно с устройствами класса защиты II, рассчитанными на большой рабочий ток (пылесосы, фены), а в Южной Корее — с любыми бытовыми приборами, не требующими заземления. Может быть вставлена в израильские розетки типа H, хотя это нежелательно, так как они рассчитаны на штыри меньшего диаметра. В СССР, а впоследствии в России, согласно ГОСТ 7396.1-89 определена аналогичная вилка, но со штырями диаметром 4 мм, рассчитанная на ток 6 А.

#### Советские вилки согласно ГОСТ 7396.1-89 — тип C1-b[16]
Советские розетки и вилки были рассчитаны на максимальный ток 6 А. Основные размеры соответствовали типу C, но вилка имела круглое основание, что не позволяло подключать её в розетки типа E и F. В 2009 году большинство выпускаемых на территории бывшего СССР электроприборов оснащалось вилками, аналогичными CEE 7/4, CEE 7/7, CEE 7/16 или CEE 7/17, и вилки советского типа можно найти в продаже до сих пор.

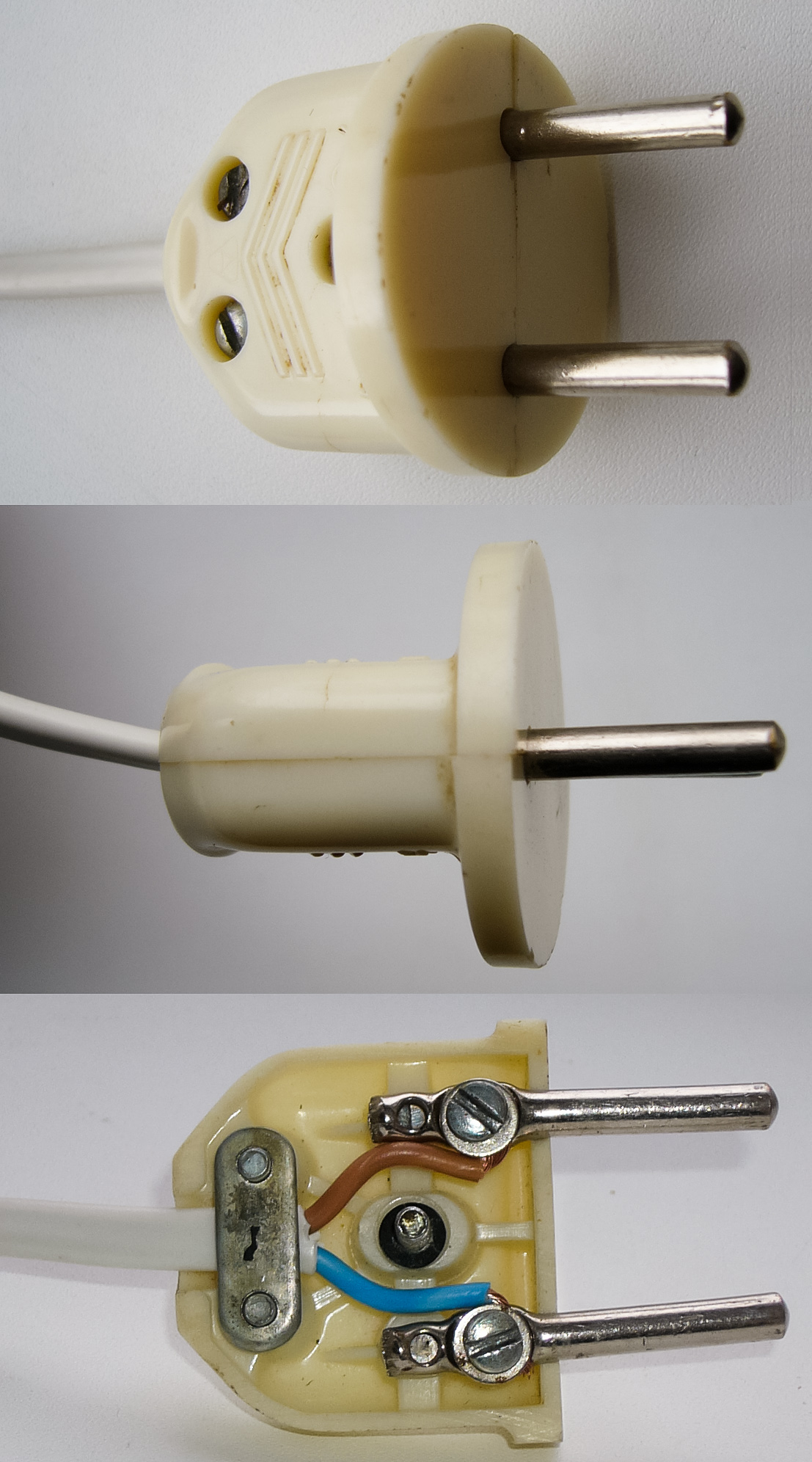
Одна из наиболее распространённых в СССР конструкций вилок, рассчитана на 220 В, 6 А
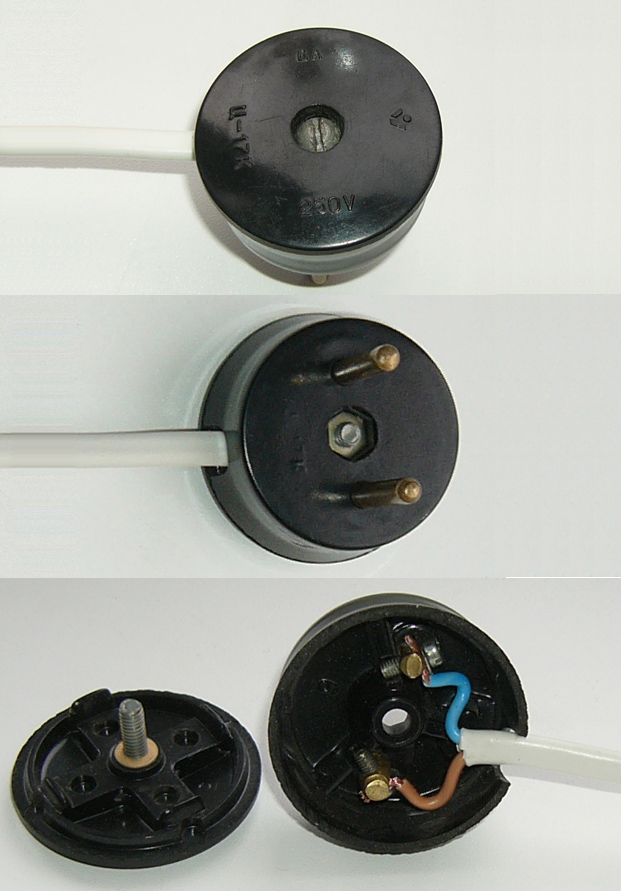
Ещё одна популярная в СССР вилка на 220 В, 6 А
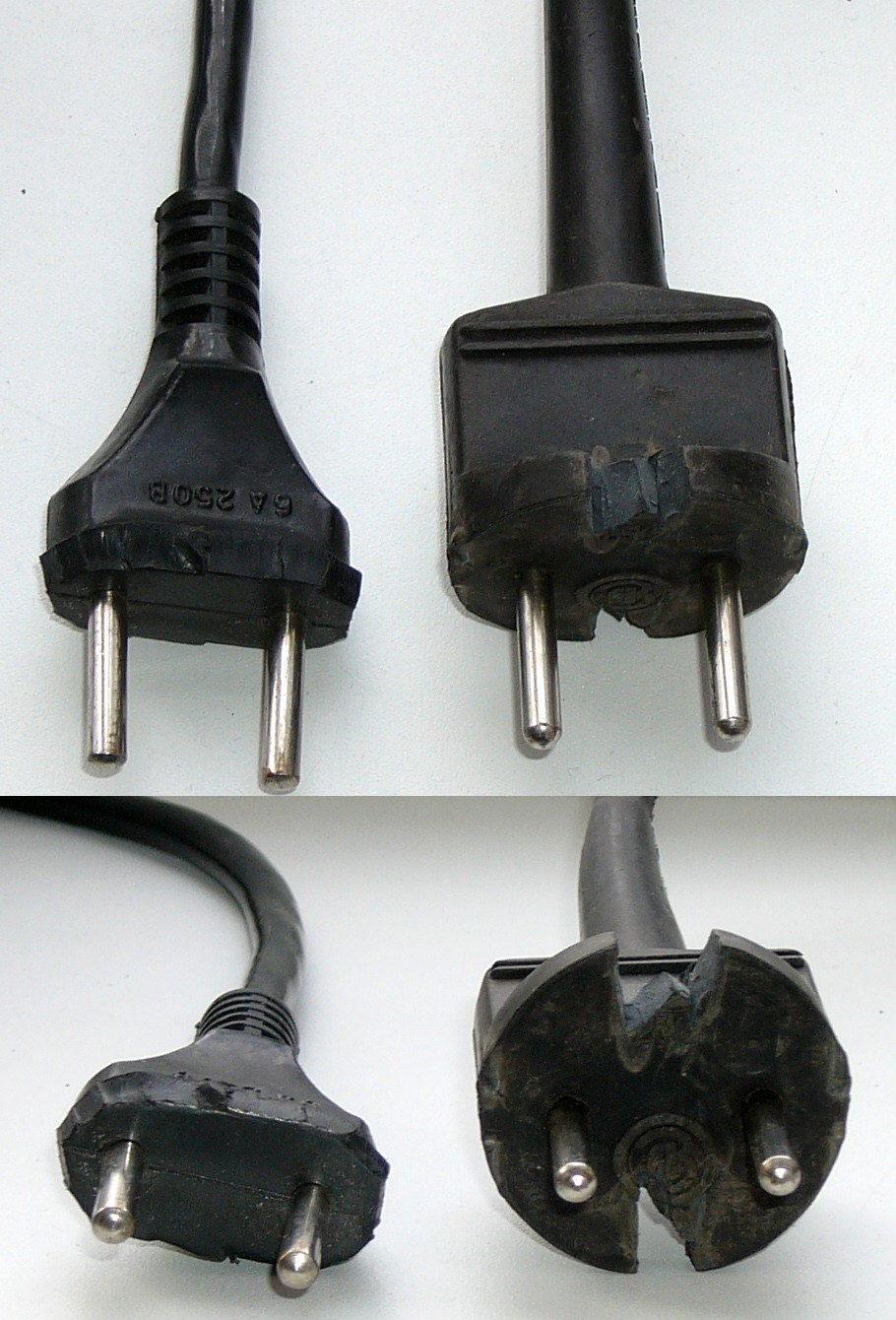
После кустарной доработки можно подключать советские вилки к разъёмам типа E и F
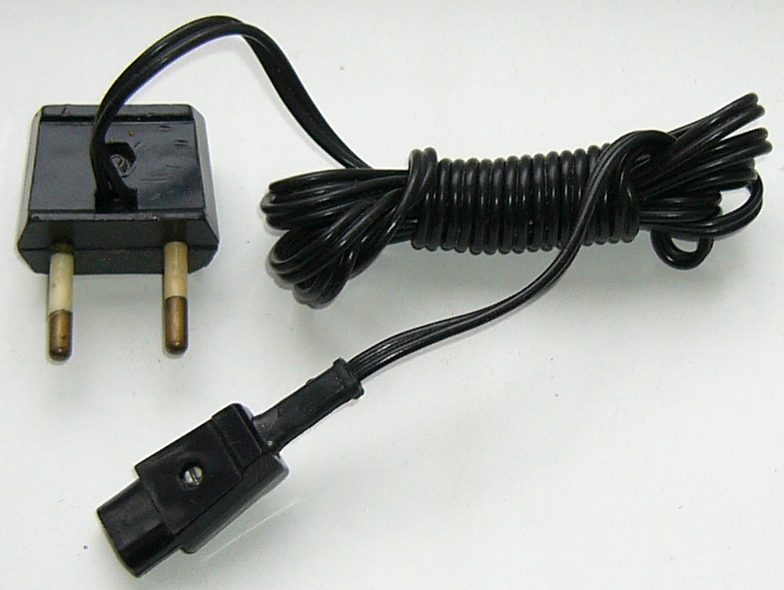
Вилка советской электробритвы, похожая на вилку CEE 7/16, но отличающаяся по размерам и имеющая разборную конструкцию

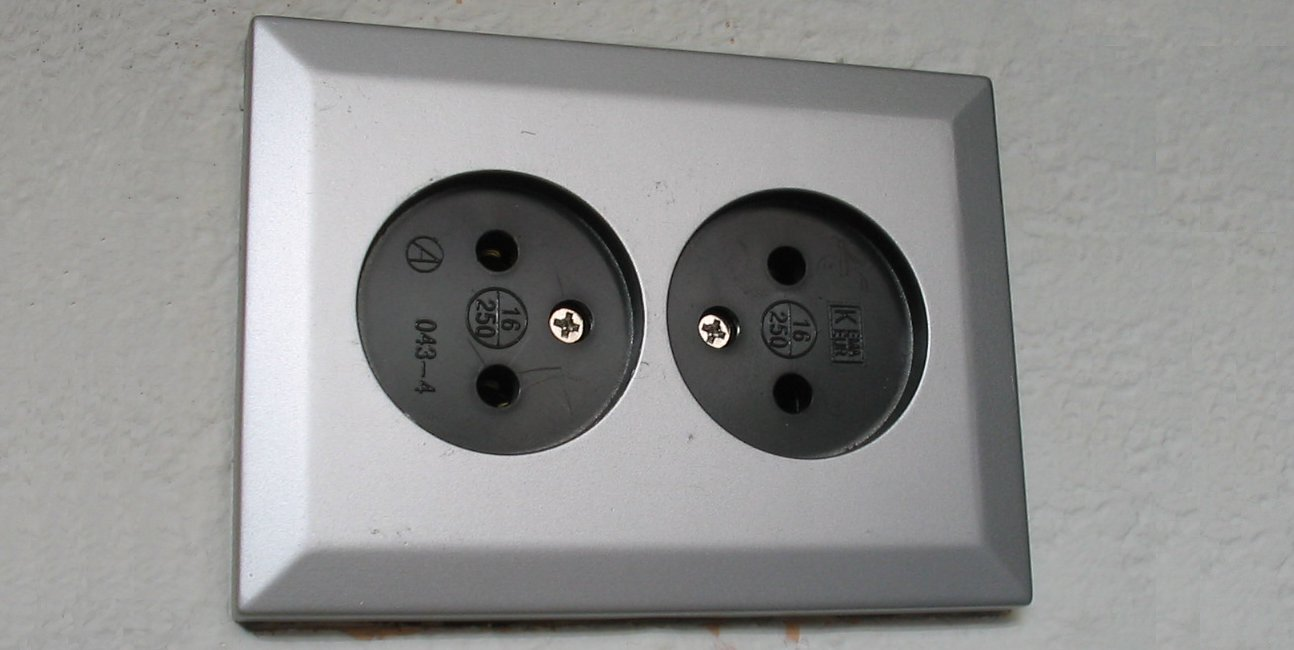
Незаземлённая розетка, совместимая как с вилками Schuko, так и с французскими

#### Розетки согласно ГОСТ 7396.1-89 — тип C1-a[16]
Некоторые розетки типа C имеют отверстия, в которые можно вставить вилки со штырями диаметром не более 4 мм, или имеют выступы, чтобы предотвратить подключение к ним вилок Schuko или французских вилок. В СССР выпускались розетки на 6 А без заземляющего контакта с круглым основанием и отверстиями под штыри диаметром 4 мм, а также тройники, рассчитанные только под вилку europlug. В последнее время в продаже широко встречаются розетки без заземляющего контакта, в которые возможно вставить вилки Schuko или французские, применяемые в потребителях с большими токами. Использование розеток без заземляющего контакта в этих случаях грубо нарушает требования безопасности, не говоря о том, что не в каждой квартире разводка имеет заземляющий третий провод хотя бы для электроплиты.

#### BS 4573
Британский разъём для бритв

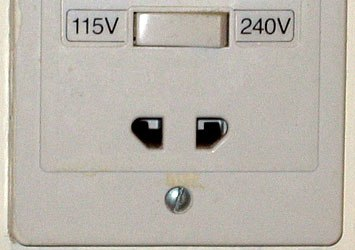
Розетка BS 4573

В Великобритании и Ирландии применяется розетка, похожая на розетку типа С, предназначенная для подключения электробритв. Она восходит к устаревшему двухконтактному разъёму на 5 ампер, использовавшемуся в Великобритании в 1920-х и 30-х годах. У вилки этого стандарта два штыря диаметром 0,2 дюйма (5,08 мм), установленных на расстоянии 5/8 дюйма (15,88 мм). Розетки для электробритв часто спроектированы так, чтобы принимать ещё и незаземлённую вилку CEE 7/16, американскую и австралийскую вилки. В условиях повышенной влажности требуется подключать эту розетку через защитный трансформатор, соответствующий спецификации BS 3535. Также розетка оснащается переключателем 240/115 В.

### Тип D
BS 546 (5 А/250 В, заземлённая), согласно ГОСТ 7396.1-89 — тип B1

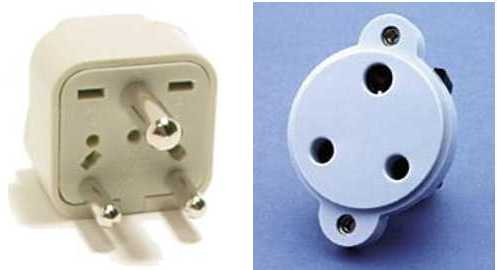
Вилка и розетка типа D

У разъёма, выполненного по стандарту BS 546, три круглых контакта, размещённых по вершинам треугольника. Этот изначально британский стандарт был принят в Индии, Пакистане, некоторых частях Ближнего Востока (Кувейт, Катар), средней и юго-восточной Азии, электрифицированных британцами. Ранее использовался в Южной Африке, но постепенно был вытеснен 15-амперной версией. Аналогичным образом в Гане, Кении и Нигерии разъёмы были большей частью заменены на современный британский тип G. Также двух- и пятиамперные разъёмы BS 546 иногда используются в Великобритании для домашних централизованных схем освещения.

### Тип E
CEE 7/5 (Французская, заземлённая), согласно ГОСТ 7396.1-89 — тип C3

В некоторых странах континентальной Европы, а также Азии и Африки принят французский стандарт на штепсельные разъёмы. Заземление выполнено круглым штырём, выступающим из розетки, который входит в гнездо на вилке. Эти вилки и розетки поляризованы по своей конструкции, но нет универсального стандарта на подключение фазного и нейтрального проводов. Сама вилка имеет круглое основание, два круглых контактных штыря 4,8×19 мм, на расстоянии 19 мм друг от друга, и гнездо для заземляющего штыря розетки. Розетка также принимает вилки CEE 7/7, CEE 7/16 и CEE 7/17.

### Тип F
CEE 7/4 (Немецкий «Schuko» 16 А/250 В, с заземлением), согласно ГОСТ 7396.1-89 — тип C2

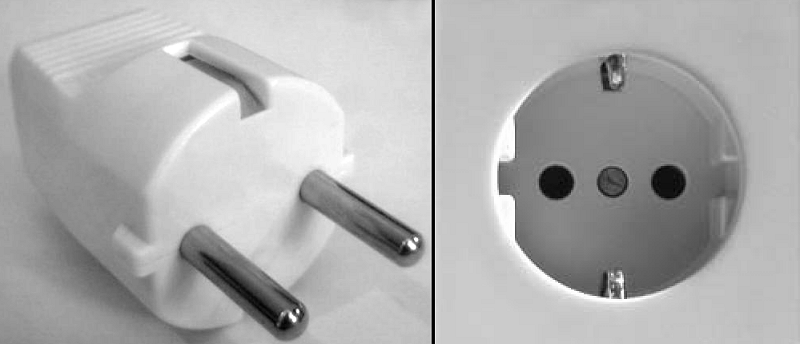
Вилка и розетка системы Schuko

Вилка типа F определена в стандарте CEE 7/4 и обычно называется «Schuko» (произносится «Шуко», сокращение от немецкого Schutzkontakt — защитный контакт. В России её часто ошибочно называют «евровилкой», хотя термин «Europlug» относится к типу C). Заземление на розетке выполнено в виде металлической скобы, соответствующий контакт на вилке — боковые пластины. Она рассчитана на ток до 16 ампер, не поляризована и принимает как вилки Europlug, так и CEE 7/17. Используется во многих европейских странах, а после распада СССР принята как стандарт в России и некоторых странах бывшего Советского Союза.
После унификации восточная Германия переняла те же стандарты DIN и VDE, что и западная. Многие восточноевропейские страны использовали стандарт Шуко, но экспортировали устройства с советской стандартной вилкой.

### Гибридный тип E / F CEE 7/7
Французско-немецкий 16 А/250 В, с заземлением, согласно ГОСТ 7396.1-89 — тип С4

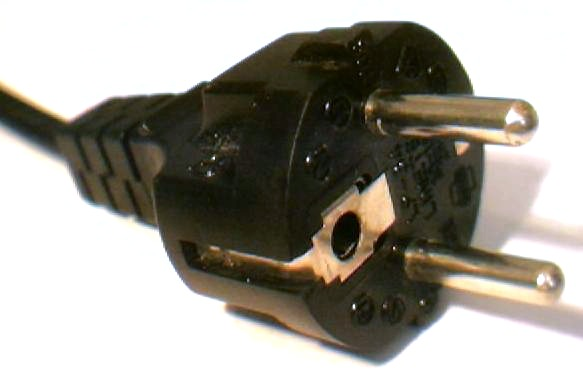
Вилка CEE 7/7

Для совместимости с типами E и F была разработана вилка CEE 7/7. Она поляризована при применении с розеткой типа E, но в розетках типа F привязка фазного и нейтрального проводов может не соблюдаться. Вилка рассчитана на ток 16 А.
У неё есть плоские заземляющие контакты на обеих сторонах для подключения к розетке CEE 7/4 и гнездовой контакт для заземляющего штыря розетки типа E. Приборы, поставляемые в страны, использующие стандарт E или F, комплектуются вилкой этого типа.

### Тип G
BS 1363 (британский 13 А/230—240 В 50 Гц, заземлённая, с предохранителем), согласно ГОСТ 7396.1-89 — тип B2

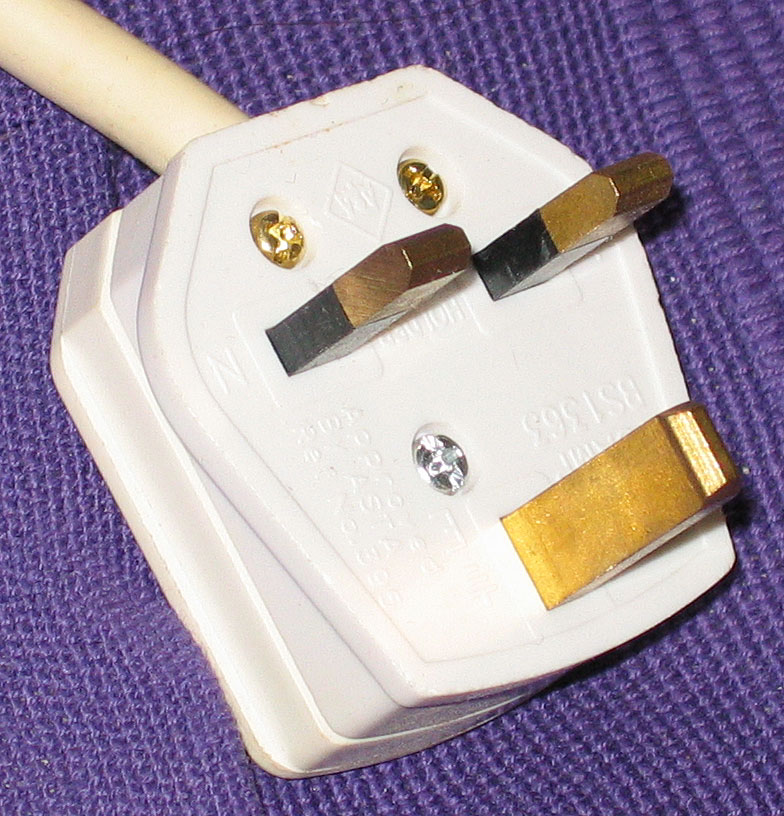
Типичная вилка BS 1363

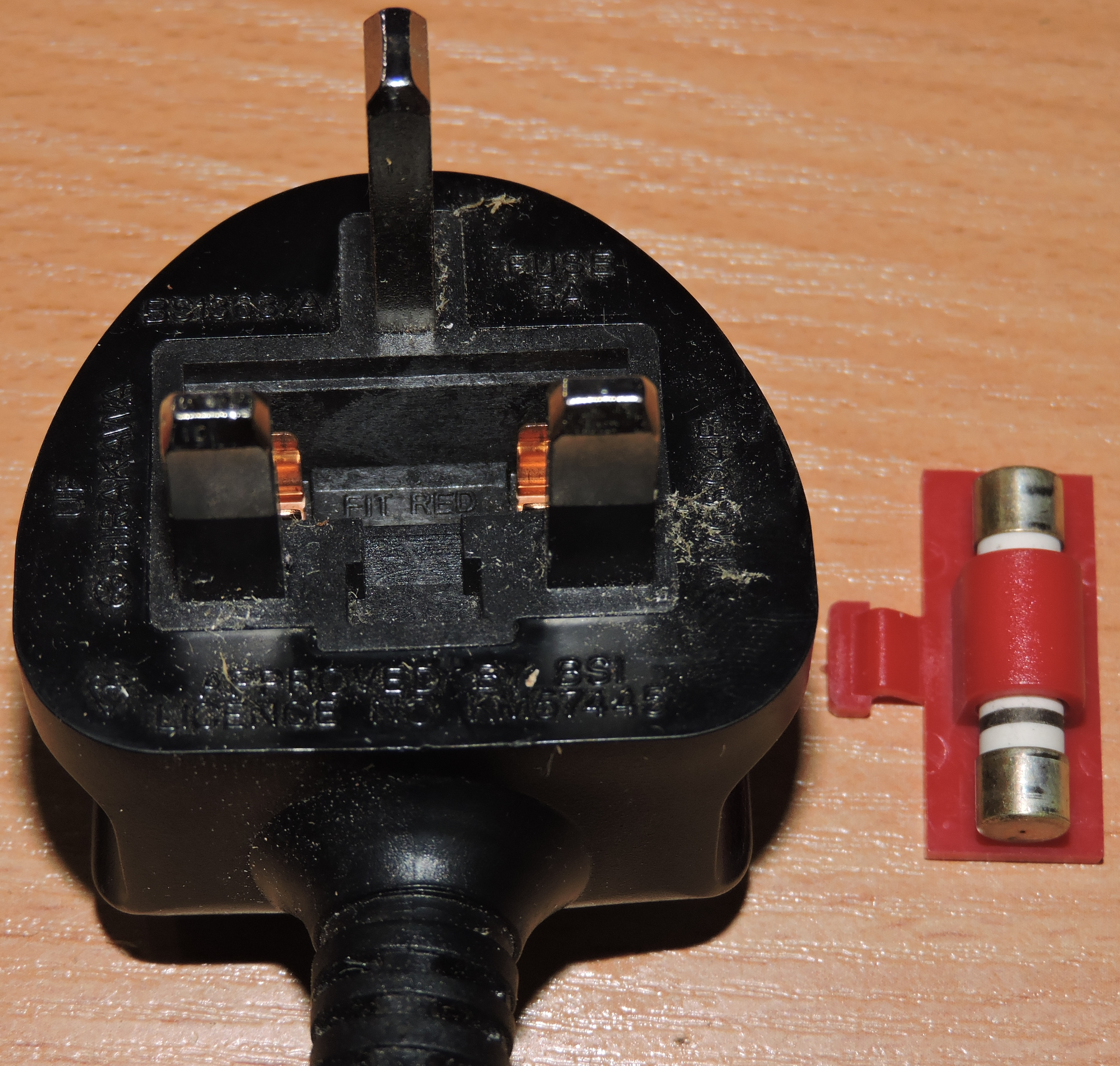
Вилка BS 1363 c гнездом предохранителя. Сам предохранитель вставлен в кольцо крышки, входящей в гнездо

Разъём типа G — поляризованный, трёхконтактный, с подключением заземления, рассчитан на напряжение 230 В. Фазный и нейтральный контакты — прямоугольные, 6,35 × 3,97 мм, длиной 17,4 мм и разнесены на 22,2 мм, у основания на длину 9 мм покрыты изоляцией. Заземляющий контакт примерно 3,97 × 7,92 мм и длиной 22,2 мм. Вилка обязательно оснащается предохранителем, защищающим фазный провод — из-за особенностей используемой в Великобритании кольцевой электропроводки предохранители в щитке могут не сработать при повреждении питающего шнура. Все розетки этого стандарта оснащаются защитными шторками, которые открываются при подключении заземляющего штыря — поэтому вилки приборов, не требующих заземления, имеют пластмассовый штырь на месте заземляющего. Также розетки часто оснащаются встроенными выключателями.
Данный вид используется не только в Великобритании, но и во многих бывших колониях и странах, имевших тесные торговые связи с Великобританией, а также в Саудовской Аравии для сетей напряжением 230 В.

### Тип H

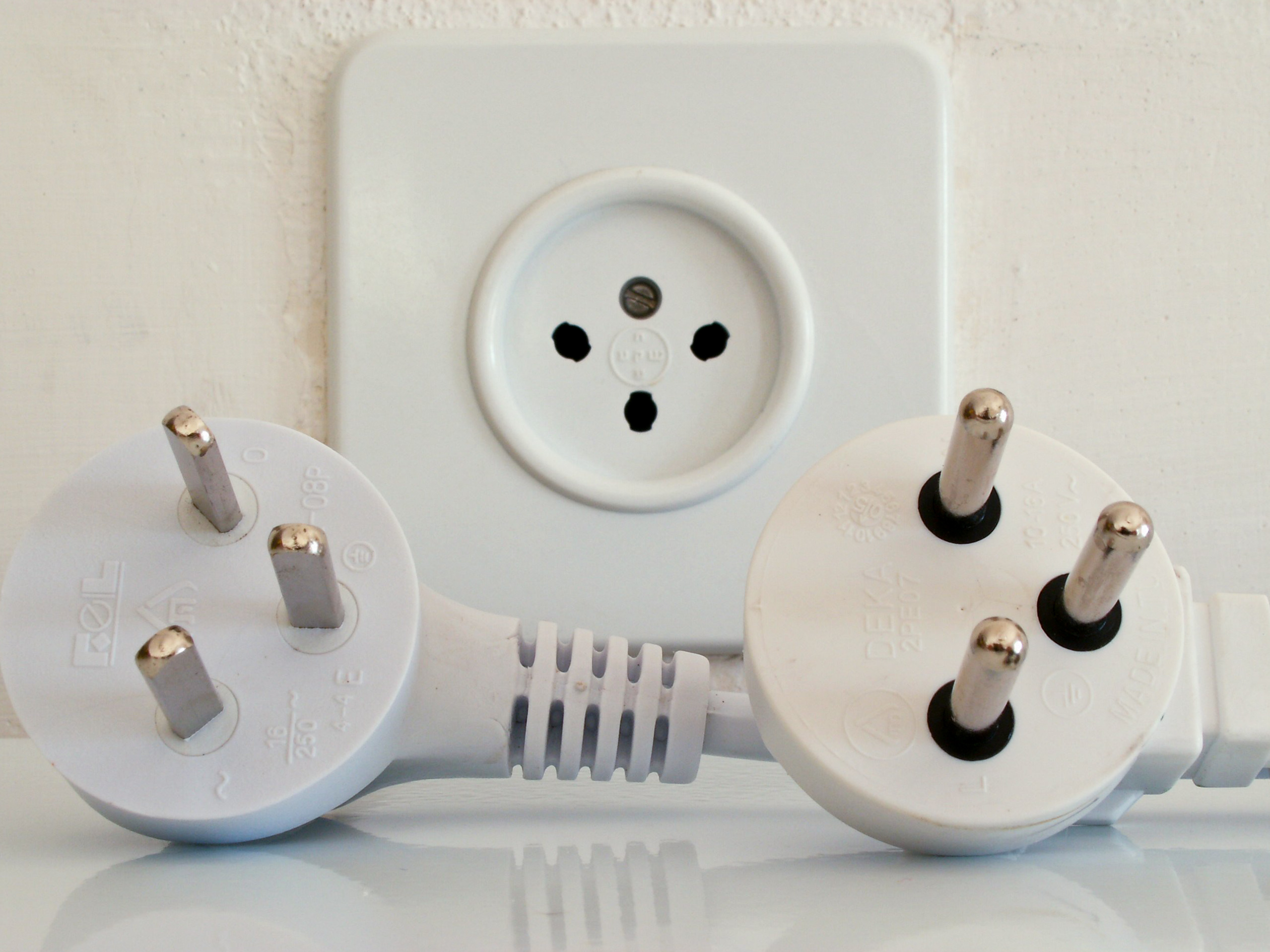
Две израильские вилки и одна розетка. Слева вилка старого стандарта, справа — модернизация 1989 года.

SI 32 (Израильский 16 А/250 В, с заземлением)
Эта вилка, определённая в SI 32 (IS16A-R), не встречается нигде, кроме Израиля, и несовместима с розетками других типов. У неё три плоских штыря, расставленных в форме буквы Y. Фазовый и нейтральный разнесены на 19 мм. Вилка типа H рассчитана на ток силой 16 А, но на практике тонкие плоские штыри могут вызвать перегрев вилки при подключении мощных устройств. В 1989 году стандарт был пересмотрен. Теперь используются три круглых штыря диаметром 4 мм, размещённые так же. Розетки, производимые с 1989 года, принимают как плоские, так и круглые штыри для совместимости с обоими типами вилок. Это позволяет также подключать к розеткам типа H вилки типа C, используемые в Израиле для незаземляемых устройств. У более старых розеток, около 1970-х годов производства, имеются как плоские, так и круглые отверстия для фазы и нейтрали, чтобы принимать как вилки типа C, так и H. На 2008 год розетки типа H, принимающие только старые вилки типа H, очень редки в Израиле.

Данная вилка также используется в областях, контролируемых Палестинской национальной администрацией на западном берегу реки Иордан и в секторе Газа.

### Тип I
Разъём типа I имеет 2 или 3 плоских контакта. Полюсные контакты расположены под углом 60° друг к другу и 30° к заземляющему контакту (если он есть). Использовались в СССР для подключения стационарной аппаратуры с защитным заземлением.

#### AS/NZS 3112
Австралазийский тип 10 А/240 В

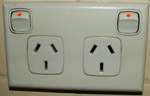
Австралийская 3-контактная двойная розетка с выключателями

Плоские контакты-ножи австралийской вилки имеют размеры 6,5 мм × 1,6 мм и установлены под углом 30° к вертикали с номинальным расстоянием между ними 13,7 мм. В соответствии со стандартом AS/NZS 3000, у австралийских и новозеландских настенных розеток всегда есть выключатели для большей безопасности, как в Великобритании. Может не иметь выключателя только розетка для светильников, обычно скрытая за потолком или в других строительных полостях. Незаземлённая версия этой вилки с двумя питающими контактами, установленными под углом, но без заземляющего контакта, используется с небольшими устройствами, имеющими двойную изоляцию, но настенные силовые розетки всегда имеют три контакта.
Есть несколько вариантов вилки AS/NZS 3112, в т ч. вариант с более широким заземляющим контактом, используемый устройствами с током потребления до 15 А; розетки для таких контактов принимают также 10-амперные вилки. Существует 20-амперный вариант со всеми тремя контактами увеличенного размера, а также 25- и 32-амперные варианты с увеличенными, как у 20-амперной вилки, контактами в виде буквы «Г» для 25 А и опрокинутой «U» — для 32 А. Вилки этих типов устроены так, что их нельзя вставить в розетки, рассчитанные на меньшую силу тока. Также встречается вариант с круглым заземляющим контактом, взаимонесовместимый с обычным. Он используется для подключения осветительных приборов в незащищённые УЗО цепи.
Разъёмы австралазийского стандарта изначально называлась стандартом C112 (он возник в 1937 году как временное решение и был принят как формальный стандарт в 1938 году), который был заменён стандартом AS 3112 в 1990 году. На 2005 год последнее значительное изменение — это AS/NZS 3112:2004, обязывающий делать изоляцию на полюсных контактах. Но разрешается использовать оборудование и провода, изготовленные до 2003 года.

#### CPCS-CCC
Китайский 10 А/250 В
Хотя у китайских розеток контакты на 1 мм длиннее, в них можно вставлять австралийские вилки. Стандарт на китайские вилки и розетки установлен документами GB 2099.1-1996 и GB 1002—1996. Как часть обязательства Китая вступить в ВТО введена новая система сертификации CPCS (Compulsory Product Certification System), а соответствующие ей китайские вилки получают знак CCC (China Compulsory Certification). Розетки трёхконтактные, с заземлением, рассчитаны на 10 А, 250 В. В отличие от австралийских, устанавливаются заземляющим гнездом вверх.
В Китае также используются американо-японские вилки и розетки типа A для устройств класса защиты II. Однако напряжение между контактами китайской розетки всегда 220 В, независимо от типа вилки.
Существует стандарт китайских розеток на 16 А и 250 В. Контакты их шире и расположены на большем расстоянии друг от друга. На рисунке изображены 2 розетки производства Foshan shude keben electrical co., l.t.d., наложенные друг на друга. Вилки на 16 А и 250 В невозможно использовать с 10-амперными розетками, но можно использовать 10-амперные вилки с 16-амперными розетками.

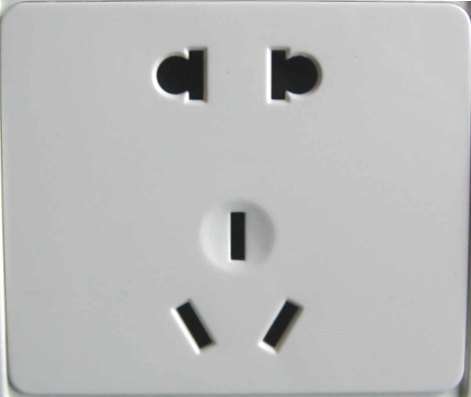
Китайские розетки, принимающие вилки типов A, C (наверху) и I (внизу, стандартные)
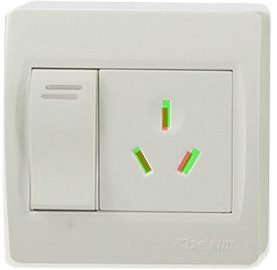
Китайские 10- и 16-амперные розетки, наложенные друг на друга (зеленый цвет - 16 А, красный - 10 А)
Знак обязательной китайской сертификации (CCC)

#### IRAM 2073
Аргентинский 10 А/250 В
Аргентинская вилка имеет три контакта, заземление, и рассчитана на силу тока 10 А, напряжение 250 В. Стандарт определён Аргентинским институтом стандартизации и сертификации (Instituto Argentino de Normalización y Certificación, IRAM) и используется с устройствами класса защиты I в Аргентине и Уругвае.

На вид похожа на австралазийские и китайские вилки. Длина контактов такая же, как у китайской версии. Самым важным отличием от австралийской вилки является то, что нейтральный контакт подводится слева, а не справа, как в Австралии.

### Тип J

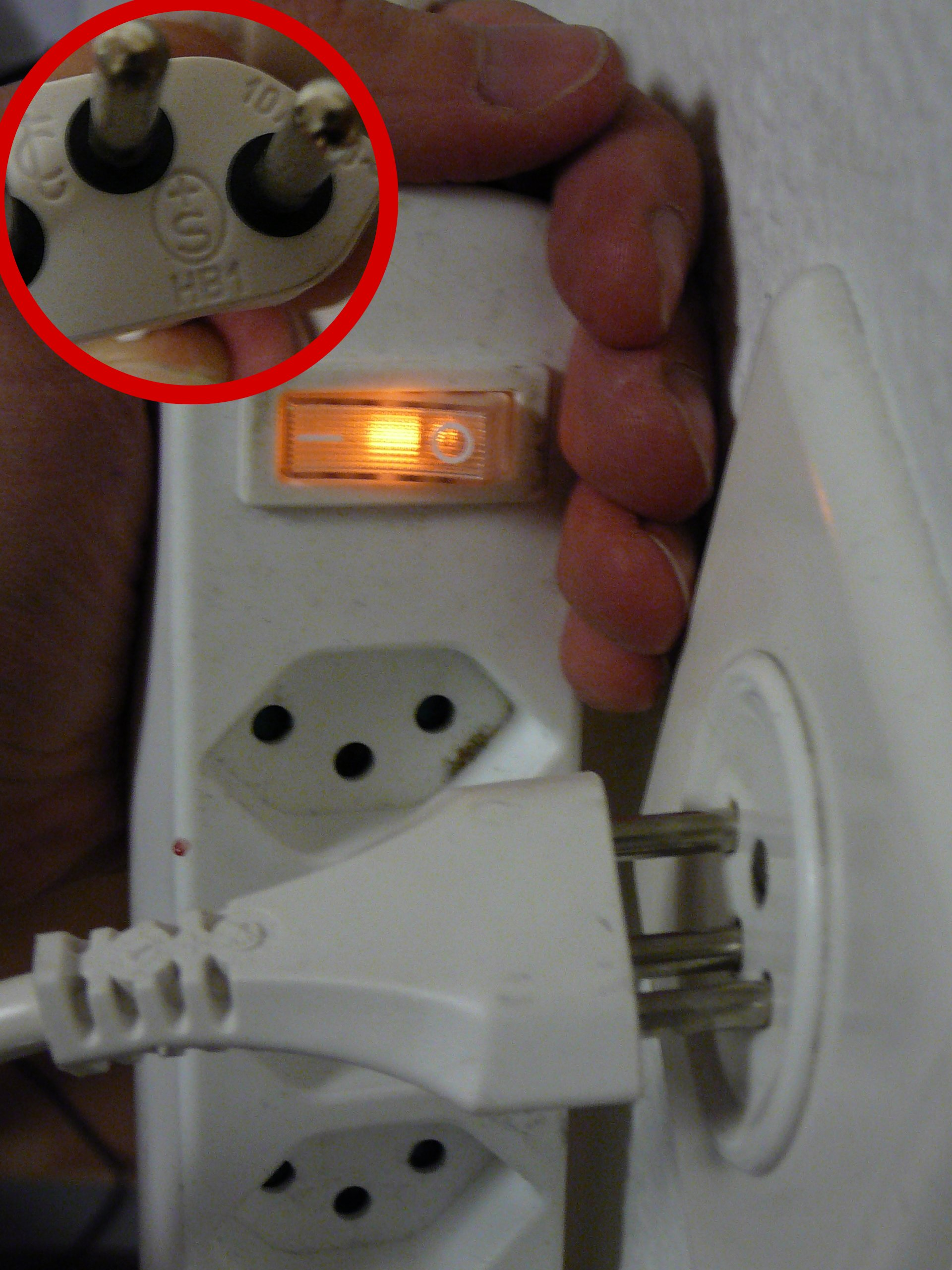
Вилки и розетки типа J

SN 441011 (Швейцарский тип 10 А/250 В)

В Швейцарии есть свой стандарт, описанный в документе SN 441011. (ASE1011/1959 SW10A-R) Эта вилка похожа на евровилку типа C (CEE 7/16) за исключением того, что у неё имеется смещённый заземляющий контакт и полюсные контакты не изолированы у основания, так что вилки, не полностью вставленные в неутопленные розетки, представляют опасность электрического удара. На кухнях, в ванных комнатах и других влажных помещениях устанавливаются утопленные розетки, в других местах — нет. Некоторые вилки и переходники имеют клиновидные концы и могут применяться везде, другие же подходят только к неутопленным розеткам. Швейцарские розетки принимают швейцарские вилки и евровилки (CEE 7/16). Существует также вариант вилки без заземления, похожий на вилку CEE 7/16, но рассчитанный на ток силой до 10 А, а также заземлённая вилка на 16 А с квадратными штырями.

### Тип K

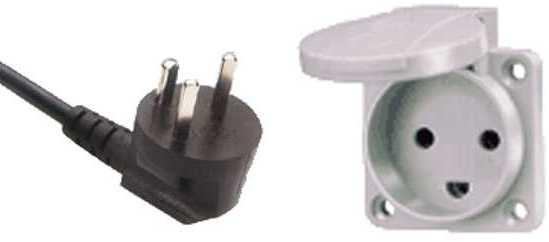
Датский 107-2-D1, стандарт DK 2-1a, с круглыми питающими контактами и полукруглым заземляющим контактом

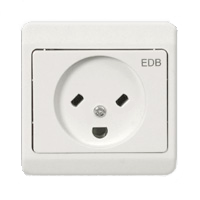
Датская розетка для компьютера, с повёрнутыми уплощёнными контактами и полукруглым заземляющим контактом (используется главным образом для профессионального оборудования), стандарт DK 2-5a

Section 107-2-D1 (Датский 10 А/250 В, с заземлением)
Эта датская стандартная вилка описана в Danish Plug Equipment Section 107-2-D1 Standard sheet (SRAF1962/DB 16/87 DN10A-R). Вилка похожа на французский тип E, за исключением того, что у неё заземляющий штырь вместо заземляющего отверстия (в розетке — наоборот). Это делает датскую розетку менее заметной, чем французская, которая выглядит как впадина в стене для защиты заземляющего штыря от повреждения и от прикосновения к питающим штырям.
Датская розетка также принимает евровилку типа C CEE 7/16 или типа E/F CEE 7/17 Schuko-французскую гибридную вилку. Вилки типа F CEE 7/4 (Schuko), E/F CEE 7/7 (Schuko-французский гибрид), и заземлённая французская вилка типа E тоже подойдут к ней, но их не следует использовать для устройств, которым нужен заземляющий контакт. Обе вилки номинированы на ток 10 А.
Вариант (стандарт DK 2-5a) датской вилки предназначен только для помехозащищённых компьютерных розеток. Она подходит к соответствующей компьютерной розетке и нормальной розетке типа K, но нормальные вилки типа K намеренно сделаны неподходящими к специальной компьютерной розетке. Эта вилка часто используется в компаниях, очень редко в домашних условиях.
Существует вариант для медицинского оборудования, с прямоугольным левым штырём. Он часто используется в системах поддержания жизнедеятельности.
Традиционно все датские розетки снабжались выключателем для предотвращения прикосновения к контактам под напряжением при подключении/отключении вилки. Сегодня применение розеток без выключателей разрешено, но они должны иметь углубление, предохраняющее от касания контактов под напряжением. Однако обычно форма вилки сильно затрудняет касание контактов при подключении/отключении.
С начала 1990-х заземлённые розетки стали обязательными во всех новых электрических установках в Дании. Старые розетки заземлять не нужно, но с 1 июля 2008 года все розетки, включая старые, должны быть защищены при помощи УЗО (в датской терминологии — HFI).
С 1 июля 2008 года в Дании разрешено устанавливать стенные розетки типа E (французские, двухконтактные, с заземляющим штырём). Это было сделано потому, что для частных лиц не продавалось оборудование, снабжённое вилками типа K, и для того, чтобы прекратить монополию Lauritz Knudsen — единственной компании, делающей вилки и розетки типа K.
Розетки Schuko типа F не разрешены, поскольку большинство вилок, используемых в настоящее время в Дании, застрянут в розетке Schuko и могут повредить её или же послужить причиной плохого контакта, с риском перегрева и пожара. Сломанные розетки типа F можно часто видеть в германских гостиницах, посещаемых датчанами. Многие переходники для международных путешествий продаются за пределами Дании с вилками, соответствующими типам C CEE 7/16 (Europlug) и E/F CEE 7/7 (гибрид франко-Шуко), которые можно использовать в Дании.

### Тип L

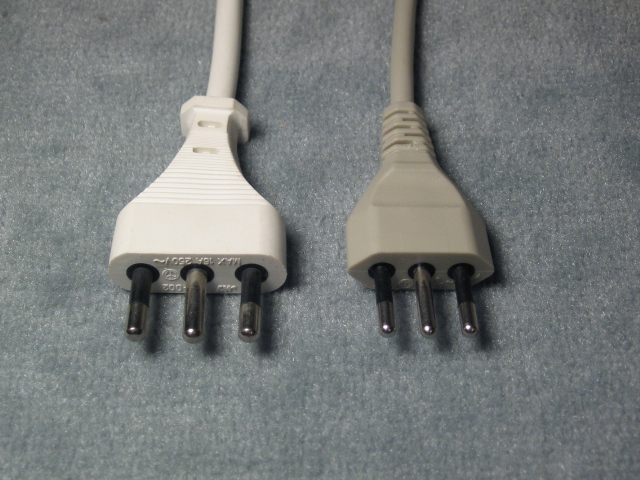
Вилки типа L на 16 А (слева) и 10 А (справа).

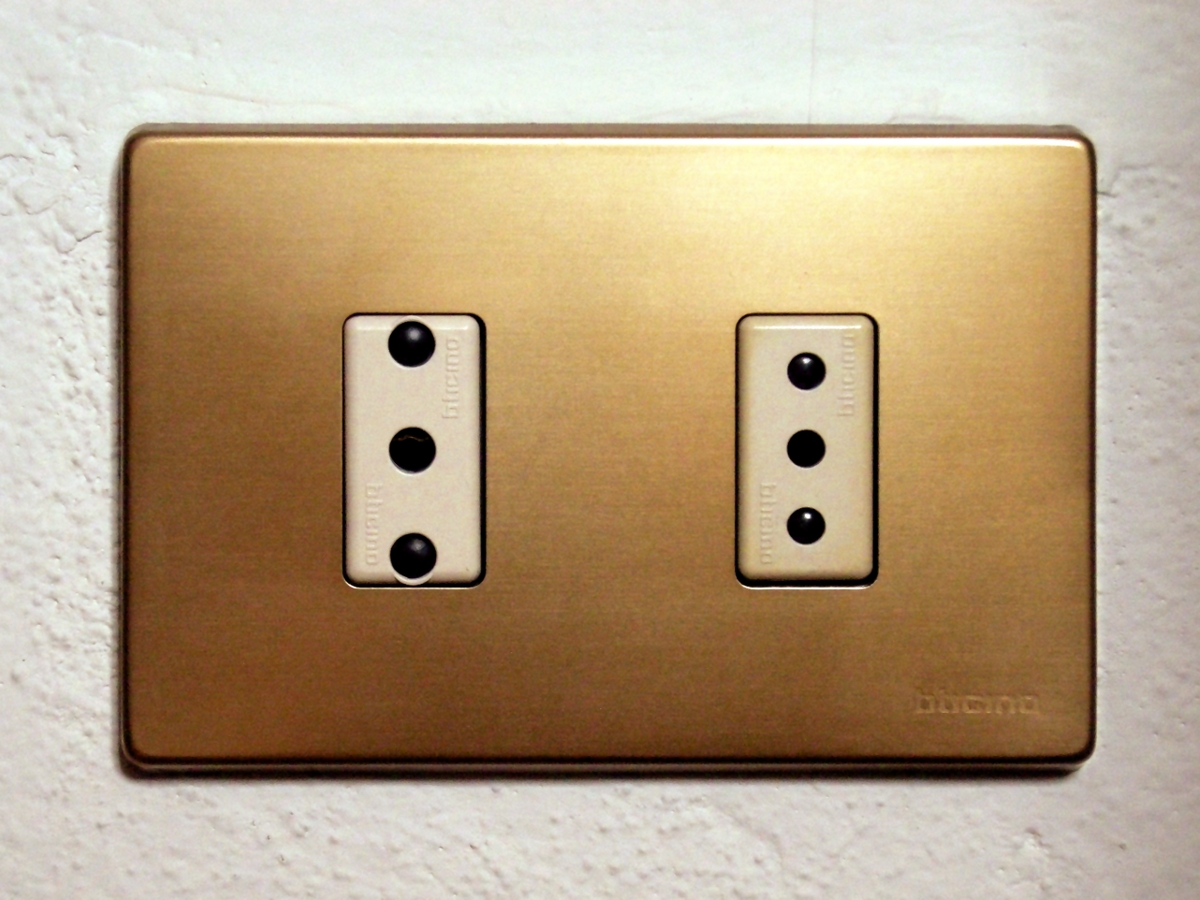
Розетки типов L (16 А слева; 10 А справа).

CEI 23-16/VII (Итальянский тип 10 А/250 В и 16 А/250 В, неполяризованный)
Итальянский стандарт на заземлённые вилку/розетку, CEI 23-16/VII, включает две модели, на ток 10 А и 16 А, различающиеся диаметром контактов и расстоянием между ними.
В Италии до второй половины XX века электроэнергия для освещения (Luce = освещение) и для других целей (Forza = сила, электродвижущая сила; Uso promiscuo = смешанное назначение) тарифицировалась раздельно, и 10-амперными вилками оснащались только осветительные приборы. И хотя летом 1974 года тарифы были объединены, во многих домах на долгие годы осталась двойная проводка и двойные счётчики. Таким образом, два размера вилок и розеток стали стандартом де-факто, использующимся поныне и стандартизованным в документе CEI 23-16/VII. Старые изделия часто снабжены розетками одного из стандартов, либо 10 А, либо 16 А, требующими применения переходника для подключения вилки другого размера.
Вилки CEE 7/16 (тип C) подходят к 10-амперным розеткам и широко распространены; они стандартизованы в Италии как CEI 23-5. Устройства с вилками CEE 7/7 также часто продаются в Италии, но не каждая розетка способна принять их, поскольку контакты вилок CEE 7/7 толще итальянских. Переходники дёшевы и используются для подключения вилок CEE 7/7 к розеткам CEI 23-16/VII, но часто нарушается требование к номинальной силе тока (16 А вместо 10 А), что может привести в некоторых случаях к небезопасному подключению.
CEI 23-16/VII (итальянский 10 А/250 В)
Форма корпуса и основные размеры аналогичны CEE 7/16, но присутствует заземляющий штырь между полюсными.
CEI 23-16/VII (итальянский 16 А/250 В)
Разъём на 16 А похож по форме на 10-амперный, но большие по размеру. Диаметр штырей — 5 мм, расстояние — 8 мм, длина — 26 мм. На упаковке часто пишут, что они «североевропейского» типа. В прошлом их также называли per la forza motrice — для электродвижущей силы (про вилки под движущую силу см. выше), иногда industriale (промышленные), хотя в промышленности они почти никогда не использовались.

### Тип M
BS 546 (15 А/250 В, заземлённая), согласно ГОСТ 7396.1-89 — тип B1

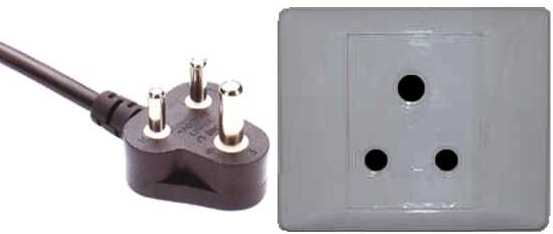
Вилка и розетка типа M

Данную вилку иногда называют типом M, хотя она скорее является 15-амперной версией вилки типа D, несмотря на то, что её штыри намного больше (7,05 мм × 21,1 мм). Фазный и нулевой контакты разнесены на 1 дюйм (2,54 см), а заземляющий контакт отстоит на 1⅛ дюйма (28,58 мм) от каждого из них. Хотя 5-амперная версия является стандартом в Индии, Пакистане, Шри-Ланке, Непале и Намибии, в данных странах также используется 15-амперная версия для мощных устройств. Некоторые страны, например ЮАР, используют его как основной тип домашней вилки и розетки, и у розеток имеется встроенный выключатель. Тип M можно по-прежнему найти у устройств в Гонконге и Ботсване, вместе с типом G. Тип M ранее использовался почти повсеместно в Соединённом Королевстве и Ирландии для регулируемого освещения и архитектурной подсветки, используемых в помещении, но в новых устройствах распространён CEE-стандарт на 16-амперные промышленные розетки. Данная вилка также часто использовалась для нерегулируемых, но центрально управляемых розеток в подобных устройствах. Главной причиной для этого послужило то, что вилки с предохранителями, удобные для домашнего применения (поскольку они спокойно выдерживают токи силой 32 А), неудобны, если они находятся в труднодоступных местах (таких как линейная подсветка) или при использовании цепочки удлинителей, поскольку трудно определить, какой предохранитель сгорел. Обе эти ситуации очень распространены в театральной проводке. Данный тип вилки также широко используется в Израиле, Сингапуре и Малайзии для воздушных кондиционеров и сушильных машин для одежды.

### Тип N
IEC 60906-1 (16 A/250 V), предлагалась как общий стандарт на 220—250В
В 1986 году Международная Электротехническая Комиссия (IEC) опубликовала IEC 60906-1 — спецификацию для вилки, выглядящей как швейцарский тип J, но не идентичной ему. Предполагалось, что данная вилка однажды должна стать общим стандартом для всей Европы и прочих регионов с напряжением 230 В, но попытки принять спецификацию как стандарт для ЕС были безуспешны и прекратились в середине 1990-х.
Вилки и розетки выдерживают 16 А 250 В переменного тока и предназначены для работы с напряжением от 200 до 250 В. Штыри вилки имеют диаметр 4,5 мм (в сравнении с 4,8 мм Schuko и 4 мм Europlug), длину 19 мм и отстоят друг от друга также на 19 мм. Штырь заземления смещён на 3 мм. Контакты поляризованы — фазный проводник расположен слева, если смотреть на розетку со штырём заземления внизу. Шторки на фазном и нейтральном разъёмах обязятельны.
Единственная страна, принявшая этот стандарт — Южная Африка (SANS 164-2).
NBR 14136 (Бразильский 10 A и 16 А / 127 и 220 V, поляризованные)

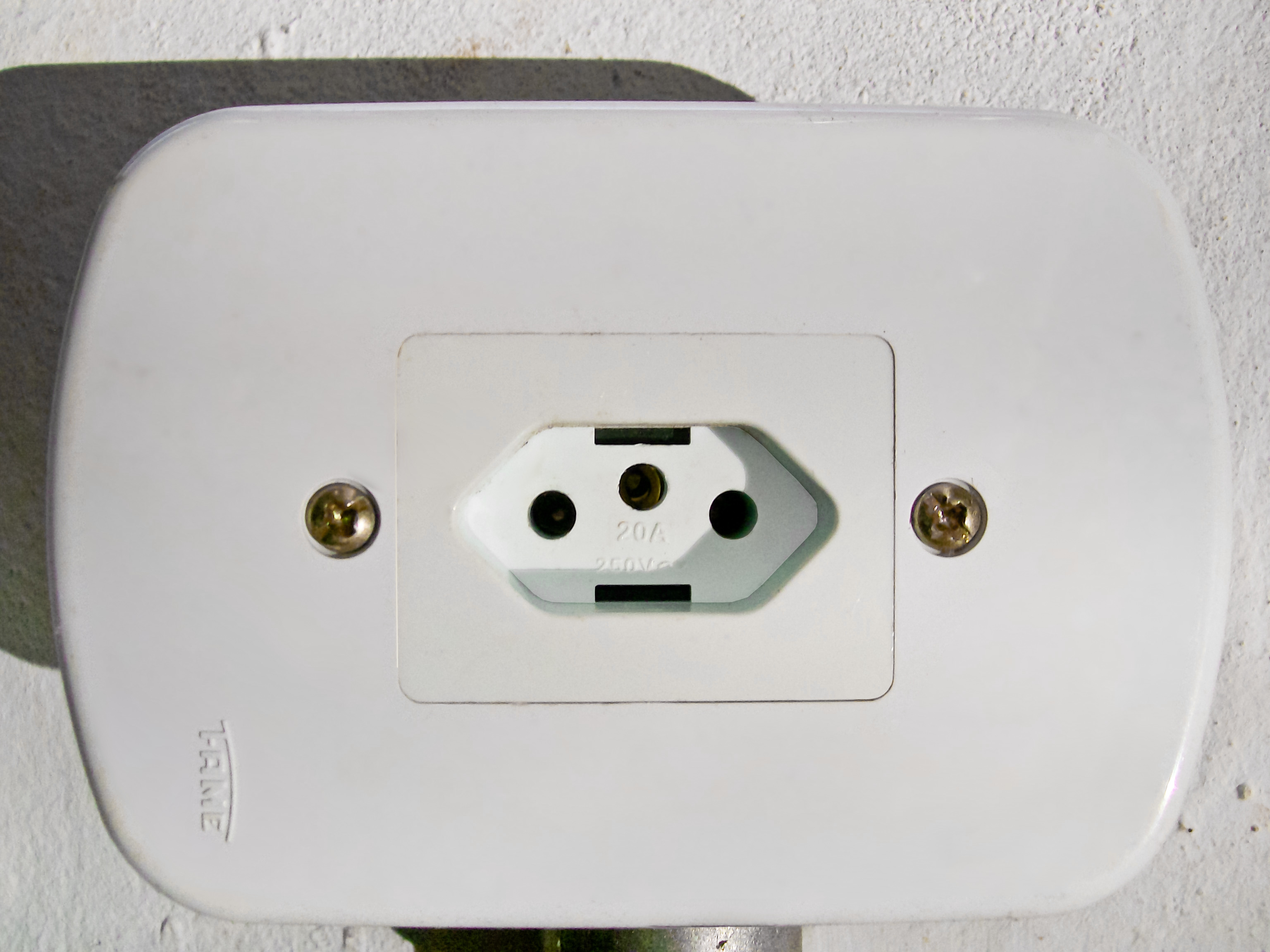

Бразилия, использующая смесь Europlug и NEMA, приняла в 1998 году изменённую версию IEC 60906-1 как национальный стандарт NBR 14136 (дополнен в 2002 году).
Определены два типа вилок и разъёмов — на ток 10 А с диаметром штырей 4 мм, и на 20 А с диаметром 4,8 мм для мощных устройств (в отличие от IEC 60906-1 с током 16 А и диаметром штырей 4,5 мм); оба типа также позволяют подключать устройства класса защиты II с вилкой Europlug. Стандарт используется как для регионов с напряжением 220 В, так и 127 В.
Запланирован постепенный переход с началом в 2007 году и окончанием в 2010 (розничные магазины и перепродавцы могут продавать устройства без ограничений по срокам, но импортёры не имеют права ввозить несоответствующие устройства, а производители не имеют права продавать их у себя в стране).

## Устаревшие типы
Перечисленные в этом разделе типы розеток и вилок устарели, но иногда их можно встретить в домах старой постройки и на старых электроприборах. Для некоторых из них в продаже можно встретить переходники, но лучшим решением будет замена такой розетки (вилки) на новую, так как старая может не удовлетворять современным требованиям безопасности.

### Вилки с разрезными штырями

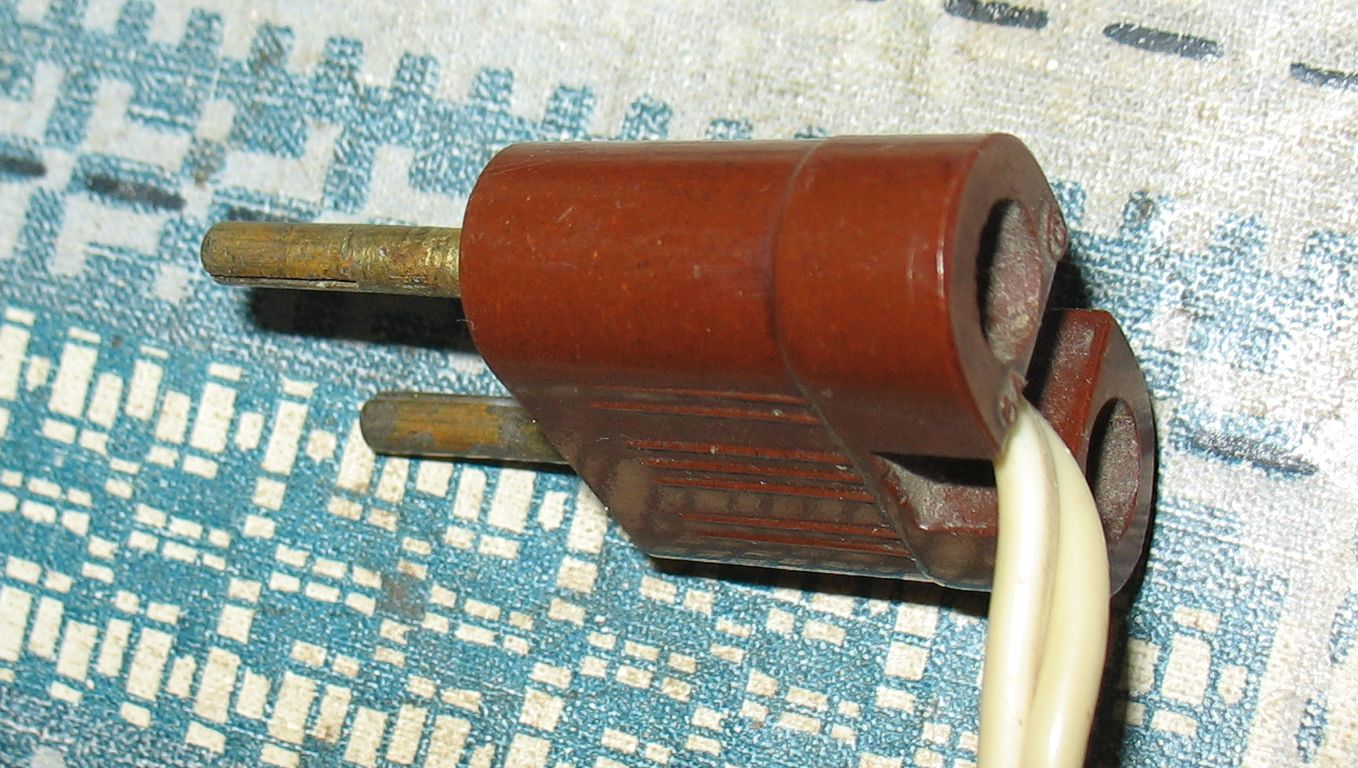
Вилка-двойник.

В ранних электроустановках, в том числе в СССР использовались двухконтактные розетки с непружинящими сплошными кольцевыми контактами и встроенным предохранителем. В них входили вилки со сменными разрезными круглыми штифтами. Существовало множество разновидностей вилок подобного типа. Нередко на тыльной стороне вилки были гнёзда для подключения ещё одной вилки, что позволяло подключать вилки «стопкой», когда не хватало розеток. В дальнейшем от таких вилок отказались, так как их штыри нередко откручивались и ломались, оставаясь в розетке. Вилки со сплошными штырями требовали, чтобы штырь удерживался пружинящими контактами в розетке, поэтому старые розетки, а также гнёзда на тыльной стороне вышеописанных вилок-двойников не могут обеспечить надёжного контакта вилки со сплошными штифтами. Тем не менее, маломощные приборы подключать в такую розетку можно, к тому же вилка CEE 7/16 входит в неё достаточно надёжно. Разрезные вилки по диаметру штырей обычно соответствуют типу C, но не могут войти в розетки типа F из-за формы корпуса.
Эти розетки и вилки также всегда использовались (и используются в настоящее время) в сетях проводного радиовещания бывшего СССР.

### Старые испанские розетки

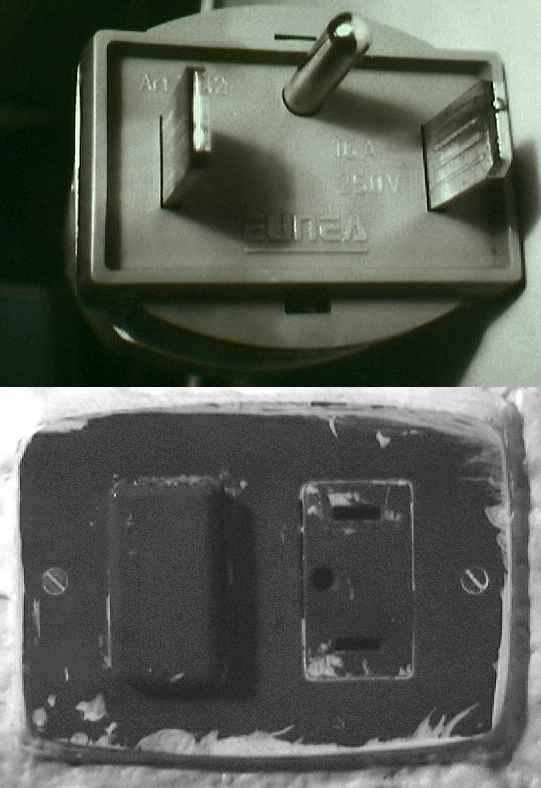

В старых зданиях в Испании можно встретить розетки под особый вид вилки, имеющий два плоских ножа и круглый штырь между ними. Фазный и нейтральный контакты имеют размеры 9 мм × 2 мм. Расстояние между ними 30 мм. Все три контакта имеют длину 19 мм. Диаметр заземляющего штыря 4,8 мм. Они несовместимы ни с одной современной системой.

### Британский разъём для электрических часов

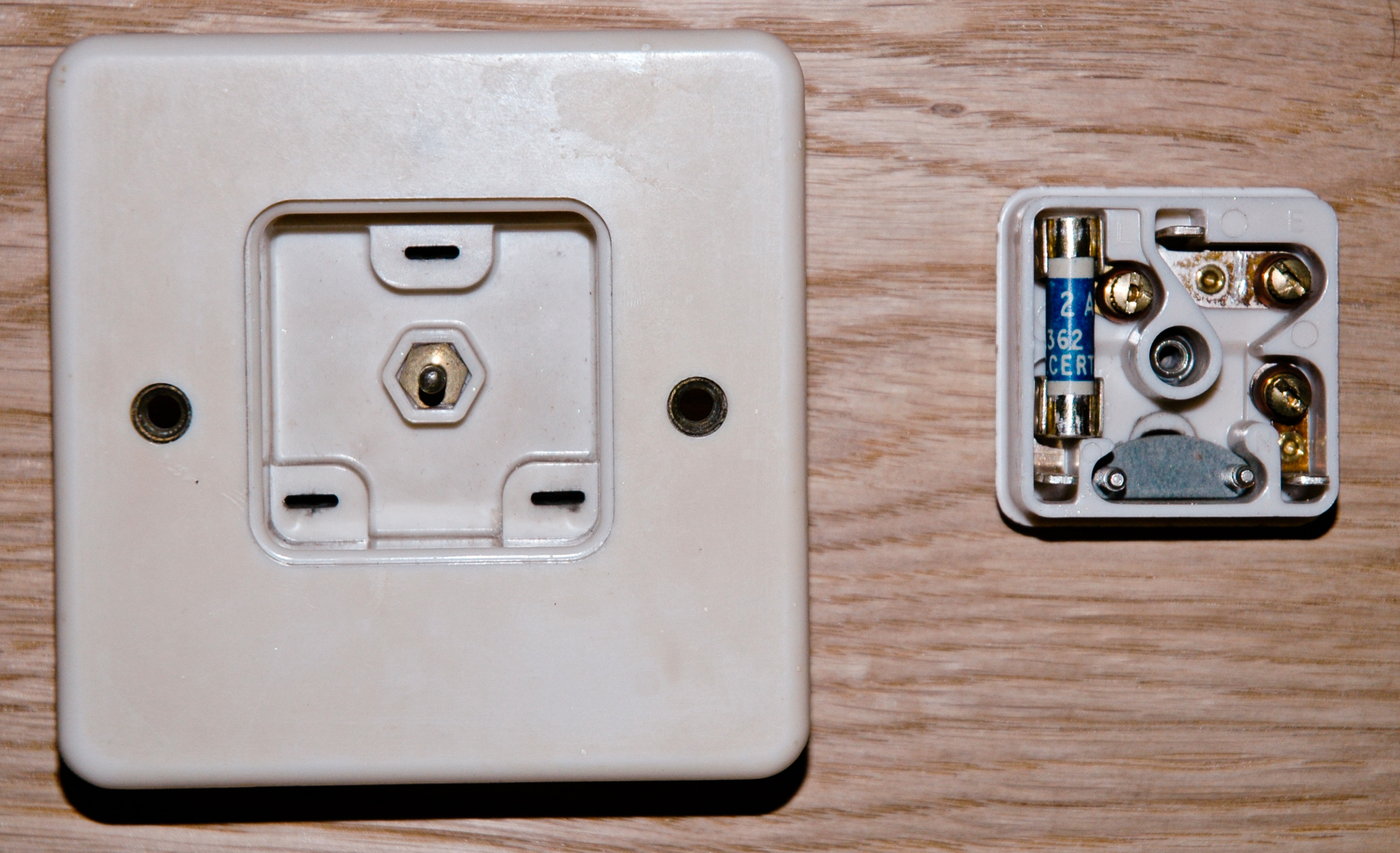
Британский трёхконтактный разъём для часов и разобранная вилка с предохранителем на 2 А.

В старых общественных зданиях Великобритании можно найти вилки с предохранителями и розетки различных невзаимозаменяемых типов, где они использовались для питания переменным током настенных электрических часов. Они меньше размером, чем обычные розетки, обычно выполнены так, чтобы помещаться в распределительную коробку BESA (British Engineering Standards Association), часто почти плоские. Старые вилки имели предохранитель на обоих проводах, более новые — только на фазном и имели заземляющий контакт. Большинство из них снабжалось удерживающим винтом или скобой для предотвращения случайного отключения. Постепенно батарейные кварцевые часы практически полностью вытеснили сетевые, и вместе с ними вышли из употребления подобные разъёмы.

### Американский «Тип I»
Американские производители электроприборов, Hubbell, Eagle, и, возможно, другие делали розетки и вилки по стандарту, которые точно соответствуют типу I, аналогичные используемым сегодня в Австралии. Такие розетки устанавливались в США в 1930-х годах. Дольше существовал похожий стандарт NEMA 10-20, который был больше размером и в отличие от австралазийских и китайских разъёмов, не имел контакта защитного заземления, так как предназначен для двухфазного подключения, а также был рассчитан на ток 20 А.

### Советский «Тип I»
Соединители типа I использовались в СССР примерно с 1960-х годов по 1990 год. До распространения под влиянием поставок западногерманской техники соединителей типа Schuko являлись единственным распространённым способом обеспечить разъёмное подключение приборов, требующих защитного заземления корпуса.
Использовались в системах с частичным совмещением защитного и рабочего заземления (PEN). Основные сферы использования — медицина, кулинария, кассовые аппараты, оконные кондиционеры БК ранних выпусков. Иногда соединители использовались для подключения научного оборудования, но обычно оно подключалось вилками типа C без поляризации, а корпус прибора соединялся отдельным проводом с выделенной шиной заземления.
Соединители имели единственное для всей серии значение нагрузочного тока — 10 ампер, фактически выдерживали ток не более 15 ампер. Все соединители делались разборными и изготавливались из пластмасс или карболита.
Розетки были только одинарными и выпускались в наружном (круглые и квадратные) или внутреннем (круглые) исполнении; также выпускались наружные влагозащищённые розетки с сальниковым вводом и подпружиненной крышкой. Контакты большинства розеток были медные или латунные.
Прямая чёрная карболитовая вилка с цилиндрической симметрией и резиновым сальником с нажимной гайкой в месте выхода кабеля была наиболее распространённой. Прямые вилки как правило были чёрными, а боковые — коричневыми. Контакты вилок имели отверстие на конце штыря и изготовлялись из нержавеющей стали, реже из покрытой меди.
Хотя с точки зрения поляризации соединители типа I предпочтительнее вытеснявших их позднее неполяризованных розеток Shuko, на практике поляризация фазы и нейтрали обычно не соблюдалась, хотя формально должна была соответствовать австралазийской. Также имела место недопустимая практика соединения рабочего и защитного заземления внутри розетки, что резко снижало надёжность защиты подключаемого прибора ввиду малой распространённости УЗО.
Вытеснение соединителей типа I соединителями типа Schuko произошло в начале 1990-х. Существуют образцы внутренних и наружных розеток типа I, изготовленные в 1987 году. Большинство соединителей изготовленных до 1985 года имеют товарный знак Рижского опытного завода средств механизации, похожий на букву М, стилизованную под вилку в квадрате, подобно начертанию «@».

### Греческий «тип H»

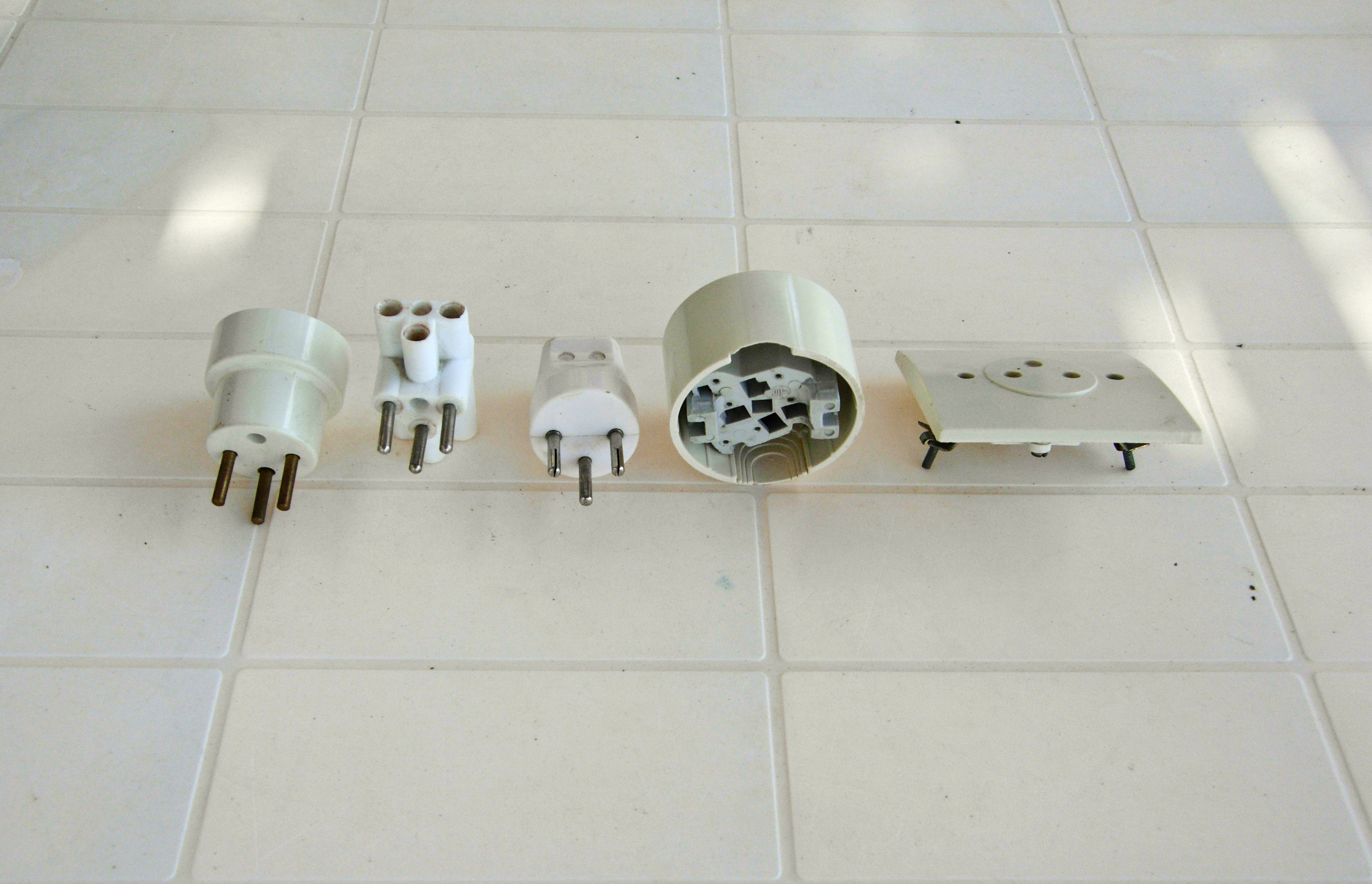
Розетки, вилки и тройники старой греческой системы

До широкого распространения системы schuko в Греции использовались розетки, похожие на тип H с круглыми штырями, которые обычно называли τριπολικές (триполики).

### Перпендикулярная розетка, США

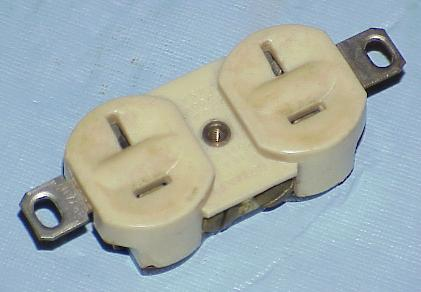
Перпендикулярная щелевая двойная розетка

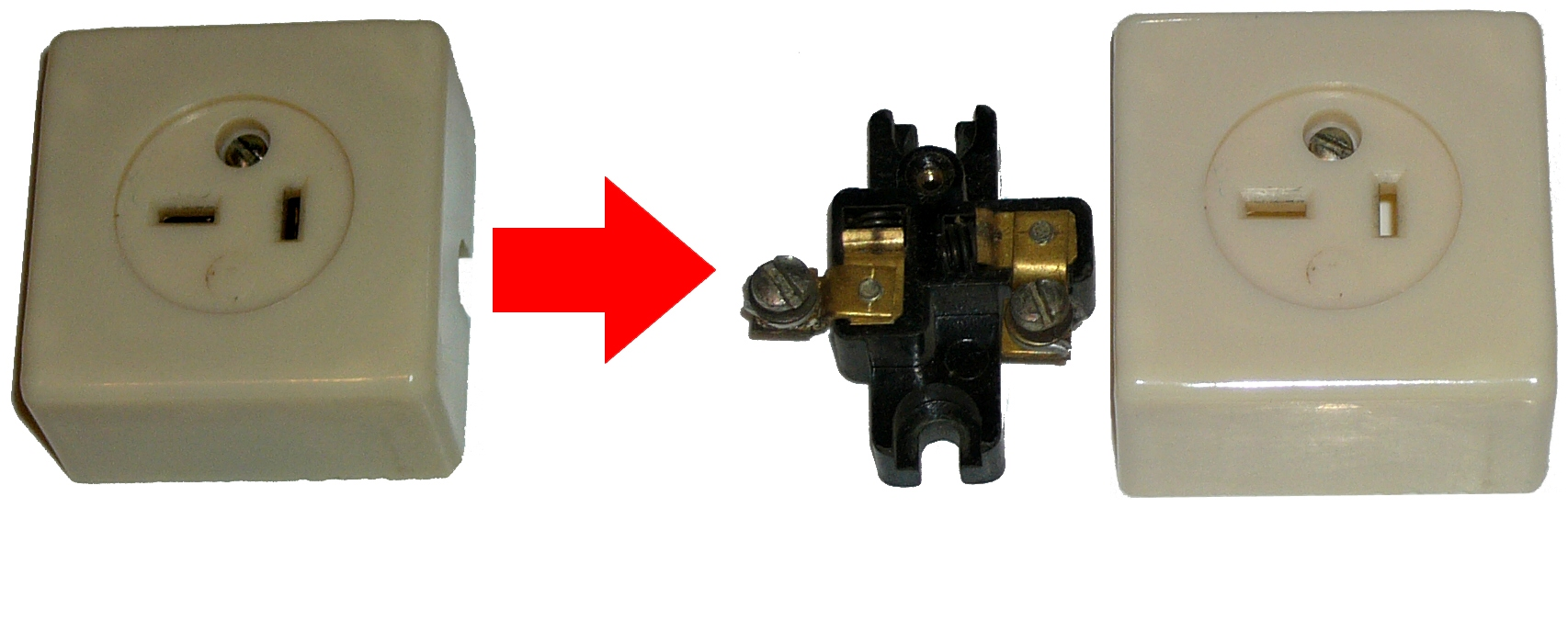
Перпендикулярная советская щелевая розетка РП-2Б на 10 А 42 В переменного тока

Устаревший тип розетки от фирмы Bryant — на 125 В 15 А и 250 В 10 А.
Вилка NEMA 5-20 125 В 20 А или 6-20 250 В 20 А с отсутствующим заземляющим контактом подойдёт к этой розетке, но вилка NEMA 2-20 великовата для неё.
Верхние щели, как видно на картинке, соединены с серебристыми зажимными винтами на верхней части, а нижние щели — с медными винтами на нижней части.
В Австралии те же самые, или похожие T-образные розетки применяются для постоянного тока, например, в автономных питающих системах (Stand-alone Power Systems, SAPS) или на судах. При таком применении горизонтальная щель размещается наверху и находится под положительным потенциалом. Таким же образом розетки используются для временного оборудования в аварийно-спасательных транспортных средствах. В Виктории принято, что верхняя часть буквы T обозначена знаком «минус», и поэтому находится под отрицательным потенциалом. За пределами Виктории вертикальный контакт предназначен для соединения с корпусом/шасси. Верхний контакт буквы T положительный на транспортных средствах, у которых шасси под отрицательным потенциалом. Также до сих пор на ходу старый транспорт, с положительным потенциалом на шасси, то есть полярность контактов розетки может быть любая.
В Советском Союзе, а ныне и в России, данная розетка применяется для подведения сниженного, в целях безопасности, напряжения, например в школах, для переносных ламп и инструмента, во влажных помещениях. Розетка рассчитана на 42 В 10 А переменного тока. Такое подключение диктуется техникой безопасности — чтобы было невозможно включить низковольтный прибор в розетку 220 В.

### NEMA 2-15 и 2-20
Незаземлённые вилки с двумя плоскими параллельными контактами являются вариантом вилки 1-15, но предназначены для подведения напряжения 240 вольт вместо 120. У 2-15 полюсные контакты лежат в одной плоскости (и повёрнуты на 90° по отношению к контактам в обычных американских вилках), номинальные напряжение/ток — 240 В 15 А. У 2-20 два полюсных контакта повёрнуты на 90° по отношению друг к другу (один вертикальный, другой горизонтальный) и номинал 240 В 20 А. Вилки и розетки NEMA 2 очень редки, поскольку их применение в домашнем хозяйстве в США и Канаде запрещено уже несколько десятилетий. Они потенциально опасны потому, что у них нет заземления, и в некоторых случаях вилки могут быть вставлены в розетки с другим напряжением. До принятия стандарта NEMA для 120 В при 20 А использовали вилку, почти идентичную типу 2-20. Вилка 2-20 входит в розетки 5-20 и 6-20, рассчитанные на другое напряжение.

### Dorman & Smith (D&S), Великобритания

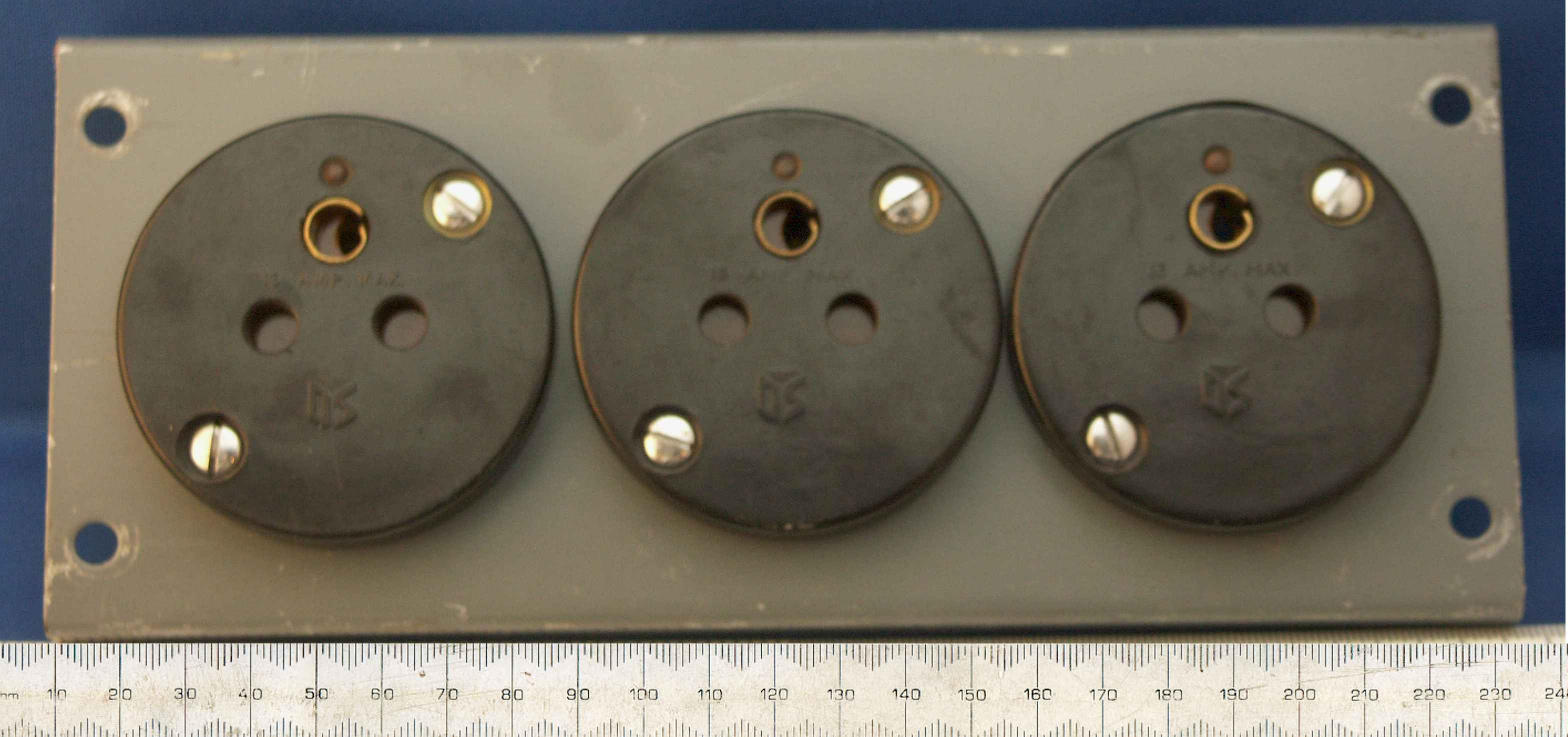
Розетка D&S

Стандарт D&S был наиболее ранним стандартом разъёмов для кольцевой проводки. Разъёмы были рассчитаны на ток 13 А. Они никогда не были популярны в частных домах, но очень часто монтировались в сборных и муниципальных. D&S поставляла розетки местным администрациям по очень низкой цене, с намерением сделать деньги на продажах вилок, обычно стоивших в 4 раза дороже вилок типа G. Точно не известно, когда D&S прекратила производство вилок и розеток, но некоторые местные администрации продолжали устанавливать их до конца 1950-х годов. Розетки D&S были в ходу до начала 1980-х, несмотря на то, что сложность приобретения вилок к ним после 1970 года вынуждала жителей заменять их розетками типа G. Как правило, это нарушало распоряжения местных властей о перестройке муниципального жилья. У вилки D&S был серьёзный недочёт в конструкции: предохранитель, служащий одновременно фазным штифтом, соединялся с корпусом вилки резьбой, и нередко в процессе эксплуатации откручивался, оставаясь в розетке.

### Wylex, Великобритания

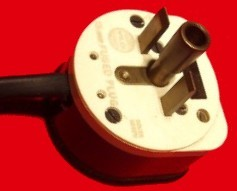

Вилки и розетки Wylex производились фирмой Wylex Electrical Supplies Ltd., как конкуренты типу G и D&S. Существовали разновидности вилок, рассчитанные на 5 и на 13 ампер, с разными шириной фазного и нейтрального контактов и номиналом предохранителя. У вилки в центре был круглый заземляющий штырь, а по бокам — два плоских контакта для фазы и нейтрали, немного выше середины центрального контакта. Настенные розетки были рассчитаны на ток 13 А и принимали вилки на 5 А и 13 А. У многих вилок на 13 А на обратной стороне была розетка, в которую можно было вставить только вилку на 5 А. Розетки Wylex устанавливали в муниципальном и общественном жилье, реже — в частном секторе. Они были особенно популярными в области Манчестера, хотя их устанавливали по всей Англии, главным образом в школах, жилье при университетах и правительственных лабораториях. Вилки и розетки Wylex продолжали производиться и после окончательного принятия стандарта G, и широко использовались в банках и компьютерных помещениях на протяжении 1960-х и 1970-х годов для источников бесперебойного питания или «чистых», фильтрованных, сетей. Точно не известно, когда Wylex перестал производить вилки и розетки; однако, вилки можно было найти в продаже в области Манчестера до середины 1980-х годов.

## Редкие типы

### Walsall Gauge, Великобритания

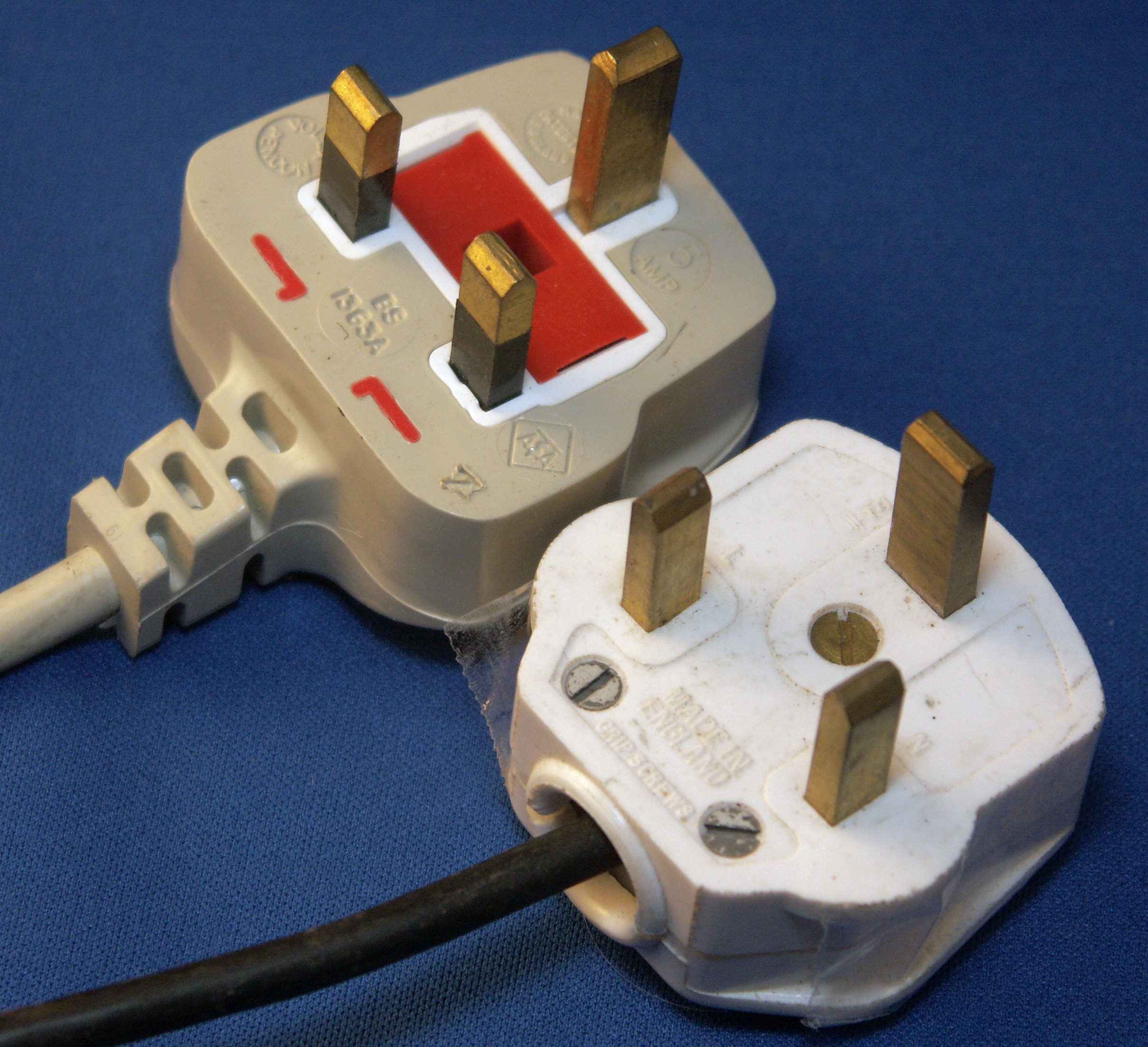
Вилка Walsall Gauge 13 А (внизу)
в сравнении с обычной вилкой BS 1363

В отличие от стандартных английских вилок BS 1363, заземляющий контакт горизонтальный, а фазный и нейтральный контакты вертикальные. Такой тип вилок использовался на BBC, и по-прежнему иногда используется в лондонском метро в низковольтных сетях.

### Итальянский соединитель Bticino Magic security
Разъёмы Magic security были разработаны компанией Bticino 1960-х годах, как альтернатива евровилкам или разъёмам типа L. Розетки этого типа почти прямоугольные, вилки вставлялись в фигурную щель, закрывающуюся предохранительной крышкой с надписью «Magic», которая могла открыться только когда в неё вставляли соответствующую вилку. Производились по меньшей мере четыре модели: три однофазных разъёма общего назначения, номинированные соответственно на 10 А, 16 А и 20 А, и трёхфазный промышленный разъём на 10 А. У каждого разъёма была своя форма щели, чтобы нельзя было включить вилки в несоответствующие им розетки. Контакты расположены по обеим сторонам вилки. Вилка подключается к электричеству только когда она полностью вставлена в розетку.
Очевидным недостатком системы является то, что она несовместима с евровилками. Поскольку бытовые приборы никогда не продавались с такой вилкой, после установки таких розеток приходилось заменять вилки на соответствующие Magic security. Однако, система Magic security поначалу была достаточно популярна среди потребителей, ценящих безопасность; применявшиеся тогда разъёмы не были в достаточной мере безопасны. Когда были изобретены предохранительные крышки для розеток типа L (VIMAR Sicury), розетки Magic почти вышли из употребления.
В Италии официально не отказывались от системы Magic, и она всё ещё доступна в каталоге продуктов Bticino, хотя и не пользуется популярностью.
В Чили 10-амперные разъёмы Magic обычно используются для компьютерных и лабораторных помещений, а также на предприятиях связи благодаря их поляризованности, сложности случайного отключения и т. д.

## Многостандартные розетки

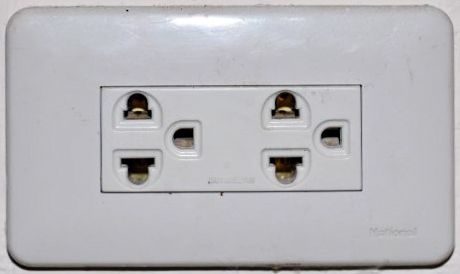
Стандартная заземлённая тайская розетка, поддерживающая европейские двухконтактные вилки и заземлённые и незаземлённые американские вилки

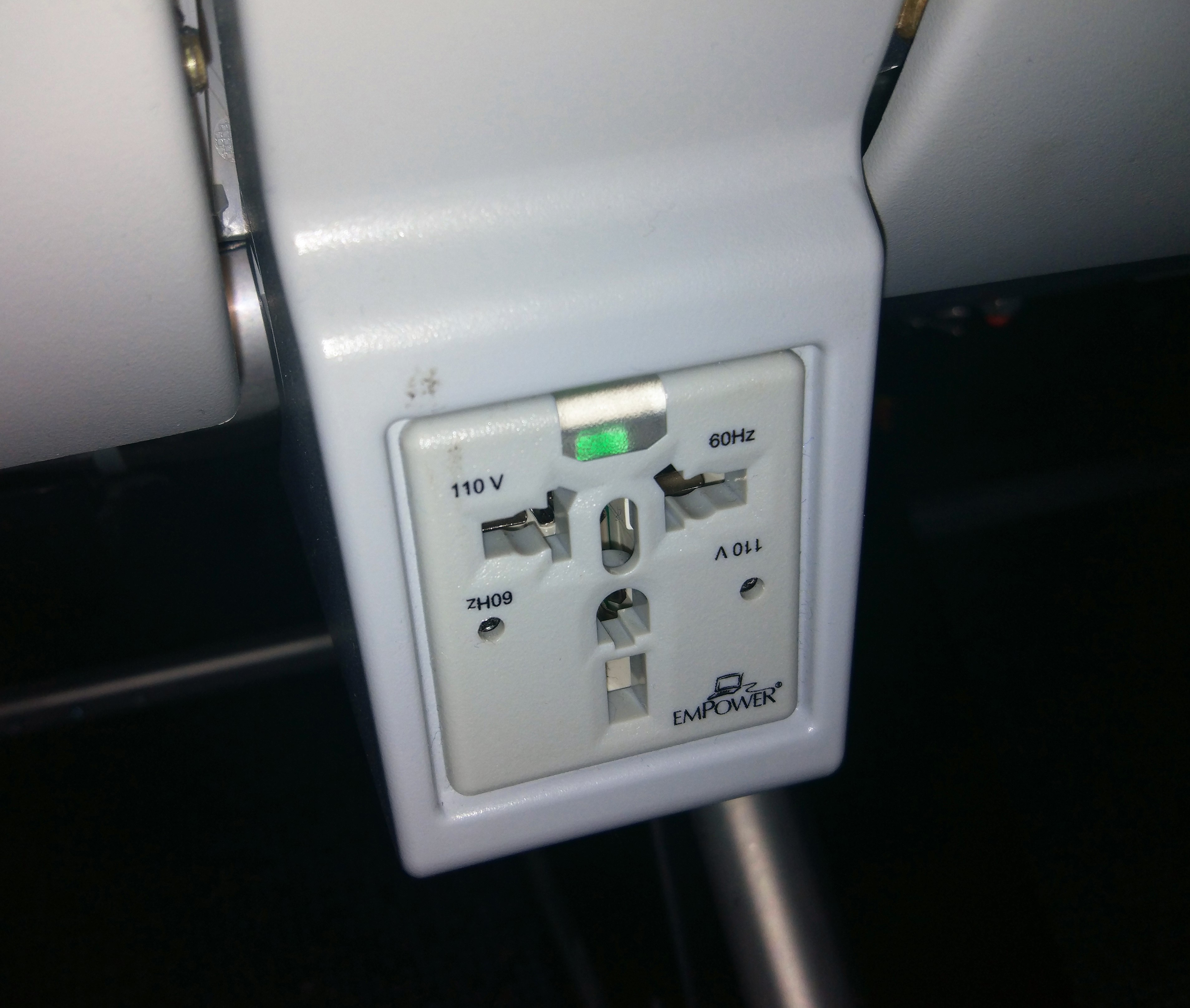
Розетка в салоне пассажирского самолёта

Розетки, поддерживающие различные типы вилок, можно найти в разных странах, в которых размер рынка или местные рыночные условия делают принятие специфичного стандарта вилки нецелесообразным. Подобные розетки принимают вилки, выполненные по различным европейским, азиатским и североамериканским стандартам. Поскольку многие стандарты вилок привязаны к соответствующим напряжениям, многостандартные розетки не гарантируют защиту от порчи устройств, рассчитанных на другое напряжение. Это вынуждает пользователей знать требования к напряжению для их устройств, а также напряжение, преобладающее в стране пребывания. С такими розетками можно без опасений применять лишь устройства, автоматически подстраивающиеся под нужное напряжение и частоту, и не требующие заземления.
У таких розеток может быть одно или несколько заземляющих отверстий для трёхконтактных вилок. В корректно разведённых схемах заземляющий контакт на самом деле заземлён; однако, определить, так ли это, можно только с помощью специальных приборов. Даже корректно разведённые розетки не могут гарантировать подключение заземления ко всем типам вилок, так как сложно создать розетку такой конструкции.

### США, комбинированная двойная розетка
В США выпускались розетки, в которые можно было подключить как вилки типа NEMA 1-15P, так и NEMA 2-15P, причём вне зависимости от типа включённой вилки прибор питался от одного источника, несмотря на то, что стандарт NEMA 1 предназначался для приборов, питающихся от 125 В, а NEMA 2 — для 250 В. В более ранних вариантах этой розетки гнёзда для вилок размещались раздельно (см. левую часть изображения). Позже стали применять Т-образные гнёзда (справа), что также позволяло включать в неё приборы, оснащённые вилками NEMA 1-20P (125 В, 20 А) и NEMA 2-20P (250 В, 20 А). Розетки такого типа не производятся с 1960-х годов и вышли из употребления вместе с вилками NEMA 2.

### Италия, розетки bipasso и адаптированные schuko

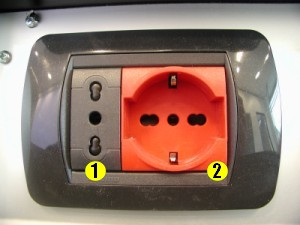
Розетка bipasso (номер 1) и итальянская адаптированная розетка schuko (номер 2 на фото) в современном изделии.

В современных инсталляциях в Италии (и других странах, где используются вилки типа L) можно найти розетки, принимающие вилки более чем одного стандарта. В простейшем случае полюсные гнёзда розетки выполняют в виде восьмёрки, что позволяет подключать вилки обоих типов L (CEI 23-16/VII 10 А и 16 А) и евровилки типа C CEE 7/16. Преимущество такого типа розетки — малоразмерная, компактная лицевая часть. VIMAR заявляет, что запатентовал розетки данного типа уже в 1975 году с выпуском их модели Bpresa; однако, вскоре другие производители начали продавать похожие продукты, называя их в большинстве случаев общим термином presa bipasso (двухстандартная розетка), который сейчас очень распространён.
Второй достаточно распространённый тип выглядит как розетка типа F, но с дополнительным гнездом заземления. Розетки такой конструкции могут, вдобавок к вилкам типа C и 10-амперным вилкам типа L, принимать вилки CEE 7/7 (типа E/F). У некоторых из этих розеток могут быть 8-образные гнёзда для 16-амперных вилок типа L. Платой за универсальность является в два раза больший размер, чем у нормальной розетки типа L.
Производители могут идти даже дальше в плане универсальности, например VIMAR выпускает розетку universale, которая принимает вилки CEE 7/7 (типа E/F), типа C, 10-амперные и 16-амперные вилки типа L и американо-японские вилки типа A.

## Разъёмы для подключения электроплит

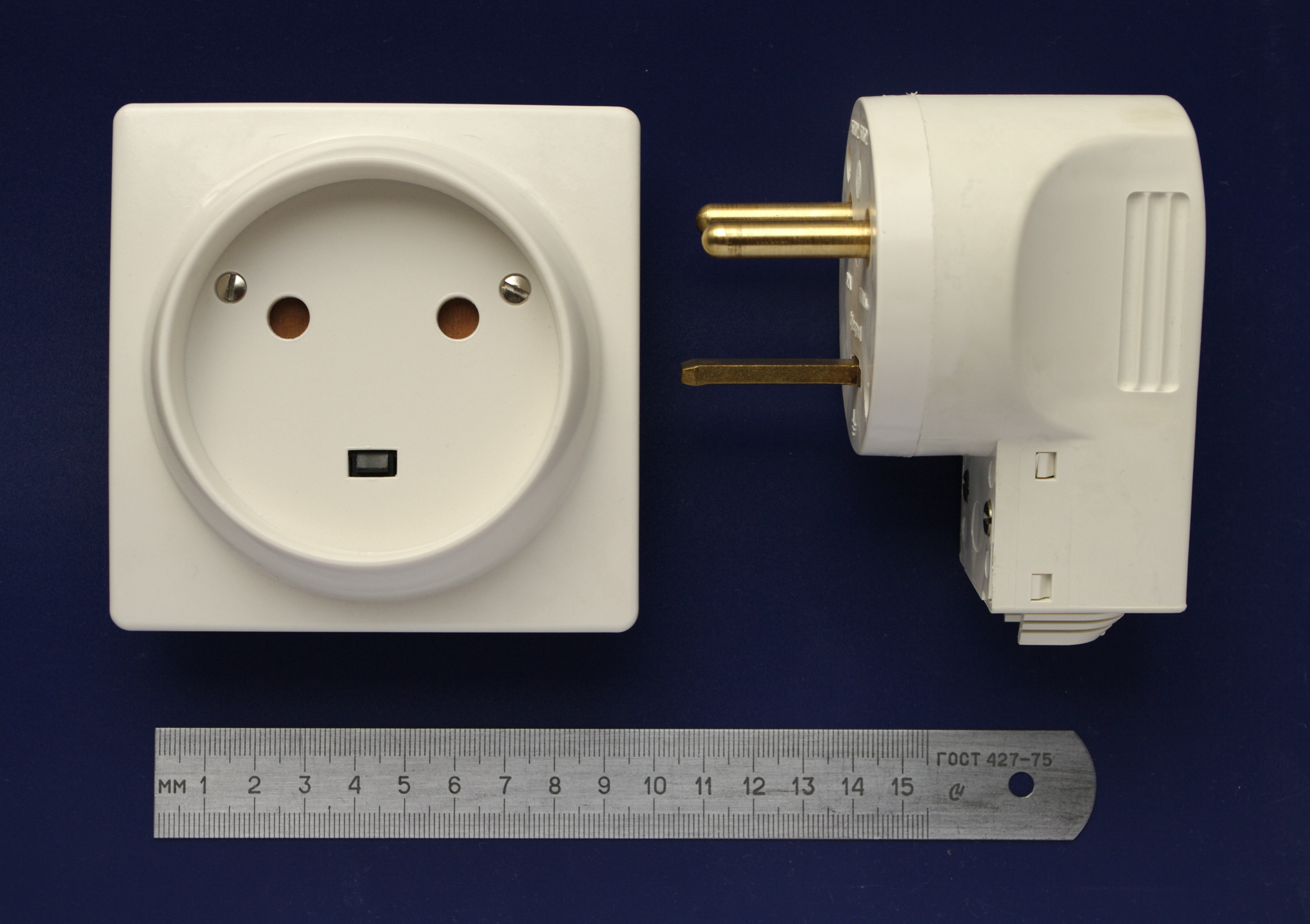
Разъём Legrand, рассчитанный на большой ток (до 32 ампер)

Максимальная потребляемая мощность типовой современной электроплиты может составлять 10 кВт, что при напряжении 220 В соответствует силе тока 45 А. При трёхфазном подключении электроплиты нагрузка на каждую фазу снижается за счёт того, что каждая из частей плиты подключается к отдельной фазе. Для подключения электроплиты необходим специальный разъём вне зависимости от того, подключается плита через одно- или трёхфазную сеть.
В разных странах существует разная практика подключения электроплит. Например, швейцарские нормы диктуют, что оборудование, потребляющее ток силой свыше 16 А, должно быть либо подключено к сети неразъёмным способом с подходящей защитой ветви, либо подключено при помощи промышленного разъёма, подходящего по номинальному току.
В правилах электробезопасности некоторых других стран ничего не сказано о способе подключения электроплит, и каждый волен выбирать способ подключения самостоятельно. Часто потребитель сам покупает первую попавшуюся нестандартную пару из вилки и розетки для конкретной электроплиты и нередко бывает, что они рассчитаны на ток силой 25-32 А, поскольку пользователь уповает на то, что плита обычно не включается на полную мощность. Нестандартность вилки и розетки объясняется отсутствием национальных стандартов на подключение электроплит.

### Североамериканские разъёмы для электроплит и сушильных машин
NEMA 14-30
30-амперная трёхпроводная однофазная розетка с заземлением часто используется для электрических сушильных машин для одежды. Напряжение 240 вольт от системы с разделёнными фазами используется для нагревательных элементов, двигателя и управляющих устройств, питающихся от напряжения 120 вольт.
NEMA 14-50
50-амперная трёхпроводная однофазная розетка с заземлением обычно устанавливается на кухнях и используется для электроплит и камбузных плит. Как и у сушильных машин, освещение и двигатели питаются от напряжения 120 В, а главный нагревательный элемент работает от 240 В.

## Аксессуары
Для удобства и безопасности применения электричества совместно с розетками и вилками используется множество других устройств.

### Разветвители и удлинители

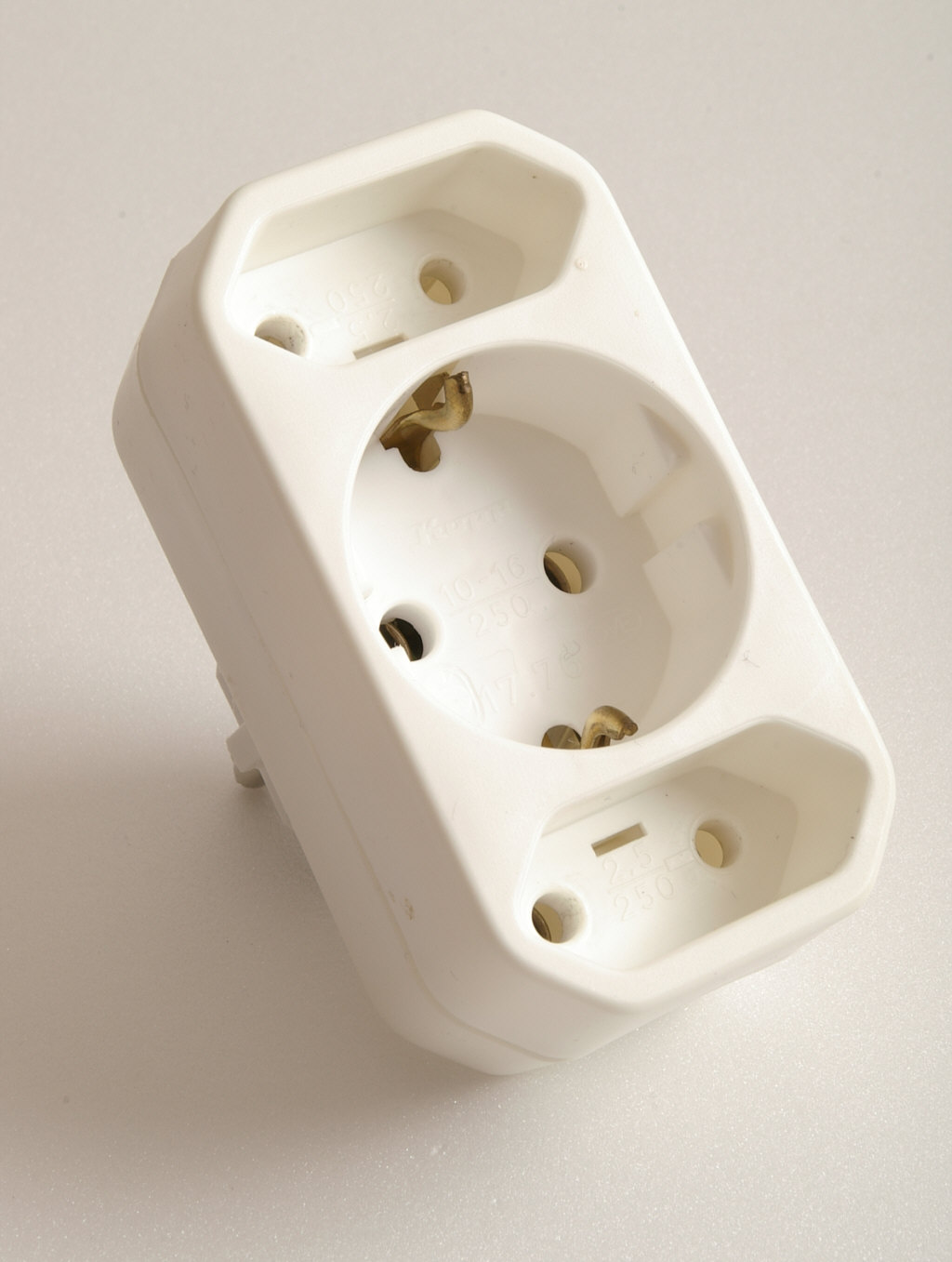
Компактный тройник с раздельными разъёмами C и F

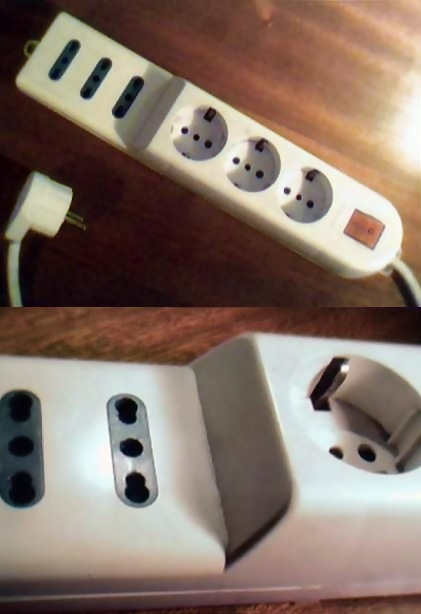
Удлинитель, имеющий розетки всех применяемых в Италии систем, а также выключатель с индикацией включения.

Бывают ситуации, когда имеющихся розеток недостаточно или они расположены далеко от электроприбора. Тогда используются удлинители и компактные разветвители. Отличие компактного разветвителя в том, что он не имеет шнура. Удлинитель, или переноска, в свою очередь может быть оснащён как одно-, так и многоместной розеткой, а также выключателями и защитными устройствами.
Компактные тройники обычно имеют максимально простую конструкцию. Если тройник предназначен для подключения вилок различных стандартов, редко можно увидеть тройники с отдельными розетками для каждого стандарта. Чаще всего используются многостандартные разъёмы. Они практически никогда не оснащаются выключателями и предохранителями. В продаже можно встретить компактные тройники невысокого качества, иногда даже изготовленные с пренебрежением к нормам безопасности: они не обеспечивают надёжного контакта, не удерживают достаточно надёжно вилку, их форма не всегда обеспечивает защиты от неправильного подключения, а некоторые компактные тройники даже не обеспечивают защиты от прикосновения к токоведущим частям. В то время как удлинители могут иметь выключатель, предохранитель, сетевой фильтр, иногда даже УЗО. В странах, где распространено несколько стандартов, используются удлинители с отдельными розетками для разных стандартов.
В советское время для простоты было принято, что в одну розетку нельзя включать более трёх электроприборов. После внедрения розеток, рассчитанных на больший ток, а также широкого распространения бытовых компьютеров, сложных аудио- и видеокомплексов стало ясно, что необходимы разветвители на большее количество розеток. Но несмотря на то, что количество розеток в разветвителе бывает больше трёх, их продолжают называть тройниками. Иногда стараются называть их, избегая слова «тройник», например «сетевыми фильтрами», «пилотами», «удлинителями» или «переносками».

### Защита от детей
Некоторые розетки не оснащены шторками, защищающими от прикосновения к токоведущим частям розетки посторонним предметом. Чтобы защитить излишне любопытных детей от опасности, применяются специальные «пробки», которые ребёнок не сможет вынуть из розетки самостоятельно. Принцип действия может быть различным: например некоторые пробки можно достать, вставив в них вилку, некоторые имеют специальный замок, требующий приложения силы для того, чтобы его открыть.

### Переходники и адаптеры

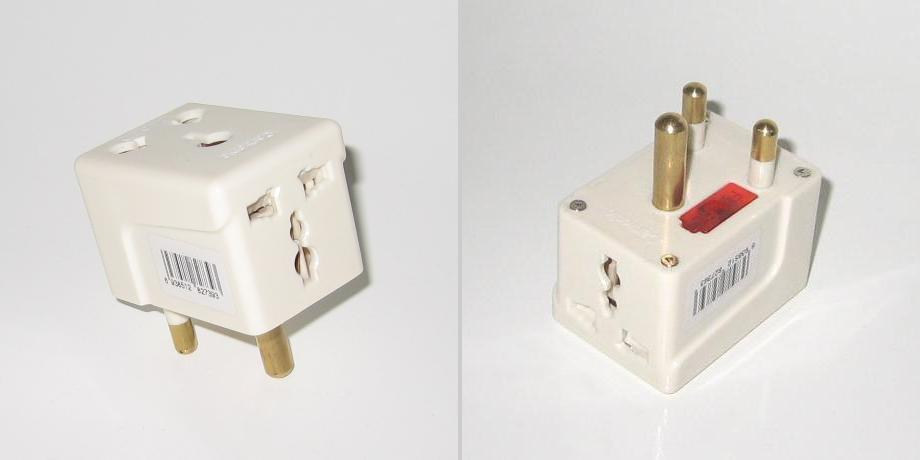
Этот переходник-тройник позволяет подключить приборы с вилками всех основных стандартов.

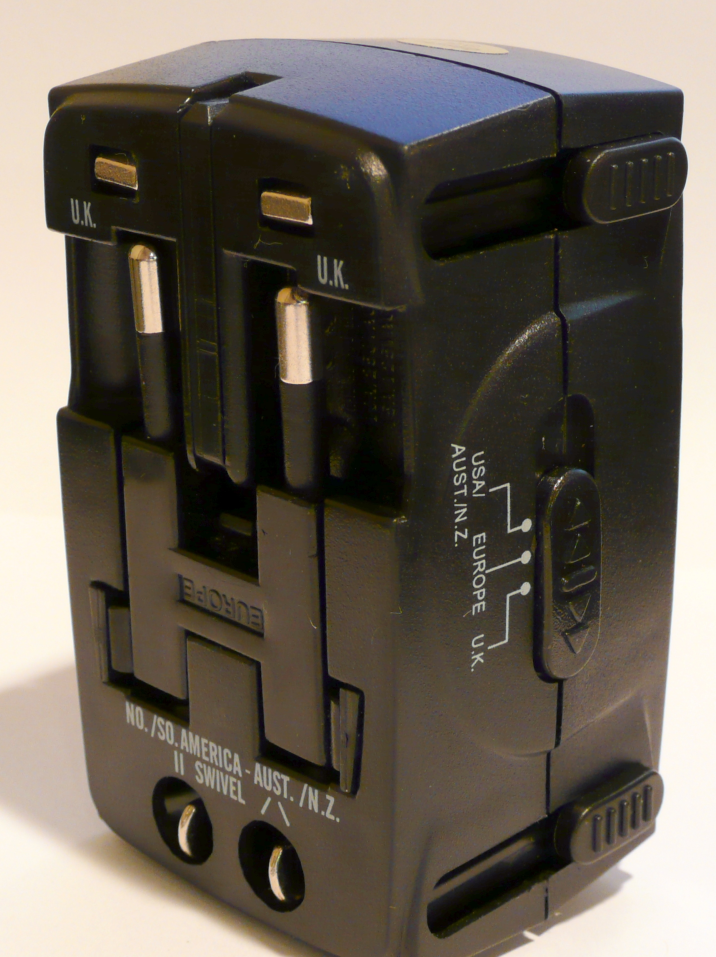
Универсальный переходник, позволяющий подключаться к электросети в большинстве стран мира.

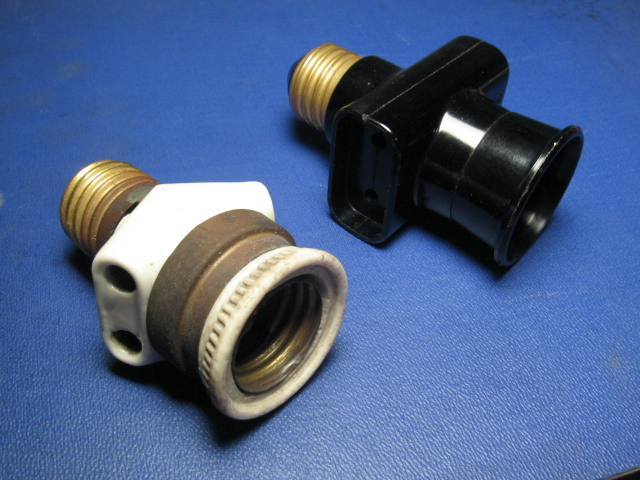
Два патрона-«жулика». Слева — образец 1930, справа — ок. 1970 г.

Нередко бывают ситуации, когда в доме отсутствуют розетки стандарта, подходящего для вновь купленного электроприбора. В качестве временной меры можно использовать переходник. Переходники также используются в путешествиях, когда в той или иной стране используется другой тип розеток и имеющиеся личные электроприборы (например, электробритвы, зарядные устройства) не могут быть к ним подключены.
Существуют переходники, позволяющие подключить электроприбор к патронам, предназначенным для ламп накаливания (в просторечии — «жулики» или «воровайки»). Особенно популярными они были 1920—1960-х годах, когда во многих домах не хватало настенных розеток или их не было вовсе. В СССР во время Великой Отечественной войны, а также и после неё в условиях дефицита электроэнергии даже существующие розетки во многих случаях пломбировались. Другой причиной популярности подобных патронов были раздельные тарифы на электричество в осветительной и силовой сети. Сейчас подобные переходники запрещены во многих странах, так как их использование небезопасно по ряду причин. Тем не менее, их ещё можно найти в продаже, в том числе и в России.

## Разъёмы промышленного назначения

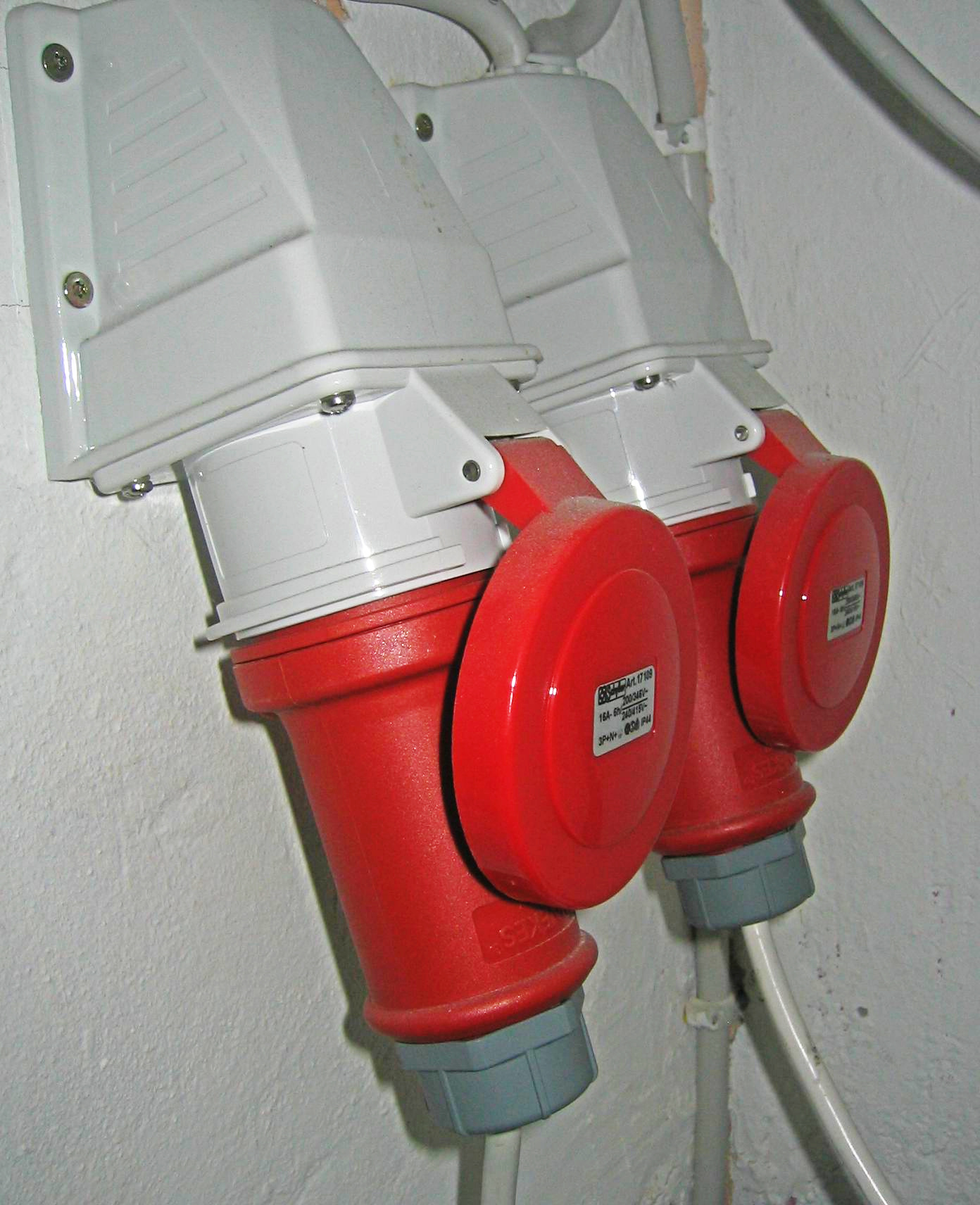
Разъёмы IEC 60309

Использование штепсельных соединителей в промышленности отличается более жёсткими условиями эксплуатации, накладывает более жесткие требования к безопасности и надёжности. В числе требований к промышленным штепсельным соединителям:
- Защита от случайного отключения. Случайное отключение может стать причиной аварии.
- Защита от воды, пыли, агрессивных сред. Существуют специальные соединители для применения в местах повышенной опасности: пожаро- и взрывоопасных, повышенной влажности и т. д.
- Наличие разъёмов на различные величины номинальных напряжений, токов и на различные конфигурации сетей: прежде всего одно- и трёхфазные. Причём разъёмы, рассчитанные на разные напряжения, токи и конфигурации сетей не могут быть взаимозаменяемыми.

В некоторых случаях промышленные разъёмы могут эксплуатироваться и в быту: например для подключения электроплит, для питания прицепов-дач, подключения автономных дизельных/ бензиновых генераторов, и т. д. Примеры промышленных штепсельных соединителей:
- IEC 60309 (en:IEC 60309)
- NEMA L